# Real Madrid Club de Fútbol
El Real Madrid Club de Fútbol, más conocido simplemente como Real Madrid, es una entidad polideportiva con sede en Madrid, España. Fue registrada oficialmente como club de fútbol por sus socios el 6 de marzo de 1902 con el objeto de la práctica y desarrollo de este deporte —si bien sus orígenes datan del año 1900, y su denominación de (Sociedad) Madrid Foot-ball Club de octubre de 1901—. Decano del fútbol madrileño, tuvo a Julián Palacios y los hermanos Juan Padrós y Carlos Padrós como principales valedores de su creación.
Identificado por su color blanco —del que recibe el apelativo de «blancos» o «merengues»—, es uno de los cuatro clubes profesionales de fútbol del país cuya entidad jurídica no es la de sociedad anónima deportiva (S. A. D.), ya que su propiedad recae en sus más de 90 000 socios. Otra salvedad comparte con el Athletic Club y el Fútbol Club Barcelona al participar sin interrupción en la máxima categoría de la Liga Nacional de Fútbol Profesional, la Primera División de España, desde su establecimiento en 1929. En ella posee los honores de haber sido el primer líder histórico de la competición, el de equipo con más títulos, y el de la máxima puntuación en una sola edición.
Abocado desde sus inicios al desarrollo del fútbol, pronto adquirió un carácter multideportivo y desarrolló varias otras disciplinas que fueron desapareciendo con el devenir de los años, a excepción de la sección de baloncesto, denominada Real Madrid Baloncesto. Hubo varias especulaciones en la historia reciente de la entidad sobre la posibilidad de recuperar algunas de ellas como la sección de balonmano, o la sección de rugby que no llegaron a materializarse, al contrario que una sección femenina de fútbol, parcela que desde los años 2010 el club trabajaba por crear con una base desde el ciclo formativo hasta la máxima categoría. Finalmente en 2019, y tomando otra de las posibles vías para su creación, se produjo la fusión por absorción del Club Deportivo TACON aprobándose en una reunión extraordinaria por parte de los socios compromisarios y conformar así el Real Madrid Club de Fútbol femenino.
Es miembro creador, fundador y cofundador de varias de las competiciones españolas más longevas antes de la existencia de los pertinentes órganos rectores: el Campeonato Regional Centro, o la Copa de España. A nivel internacional fue uno de los miembros fundadores de la FIFA, estamento que le concedió la Orden del Mérito por su especial relevancia en el fútbol y lo señala como uno de los «clubes clásicos» de España tras colaborar en el nacimiento de algunas de las competiciones o asociaciones más prestigiosas como la Copa de Europa, la Copa Intercontinental, o la Asociación de Clubes Europeos. Mismo camino toma en el apartado baloncestístico, donde es junto al Club Joventut Badalona el único club que ha disputado siempre desde su creación en 1957 la máxima categoría de liga, de la que es también miembro fundador, así como de la homónima Copa de Europa, o el Torneo de Navidad internacional.
En cuanto a los logros deportivos, es una de las entidades más laureadas y reconocidas del mundo en ambas disciplinas, y ha sido galardonado por los insignes estamentos internacionales de la FIFA como el Mejor Club del siglo XX, y como el Mejor Club Europeo del siglo XX por la Federación Internacional de Historia y Estadística de Fútbol (IFFHS), reconocimientos también otorgados por otras instituciones como la revista Kicker Sportmagazin, o por la organización Globe Soccer para el vigente siglo XXI. Entre ambas disciplinas suma un total de trece campeonatos mundiales y veinticinco Copas de Europa, más que ningún otro club europeo en el conjunto de ambos deportes, situándose décimo en palmarés polideportivo si se toman en cuenta secciones que el club no posee. A nivel nacional es el club español más laureado.
Diecisiete exintegrantes del club fueron incluidos en el Salón de la Fama FIFA, un proyecto dedicado a preservar la memoria de relevantes personajes de la historia del balompié, resaltando algunos como «decanos» por su especial trascendencia, o la del propio club como entidad.
Un 33 % de los aficionados al fútbol encuestados a fecha de 2021 en España por el portal de estadísticas de mercado y opinión Statista lo señalan como el club más popular, mientras que a nivel internacional es también una de las entidades más reconocidas del mundo con más de 600 millones de seguidores estimados en 2025. Su alto número de simpatizantes, y las estimadas 45 millones de visitas mensuales en Google, repercuten en que sea una de las sociedades deportivas con mayor valor en el mercado y una de las que más ganancias obtiene anualmente. Su valor se tasa en unos 6750 millones de dólares y sus ingresos son superiores a los mil millones de euros por temporada (1185 millones sin contar traspasos de jugadores en el curso 2024-25), primer y único club de fútbol en lograrlo a fecha de 2025, y sólo superado por los Dallas Cowboys de fútbol americano. Su cotización como club futbolístico con más valor es únicamente superado en comparativa por una decena clubes de la NFL de fútbol americano, la MLB de béisbol y NBA de baloncesto, mientras que es reconocida fuera de su ámbito deportivo como la decimosexta marca de empresa más valiosa de España, y primera de su sector, con un valor estimado de 700 millones. Posee un presupuesto de 1128 millones mientras que su deuda neta es de doce millones —excluido el proyecto de remodelación del estadio que se encuentra en el final de su ejecución a fecha de junio de 2025 y el cual es asumible en parámetros de solvencia—.
Posee una fundación, carente de ánimo de lucro, dedicada a una labor social de cooperación internacional en favor del desarrollo alrededor del mundo.

## Historia

### Antecedentes y un confuso origen
Tras los primeros protoclubes de foot-ball surgidos en Madrid a finales del siglo XIX, un grupo de jóvenes y antiguos integrantes de la Institución Libre de Enseñanza (ILE) formaron en 1897 un equipo que resultó ser el antecesor de la entidad madridista, la Sociedad de Foot-Ball, la primera surgida en la región para la exclusiva práctica de un deporte llegado de Inglaterra y que, por diversas circunstancias, terminara sufriendo una escisión en octubre del año 1900. Las insuficientes y poco correctas crónicas de la época no permiten esclarecer con certeza lo que ocurrió hasta 1902. Existen dos hipótesis al respecto. La primera indica que se dividió en dos clubes, Nueva Sociedad de Foot-Ball y (Sociedad) Sky Foot-Ball, que se fusionarían en 1901 para dar origen a la (Sociedad) Madrid Foot-Ball Club. La otra hipótesis y posiblemente la más probable según las crónicas, dice que acabaría en 1901 con una reestructuración de esta Nueva Sociedad surgida en noviembre de 1900 para denominarse (Sociedad) Madrid Foot-Ball Club tras unírsele algunos integrantes de la Sociedad primera. Se puede pues afirmar que en 1901 adoptó el nombre que le acompañó en adelante, sin poder verificar su fundación en ese año o en uno anterior, y su legalización concluyó en 1902 como fecha que figura en sus registros. Las fuentes citan a Julián Palacios como primer presidente de la Nueva Sociedad, y después del Madrid F. C. —fuera o no el mismo club—.
Apenas unas cuantas decenas de socios formaban la entidad debido a la poca extensión del fútbol en el país, deporte que no poseía aún recintos propios o debidamente conformados para su práctica. Por ello los entusiastas équipiers se repartían por diferentes descampados y zonas de la ciudad como el Campo del Retiro, heredado del Sky Foot-Ball. El primer partido del equipo del que se tiene constancia data del 6 de octubre de 1901 en la citada localización.
En la Junta General Extraordinaria celebrada el 6 de marzo de 1902 fueron aprobados sus primeros estatutos tal y como se instaba a los clubes futbolísticos por el Real Decreto del Gobierno del 19 de septiembre de 1901 para su regularización e inscripción en el Registro de Asociaciones, siendo así la fecha fundacional a efectos oficiales.
Los integrantes eligieron a sus primeros dirigentes, encabezados por Juan Padrós como primer presidente electo y Enrique Varela como vicepresidente, además de acordar el objeto y reglamento de la sociedad o el uniforme del equipo.
Blanco en pantalón y camisa con medias negras y casquete azul oscuro fueron los colores aprobados y que venían siendo habituales desde 1900, tiempo antes de que comenzase el largo proceso administrativo. Este culminó tras una Real Orden Circular, del 9 de abril de 1902, en el que se instaba como último requisito a referirse a la Gobernancia Civil de su ciudad. El acta de los madrileños se redactó el 18 de abril para ser contestada por la administración cuatro días después.

“Juan Padrós y Rubio, del Comercio de Madrid, que habita en la calle de los Madrazo, 25-3Q izquierda, a V.E. respetuosamente expone: Que con objeto de constituir una Sociedad de juegos de Sport, que se denominará MADRID FOOT BALL CLUB, le acompaña las bases por que ha de regirse, para su aprobación”.
Juan Padrós. 18 de abril de 1902. Madrid

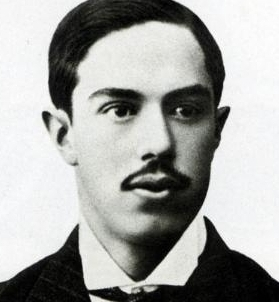
Julián Palacios, presidente desde 1900 que llevó al club a su legalización en 1902.

Así, dicha acta fundacional conformó las que fueron las primeras bases legales de la entidad, pese a que ya funcionase tiempo atrás. A continuación se reproducen algunos de los puntos más notables dictados en su sede de Alcalá 48:

“TÍTULO 2.º - OBJETO DE LA SOCIEDAD

Artículo 17.º - Con el fin de fomentar la afición al juego del foot-ball, la sociedad organizará partidos siempre que sea posible y en épocas determinadas celebrará concursos e intervendrá directa o indirectamente en las fiestas de esta índole que se organicen y crea pueden aumentar la afición.

CAPÍTULO 4.º

Artículo 18.º - Para tomar parte en los partidos será preciso: 1º. El pago previo del mes o la cuota de entrada, según los casos. 2º. Usar el uniforme reglamentario. 3º. Llegar al campo de juego antes de la hora señalada para el comienzo del partido. El uniforme reglamentario será para los partidos ordinarios pantalón azul oscuro, corto y recto, blusa blanca y medias oscuras, y para los partidos extraordinarios será: pantalón y blusa blanca, medias negras con vuelta y cinturón con los colores nacionales, completando este uniforme un casquete azul oscuro.

Artículo 19.º - Los partidos se jugarán siguiendo estrictamente el reglamento de la Football Asociation de Inglaterra, de 1901-1902, y el socio que faltase alguna de sus reglas, será amonestado por la primera vez por el árbitro, y en caso de reincidencia, éste lo pondrá en conocimiento de su junta directiva para que tome la resolución que juzgue procedente.”
Junta directiva del club. 18 de abril de 1902. Madrid.

En la década de los cincuenta las medias pasaron a ser blancas, y desde entonces ese es el único color distintivo de la institución al unirse a camiseta y calzones. Para dilucidar el que fue su primer equipo titular tras la oficialización se jugó el 9 de marzo un partido entre sus jugadores diferenciándose entre ellos por unas bandas de color que atravesaban la camisa del uniforme. El Heraldo del Sport y La Correspondencia de España, diarios de la época, informaban sobre los acontecimientos y las disputas relacionadas con el club en el «Concurso de Bandas» o el «Concurso Madrid de Foot-ball Association». Este último, de carácter interregional y organizado por el club, fue reconocido como el primer torneo disputado a nivel nacional y en el cual logró el primer trofeo de su historia, como subcampeón. Fue la competición que dio origen al Campeonato de España de Copa.

### Crecimiento como institución. Un club «Real»
La conclusión del certamen nacional llevó a un crecimiento institucional, iniciado con incorporaciones de jugadores a una plantilla entre la que destacaba el conocimiento del juego de su integrante británico Arthur Johnson. Su implicación con el desarrollo del foot-ball madrileño y español, y la falta de una estamento federativo nacional, hizo que la Union des Sociétés Françaises de Sports Athlétiques (USFSA) le citase como representante del país al primer Congreso de Foot-Ball Association del 21 de mayo de 1904. En él fue, junto a otras seis federaciones, miembro fundador de la Federación Internacional de Fútbol Asociación (en francés: Fédération Internationale de Football Association - FIFA).

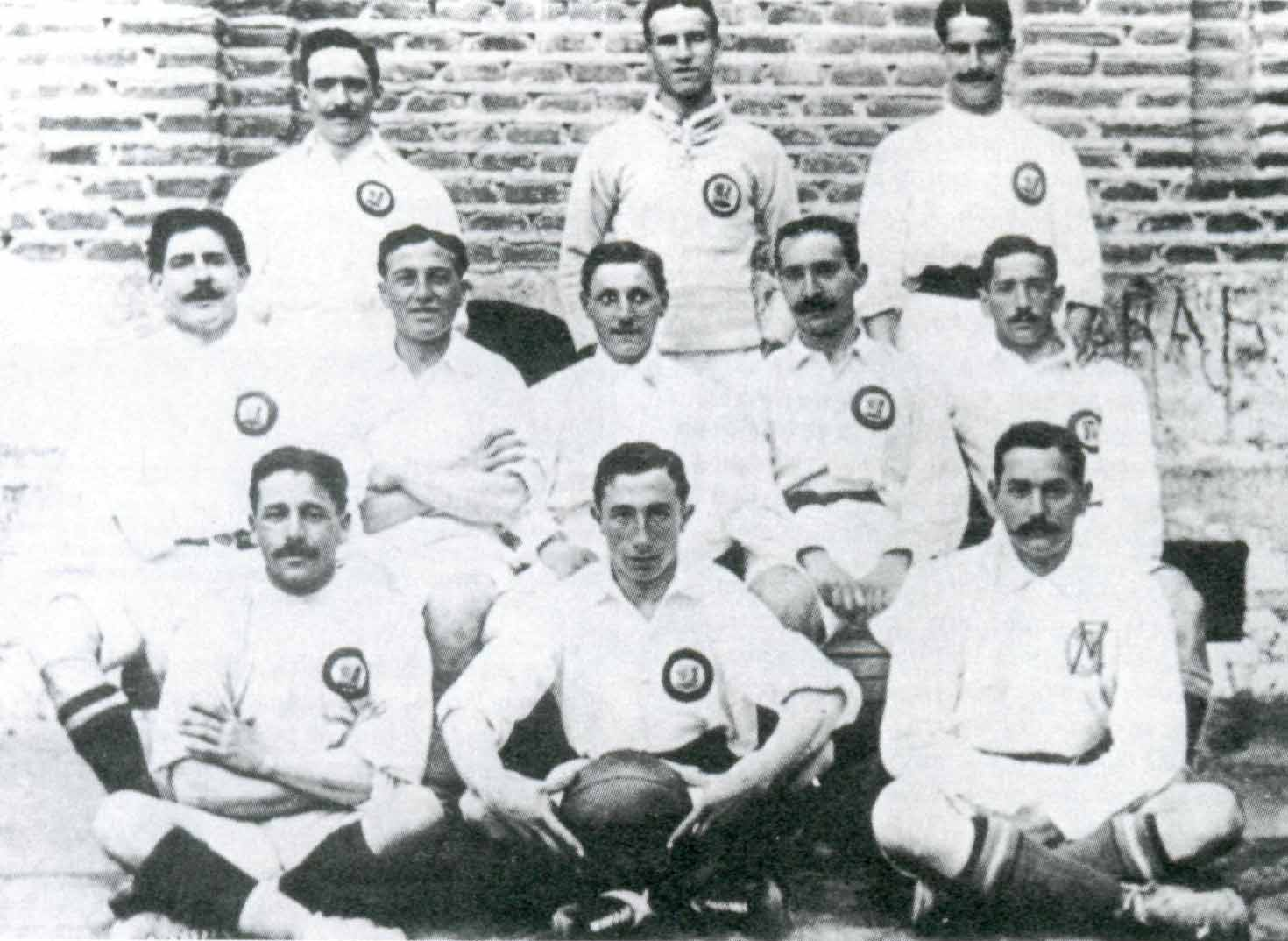
Instantánea de los vencedores del Campeonato de España de 1906.

Cumplido el primer lustro de siglo germinaron en la capital numerosos equipos de balompié que acrecentaron la competencia, motivo por el que el club absorbió al Moderno Foot-Ball Club, a la Association Sportive Amicale, y en 1907 al Moncloa Foot-Ball Club para cubrir las bajas ante la dimisión de algunos de sus integrantes para fundar el Club Español de Madrid y el Athletic Club (Sucursal de Madrid). Este último fue un equipo filial en Madrid del club bilbaíno del Athletic Club, su primer rival reconocido, que derivó en el actual Atlético de Madrid. Mientras, Carlos Padrós fue nombrado presidente sustituyendo a su hermano Juan y concentró sus tareas como dirigente en el crecimiento social a nivel de club, y federativo a nivel regional.
Saldó el club su primera década de vida con numerosas victorias en las competiciones recientemente surgidas por impulso de Padrós a través de la Asociación Madrileña de Clubs de Foot-ball, o Federación Madrileña de Sociedades de Foot-Ball, la cual presidía y que compaginaba con la del Madrid. Sus resultados en el Campeonato de Madrid, conocido popularmente como el «Campeonato Regional», le otorgaron el derecho a participar y defender a Madrid o la región Centro en el Campeonato de España. Tras actuaciones regulares en sus dos primeras ediciones, se adjudicó consecutivamente los siguientes cuatro campeonatos comprendidos entre 1904 y 1908, sus primeros títulos oficiales a nivel estatal. Con la condición de campeón español, el presidente organizó el 23 de octubre de 1905 un partido internacional con motivo de la visita a España del presidente francés Émile Loubet a fin de aumentar la proyección del club. El Gallia Club de París, campeón galo, y el Madrid F. C. empataron a un gol en el Hipódromo de Madrid.
Con el devenir de los años fueron adquiriendo importancia los detalles tácticos durante el transcurso de los partidos, por lo que para su perfeccionamiento el británico Johnson fue nombrado primer entrenador de la historia del club por su conocimiento del juego.
Trasladados ya a un estadio de O'Donnell que cubría el rápido crecimiento social y popular entre los aficionados y cuyo alquiler para uso exclusivo del club fue avalado por el presidente Pedro Parages, se alternó en la conquista de los campeonatos regionales con la Gimnástica de Madrid y el Racing de Madrid. Durante esas ediciones no volvió a obtener la Copa de España hasta la edición de 1917 cuando ganó en Barcelona al Arenas Club de Guecho.
La magnitud que fue adquiriendo el club se hizo cada vez más notable, y se llegó así al 29 de junio de 1920, fecha de uno de los hechos más destacados en la historia blanca como fue la recepción de una breve misiva procedente del rey de España Alfonso XIII de Borbón dirigida al presidente del club. Ésta citaba:

“Su Majestad el Rey (q. D. g.) se ha servido conceder con la mayor complacencia el Título de «Real» a ese Club de Football, del que V. es digno presidente, el cual, en lo sucesivo, podrá anteponerse a su denominación. Lo que de Real orden participo a V. para su conocimiento y efectos consiguientes. Dios guarde a V. muchos años.”
Alfonso XIII de Borbón. 29 de junio de 1920. Madrid.

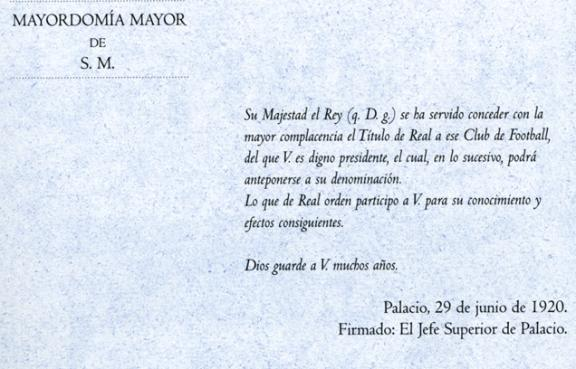
Reproducción de la misiva de la concesión del título «Real» y el derecho a usarlo en su denominación.

Desde ese momento el club adquirió una denominación que mantiene en la actualidad, Real Madrid Foot-Ball Club, y por tal el derecho a portar la corona real en su escudo. Recíprocamente Parages nombró al primogénito Alfonso de Borbón y Battenberg presidente de honor de la Sociedad.
Tras los hechos el equipo afianzó sus victorias en los campeonatos regionales de la década de los años veinte, mas no así en la Copa de España, competición que no logró vencer nuevamente hasta antes de la Guerra Civil, y que, sin embargo, no frenó su expansión. Como campeón de Madrid realizó extensas giras por Europa además de emprender su primer viaje a América para darse a conocer en el resto del mundo. Aunque el balance no fue muy positivo en una época en la que jugar de visitante era un hándicap debido a la poca información que se tenía sobre los equipos rivales y sus estilos de juego, el club obtuvo un mayor reconocimiento e ingresos que permitieron que la entidad siguiese con su evolución.
Entre los jugadores de la época, uno sobresalió entre el resto por su carisma y capacidad goleadora, y que años más tarde terminó por ser el principal personaje de la entidad: Santiago Bernabéu. El rendimiento deportivo propició que la directiva se plantease la adquisición de un estadio de plena propiedad, y así, tras deambular por diferentes campos de Madrid, inauguró en 1924 el Campo del Real Madrid Club de Fútbol, conocido popularmente como el «Estadio de Chamartín» por el municipio colindante que se anexionó a la capital en 1948: Chamartín de la Rosa. Con el nuevo estadio estrenó otra de sus señas de identidad, la franja morada del escudo.

### El profesionalismo y las dificultades por la guerra

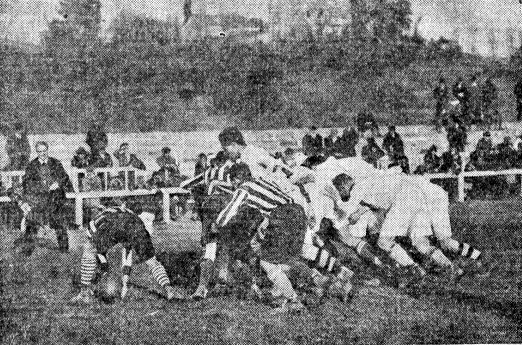
Sección de rugby en su primer partido en 1925. El club empieza a ser una entidad polideportiva.

En 1926 arribó la profesionalización del fútbol a España, y tras un fallido intento, en 1929 se inauguró el Campeonato Nacional de Liga organizado por la ya existente Real Federación Española de Fútbol (RFEF). Establecida como la más importante competición del país, en su estreno tomó parte el Real Madrid Foot-Ball Club por ser uno de los vencedores del Campeonato de España de Copa junto a otros nueve equipos.
Una derrota frente al Athletic Club en la última jornada del torneo le privó de un título que logró el F. C. Barcelona y dejó constancia de la disputa que ya manifestaban los tres equipos y que acrecentó su rivalidad en años siguientes.
Luego de finalizar quinto en la segunda edición y ante la escasez de nuevos títulos —a excepción de los campeonatos regionales—, se inició la temporada 1930-31 con numerosos fichajes encaminados a cambiar esa tónica. Entre ellos, destacó el del guardameta internacional español Ricardo Zamora, por el que se pagaron 150 000 pesetas al Real Club Deportivo Español de Barcelona, uno de los mayores precios de la época. Pese al desembolso económico, el equipo tuvo una discreta participación y finalizó en el sexto puesto de la clasificación debido principalmente a la escasez goleadora del equipo, provocada por el retiro de sus prolíficos arietes.

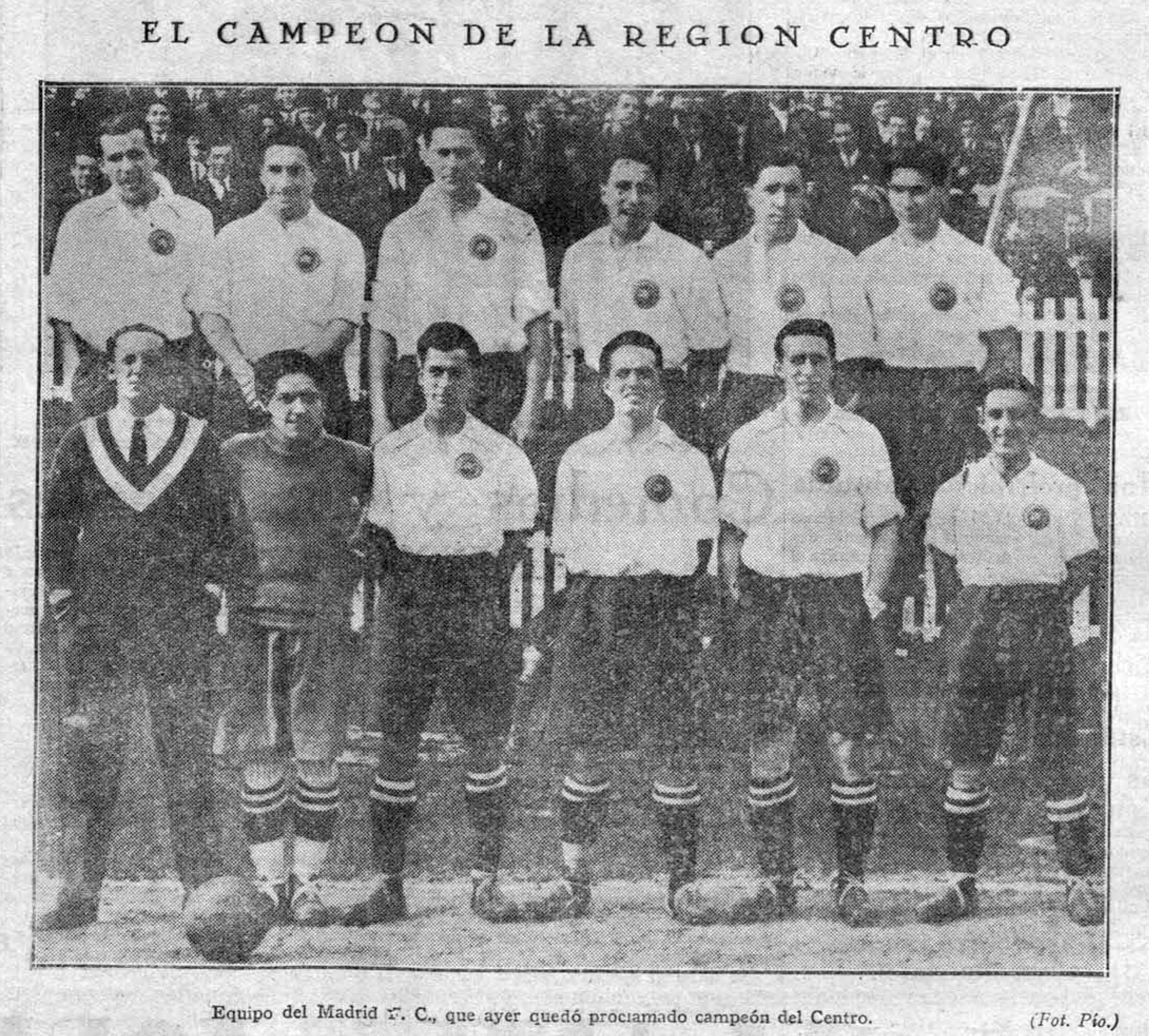
Instantánea de «campeones de la Región Centro» (febrero de 1926).

Luego de la conclusión del campeonato abdicó el rey de España y se proclamó la Segunda República Española, lo que llevó a que se suprimiese todo símbolo o alusión a la etapa monárquica en el país. Por ello, la entidad perdió el título de realeza concedido por Alfonso XIII de Borbón y pasó nuevamente a denominarse Madrid Foot-Ball Club. Tan solo dos días después de los sucesos políticos participó en la Copa de España a la vez que fundó oficialmente sus ramas de baloncesto, Real Madrid Basket-Ball, desarrollada desde 1929, y de natación, que se unieron a las ya existentes y pioneras secciones de rugby, béisbol, atletismo, hockey y ciclismo. Para ellas el club construyó en los anexos del estadio un gimnasio y unas instalaciones acordes a su condición de entidad polideportiva, y el desarrollo de los nuevos deportes y atletas fue impulsado por Heliodoro Ruiz, afamado profesor diplomado.
El basket-ball, introducido en España por Eusebio Millán, pronto se convirtió en la segunda sección más importante del club y adquirió una rápida popularidad. Esta fue creada por Ángel Cabrera, mismo impulsor del Campeonato de Castilla en el que «los blancos» conquistaron sus primeros títulos tras unos competidos duelos con el Rayo Club de Madrid.
El equipo de fútbol obtuvo su primera liga, de manera invicta, en su cuarta edición. Fue el segundo conjunto español en lograrlo de tal modo tras el Athletic Club, hecho no repetido por ningún otro club a fecha de 2025. Tras revalidar el título con Manuel Olivares como «pichichi» del campeonato, logró dos nuevos títulos de copa tras vencer al Valencia Club de Fútbol y al F. C. Barcelona en 1934 y 1936 respectivamente. Esta última fue recordada por una inverosímil parada de Ricardo Zamora en el tiempo de descuento del encuentro, señalada como el colofón de su carrera y a la que sucedió su retirada deportiva. La trayectoria se vio truncada por una convulsa situación política en el país que desembocó en el estallido de la Guerra Civil y que conllevó la suspensión de las actividades deportivas entre 1936 y 1939. Una vez resuelta en la Dictadura de Francisco Franco, el club recuperó su título y denominación de «Real» a la vez que se reanudaron las competiciones.
Sin embargo, la guerra dejó al Real Madrid muy mermado y sin apenas integrantes debido al ostracismo y la marcha de algunos de ellos a otros clubes, por lo que se vio abocado a una reconstrucción a todos los niveles dentro de la sociedad. El fútbol, la lucha —departamento creado unos días antes del estallido del conflicto armado—, la natación y el baloncesto quedaron únicamente como deportes representativos del club, mientras que disciplinas como la sección femenina de baloncesto que conquistó el campeonato de Castilla en el año 1934, mismo de su fundación, se vieron muy afectadas. El 18 de abril de 1939, la junta directiva convocó una asamblea desde la que el club partió de cero, como una vuelta a los comienzos y la reconstrucción del Estadio de Chamartín, cuyo terreno de juego quedó destrozado por la guerra. Con la nueva planificación arribó al club el centrocampista Sabino Barinaga, procedente del Southampton Football Club de Inglaterra.

### La presidencia de Santiago Bernabéu. La época dorada de Di Stéfano

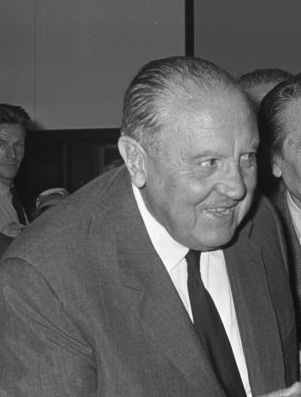
Santiago Bernabéu, ligado a la institución durante más de 60 años, fue el artífice del nuevo estadio, el mayor de la época en Europa.

En pleno período reconstructivo, que fue quizá la época más dura a nivel institucional, tuvieron lugar dos acontecimientos: el 13 de junio, en la vuelta de las semifinales de la Copa del Generalísimo de 1943, el equipo de fútbol logró la mayor goleada de su historia frente al C. F. Barcelona al vencer por 11 goles a 1; y el 15 de septiembre se nombró por unanimidad al exfutbolista y exentrenador Santiago Bernabéu como presidente blanco. Cerca de perder la categoría en la temporada 1947-48, la revolucionaria táctica «WM» del inglés Michael Keeping salvó al equipo del descenso, aunque terminó en la undécima posición, la peor del equipo en el campeonato. Situado entre los equipos de la media tabla completó unos irregulares años en los que se consolidó como una entidad polideportiva de renombre en el país, y contempló la idea de construir un complejo polideportivo acorde con dicha proyección y darle un renovado impulso. Una lenta rehabilitación tras los acontecimientos bélicos resultó en escasos logros deportivos y el presidente, en un primer paso, decidió construir en los terrenos colindantes al «Estadio de Chamartín» un nuevo recinto, el Estadio Real Madrid Club de Fútbol o «Nuevo Estadio de Chamartín». Junto a él llegó el establecimiento de la Agrupación Deportiva Plus Ultra con motivo de buscar nuevos futbolistas a foguear antes de incorporarlos al primer equipo. La medida, adoptada entre otros motivos para no dañar una maltrecha economía, se completó con acuerdos con varios clubes madrileños que le hacían las veces de cantera desde 1920 a cambio de material deportivo y diversas ayudas para sus desarrollos, hasta que la A. D. Plus Ultra firmó un acuerdo en 1947 en favor de la cual pasó a convertirse en su primer filial de manera oficial y exclusiva formalizando así sus categorías inferiores.
Bajo el mandato de Bernabéu, el club vivió su «primera época dorada», durante la cual desarrolló un crecimiento institucional y social que aportó significativos ingresos económicos y recíprocos éxitos polideportivos que se retroalimentaron. Tras restablecer la sección de atletismo, fundó nuevas secciones como las de tenis, boxeo, bolo palma, pelota, balonmano, gimnasia, halterofilia, remo, y ajedrez, aunque fue la sección de voleibol la que con el tiempo se convirtió en la tercera disciplina más importante del club y la que más perduró entre ellas.
Se llegó así al 6 de marzo de 1952, fecha del 50.º aniversario de la fundación de la entidad, para la cual el presidente Bernabéu organizó diversos actos entre los que destacaron la disputa de un torneo internacional de balompié y otro de baloncesto. Los acontecimientos estuvieron sucedidos de la llegada al club de Alfredo Di Stéfano, Raimundo Saporta, y el cántabro Paco Gento. Ellos fueron considerados por la prensa especializada como los pilares deportivos de los éxitos internacionales, además de convertirse por su trayectoria en algunas de las figuras más influyentes de la historia del club.

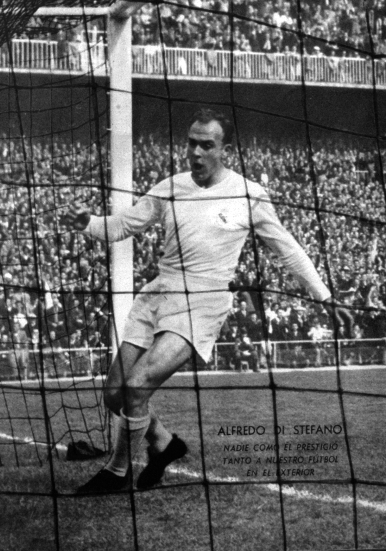
Di Stéfano, líder de la generación de las cinco Copas de Europa.

Reforzados posteriormente con Raymond Kopa, José Santamaría y el delantero Ferenc Puskás de los «magiares mágicos», el equipo fue conocido como el «Madrid de Di Stéfano» y marcó una época tanto a nivel nacional como internacional. Los triunfos en la Copa Latina —un intento de organizar un torneo entre clubes del Viejo Continente—, fueron el preludio a los títulos más prestigiosos del club.
La iniciativa de Gabriel Hanot, editor del diario francés L'Équipe, de fundar una Copa de Europa de clubes fue secundada por Santiago Bernabéu como vicepresidente y colaborador directo. Su materialización tuvo el beneplácito y la implicación de la Unión de Asociaciones Europeas de Fútbol, y reunió desde entonces a los campeones de las distintas ligas europeas para la disputa de un título para designar al mejor equipo del continente. Los madrileños conquistaron las cinco primeras ediciones y se convirtieron en la referencia del panorama balompédico. La última de ellas, frente al Eintracht Frankfurt Fußball en Glasgow, fue vencida por 7-3 ante 135 000 espectadores, y tras ella, el diario inglés The Times catalogó a los jugadores blancos como «vikingos» escribiendo:

“Real wanders through Europe as the Vikings once walked, destroying everything in its path”
(“El Real Madrid se pasea por Europa como antaño se paseaban los vikingos, arrasándolo todo a su paso”)
The Times. 19 de mayo de 1960. Londres.

Dicha final y las cinco Copas de Europa consecutivas se mantienen como las mejores actuaciones de un equipo en la historia de la competición a fecha de 2025. Además, como consecuencia del título de 1960, el club participó y ganó una nueva competición recientemente instaurada por la UEFA y la Confederación Sudamericana de Fútbol (Conmebol) de manera conjunta: la Copa Intercontinental. Disputada en adelante por el campeón de Europa y el campeón de Sudamérica (ganador de la Copa Campeones de América, homóloga de la Copa de Europa) dilucidó al club con el título honorífico de facto de «campeón del mundo», y posteriormente reconocido de pleno derecho por la FIFA en 2017.
«El Madrid de Di Stéfano» situó así al club como referente y recibió reconocimiento y loas por parte de medios, aficionados y equipos rivales. Los diecinueve títulos logrados en poco más de diez años hicieron que los futbolistas madridistas fueran internacionalmente reconocidos con el Balón de Oro de L'Équipe, premio al mejor futbolista del mundo según un jurado de expertos, copando el podio del trofeo durante aquellos años. Fue durante este periodo y tras la considerada como la época más estricta de la dictadura vigente en España, cuando las victorias del Real Madrid en Europa fueron tomadas por el régimen como una vía para mejorar su imagen a nivel internacional y propagandístico. Dicha relación fue tildada años después desde otras entidades como un supuesto favor institucional al equipo madrileño pese al carácter lícito y puramente deportivo de sus victorias, que no fue sin embargo tan patente y significante como en otros clubes como Club Atlético de Madrid o Fútbol Club Barcelona, pero que no repercutió tanto al no tener sobre todo los mismos éxitos a nivel internacional.

#### El relevo generacional continúa la estela
Al año siguiente a su quinto título continental, el que con el paso de los años se convirtió en su mayor rival, el C. F. Barcelona, fue el causante su primera eliminación europea. Pese a alcanzar nuevamente dos finales en la edición sucesiva de 1962 y en la de 1964, el equipo acusó su veteranía y se produjo un cambio generacional de la mano del técnico Miguel Muñoz, exintegrante del exitoso grupo.
Los «viejos ídolos» dieron paso a un equipo de jóvenes españoles como Enrique Pérez Pachín, Pedro de Felipe, Manuel Sanchís, José Martínez Pirri, Ignacio Zoco, Paco Serena, Amancio Amaro, Ramón Grosso o Manuel Velázquez; todos ellos capitaneados por el veterano Paco Gento. Pese a los logros deportivos, desaparecieron secciones como las de béisbol, balonmano, o rugby, mientras que Di Stéfano fue secuestrado por miembros de las Fuerzas Armadas de Liberación Nacional de Venezuela durante la Pequeña Copa del Mundo de Caracas. Dos supuestos policías se presentaron en el hotel de concentración invitándole a acompañarles a comisaría por un delito de tráfico de drogas. En el coche confirmaron el secuestro que finalizó con su liberación dos días después sin mayor problema:

“Esto es un secuestro. No le va a pasar nada. Somos revolucionarios que no estamos de acuerdo con el régimen de nuestro país. Le soltaremos enseguida”.
Secuestradores de Di Stéfano. 20 de agosto de 1963. Caracas

Tres años después, en 1966 y cuando el jugador hispanoargentino se retiró, el conjunto blanco volvió a ganar la Copa de Europa tras derrotar al Fudbalski klub Partizan de Belgrado por 2-1. El equipo fue recordado popularmente como el «Madrid yeyé». Con el triunfo, Paco Gento se convirtió en el jugador que más títulos ostenta de la competición, con seis —plusmarca vigente a fecha de 2025—, mientras que el club sumó ocho finales en once años de competición.
Por aquel entonces, Raimundo Saporta alcanzó la vicepresidencia del club, y destacó por sus gestiones como directivo en la sección de baloncesto en particular, y del club en general. Una anécdota del trabajo social por el club quedó reflejada en un acto de Bernabéu y el mismo Saporta durante la Navidad del año anterior en Hungría. Pese a los conflictos políticos del país con los pertenecientes al régimen comunista, a los que no estaba permitida la entrada en España de ninguno de sus oriundos, Bernabéu meditó su respuesta ante la petición de los presentes de expresar un deseo que pudieran realizar los húngaros para honrarle, y manifestó:

“Vive en España un hombre que ustedes conocen muy bien. Se llama Ladislao Kubala. Van a hacer casi trece años que desea abrazar a su anciana madre que sigue viviendo en Hungría. Ustedes saben, tanto como yo, que diversos problemas de orden político impiden que estos dos seres se puedan ver. Yo quiero en estos instantes que ustedes me ofrezcan la posibilidad de brindar a Kubala, que no juega para mi club, el abrazo de su madre...”
Santiago Bernabéu. Mes de diciembre de 1961. Budapest.

Fue así como pocos días después la madre de Ladislao Kubala, entrenador y emblemático exjugador de sus rivales barcelonistas pudo viajar a España tras casi trece años sin ver a su hijo merced a un visado especial para pasar las Navidades con él y sus nietos. Quedó así de manifiesto la filosofía del club de anteponer las personas antes que las entidades.

#### Referente mundial
Los éxitos y crecimiento de las demás secciones llevaron al club a construir su primer recinto de baloncesto en 1966, el Pabellón de la Ciudad Deportiva, situado en las también nuevas instalaciones deportivas del club de la denominada Ciudad Deportiva del Real Madrid Club de Fútbol, inaugurada el 18 de mayo de 1963. Éstas fueron construidas bajo la necesidad de ampliar y albergar las secciones polideportivas en un espacio común que fomentase su ambiente y desarrollo.
Consiguió convertirse también en el mejor club europeo de baloncesto tras conquistar la Copa de Europa en cuatro ocasiones, llegando a siete finales en ocho ediciones, con jugadores como Lolo Sáinz, Clifford Luyk, Wayne Brabender o Emiliano Rodríguez bajo la dirección de Pedro Ferrándiz.
Los éxitos se sucedieron en el plano polideportivo, donde los equipos de voleibol y béisbol se proclamaron campeones de liga y copa. En tenis, que había sido reforzado por distintos jugadores, destacó la figura de Manuel Santana, campeón del Campeonato de Wimbledon de 1966 con el escudo del club madridista en el pecho.

Sin embargo, en el plano institucional se agravó la situación económica debido a la dificultad de mantener algunas de las secciones deportivas con menor repercusión y pocos ingresos, por lo que a principios de la década de los setenta se suprimieron varias de ellas, mientras que la Agrupación Deportiva Plus Ultra —filial en fútbol—, se vio abocada a la desaparición. Fue entonces cuando Bernabéu, para evitarlo, compró sus derechos federativos y pasó de manera oficial a ser propiedad del club y a estar bajo dependencia deportiva del primer equipo, el Real Madrid, como Castilla Club de Fútbol. El club, durante esta década, sumó entre todas sus secciones diecisiete campeonatos de liga, catorce campeonatos de copa, dos Copas de Europa, y tres Copas Mundiales, como títulos más importantes a nivel oficial, que llevaron a la fundación de nuevas ramas como el tiro con arco, hockey hielo, patinaje artístico, fútbol sala o esgrima.
El 2 de junio de 1978, un año después del 75.º aniversario de su fundación, falleció Santiago Bernabéu. Reconocido por los propios directivos e integrantes del club como el mejor y más carismático presidente que había tenido la entidad a lo largo de su historia, y uno de los que más favoreció su evolución, estuvo ligado al club más de cincuenta años.

### El esplendor de los años ochenta y el «fútbol moderno»
Pese a que en el seno de la entidad se postulaba a Raimundo Saporta como su sucesor, este declinó el puesto y fue ocupado por Luis de Carlos. Con el reto de ser el sucesor del carismático Bernabéu, supo mantener los valores arraigados por este, circunstancia que le hizo acreedor de un reconocimiento del mundo del fútbol al dirigir al club en el período de transición, al tiempo que Saporta abandonó el club.
Para honrar la memoria de Bernabéu se organizó un torneo futbolístico el 31 de agosto de 1979 y con el propósito añadido de ver en el feudo blanco a los mejores equipos y jugadores del mundo. Así, se invitó en la primera edición del denominado Trofeo Santiago Bernabéu a tres campeones de Europa: el Fußball Club Bayern München, el Amsterdamsche Football Club Ajax y la Associazione Calcio Milan.

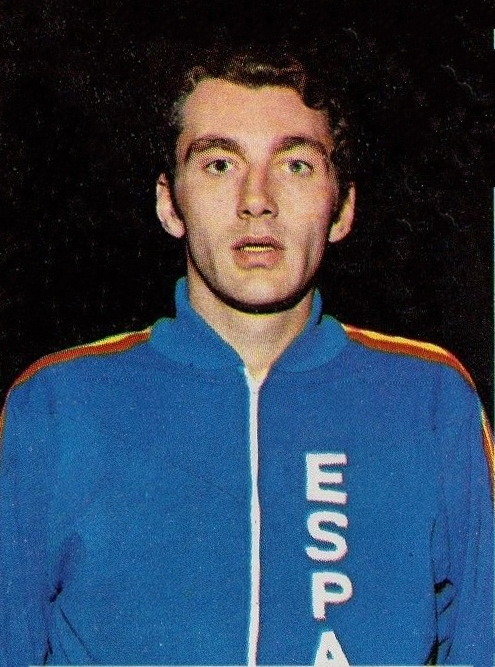
Clifford Luyk, uno de los mejores baloncestistas de la historia del club.

En la disciplina baloncestística se incorporaron Mirza Delibašić, Steve Malovic y un jovencísimo pívot Fernando Martín, considerado como el mejor jugador español de la época y primer español y segundo europeo en disputar la National Basketball Association (NBA). El equipo filial de fútbol vivió sus mejores años consiguiendo un subcampeonato en la Copa del Rey de 1980, cuya final fue una loa al madridismo, ya que se disputó en el Estadio Santiago Bernabéu entre sus dos equipos profesionales: el Real Madrid C. F. y el Castilla Club de Fútbol. Se impuso el primer equipo por 6-1, y fue la primera vez que dos equipos de un mismo club copaban las dos plazas para la disputa de un campeonato, algo nunca sucedido en Europa, y permitiendo al Castilla C. F. ser el primer equipo filial y de segunda categoría disputar una competición europea. En aquel equipo militaron jugadores como Agustín Rodríguez, Ricardo Gallego o Francisco Pineda, predecesores de la que sería la para muchos aficionados la mejor generación de canteranos que ha dado el club en su historia: «La Quinta del Buitre».
Con la nueva década, el club volvió a ser protagonista en Europa en ambas secciones. Un subcampeonato en la Copa de Europa de fútbol de 1981, tras quince años sin alcanzar la final, y dos Copas de la UEFA, se unieron a los logros del baloncesto, cuya sección celebraba su 50.º aniversario, abanderados por su séptima Copa de Europa, su primera Recopa de Europa, y el recién estrenado Campeonato Mundial de Clubes —otrora Copa Intercontinental—.
Estas nuevas generaciones reavivaron los éxitos de los años cincuenta y sesenta, acrecentando el palmarés y relevancia del club sumando más de cien títulos en apenas cuatro décadas, afianzándose como uno de los referentes deportivos a nivel mundial.
Durante la década de los ochenta el club vivió un nuevo esplendor abanderado por sus secciones de fútbol y baloncesto, casi ya las únicas dos representantes de la entidad al haber sido clausuradas la mayoría de las otras secciones deportivas.

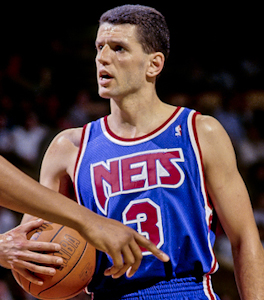
Dražen Petrović, segundo baloncestista del club en marchar a la NBA.

En baloncesto, el equipo estuvo cerca de ganar todos los títulos en liza en la temporada 1984-85, tras proclamarse campeón de Liga, Copa, Supercopa, y caer derrotado en la final de la Copa de Europa, donde se encontró con la que se convirtió en una de sus «bestias negras», el Košarkaški Klub Cibona liderado por el entonces considerado mejor jugador del baloncesto europeo y futuro jugador del club, Dražen Petrović. Los éxitos se repitieron la temporada siguiente con un nuevo doblete nacional y en donde de nuevo el jugador serbio del K. K. Cibona eliminó a los blancos en las semifinales del torneo europeo que finalmente ganó por segundo año consecutivo frente a un Žalgiris Kaunas liderado por un joven Arvydas Sabonis, que también recaló a posteriori en el conjunto madridista.
A finales de la década los triunfos de la sección de baloncesto acompañaron a los del fútbol, y el equipo se desquitó por fin frente a los balcánicos. Los retornos a la disciplina de Pedro Ferrándiz, Lolo Sáinz y Fernando y Antonio Martín, llevaron al club a conquistar la Copa Korać, único título baloncestístico de los hasta el momento vigentes en Europa que faltaba en las vitrinas del club. Este convirtió a Sáinz en el primer entrenador en lograr las tres competiciones continentales, y atrajo a Petrović al club. Al año siguiente conquistó su segunda Recopa de Europa en lo que para muchos entendidos de este deporte fue el mejor partido de baloncesto visto hasta la fecha en el Viejo Continente. El duelo entre Petrović y el brasileño Óscar Schmidt del Snaidero de Caserta fue ganado por el madridista, autor de 62 puntos frente a los 44 del carioca para un 117-113 final de sus equipos. Desgraciadamente, fue la última aparición en Europa del carismático Fernando Martín, quien falleció en un trágico accidente de tráfico el 3 de diciembre de 1989. El club retiró el dorsal 10 en su honor; el único retirado por los madrileños. Una trágica paradoja cruzó nuevamente los caminos de dos de los más grandes baloncestistas de la historia del club: Dražen Petrović falleció en Alemania en similares circunstancias a las de Fernando apenas un año después.

#### La «Quinta del Buitre»
La conocida como la generación de futbolistas de «La Quinta del Buitre» se forjó en el Castilla Club de Fútbol de Amancio Amaro. Este grupo conquistó el que fue el mayor logro de la historia del equipo filial: el título de Segunda División en 1984. Al año siguiente promocionaron progresivamente uno a uno al primer equipo de Alfredo Di Stéfano, por aquel entonces el entrenador. En su primer año el hispanoargentino consiguió llevar al equipo a disputar cinco finales, que no pudo sin embargo vencer.
Con estos jóvenes futbolistas asentados en el primer equipo y liderados por el madrileño Emilio Butragueño, que daba nombre al grupo, el club conquistó una Copa del Rey en 1989, dos títulos consecutivos de la Copa de la UEFA, en 1985 y 1986, y cinco Ligas consecutivas (1986-90) —igualando el récord del Madrid de los años sesenta de Di Stéfano y como únicas veces que algún equipo ha logrado dicho registro en España—.
Las remontadas acontecidas en los torneos europeos forjaron el término de «miedo escénico», en referencia al fervor de los aficionados en el Estadio Santiago Bernabéu y la supuesta influencia de éstos sobre el rival, señalado como uno de los factores de los resultados favorables, dando la vuelta a las eliminatorias en algunos de resultados muy adversos. Ese término se acuñó a raíz de la primera remontada, que permitió posteriormente su primer título de la Copa de la UEFA. El equipo remontó por 6-1 un resultado adverso ante el R. S. C. Anderlecht frente al que había perdido por 3-0 en la ida. Posteriormente en semifinales, al finalizar el partido de ida en San Siro después de caer por dos tantos a cero frente al F. C. Internazionale Milano, el jugador madridista Juan Gómez Juanito le dijo al defensor italiano Graziano Bini tras sus efusivas celebraciones una frase que quedó para el recuerdo:

“Noventa minuti en el Bernabéu son molto longo...[sic]”
(“Noventa minutos en el Bernabéu son muy largos...”)
Juan Gómez. 10 de abril de 1985. Milán.

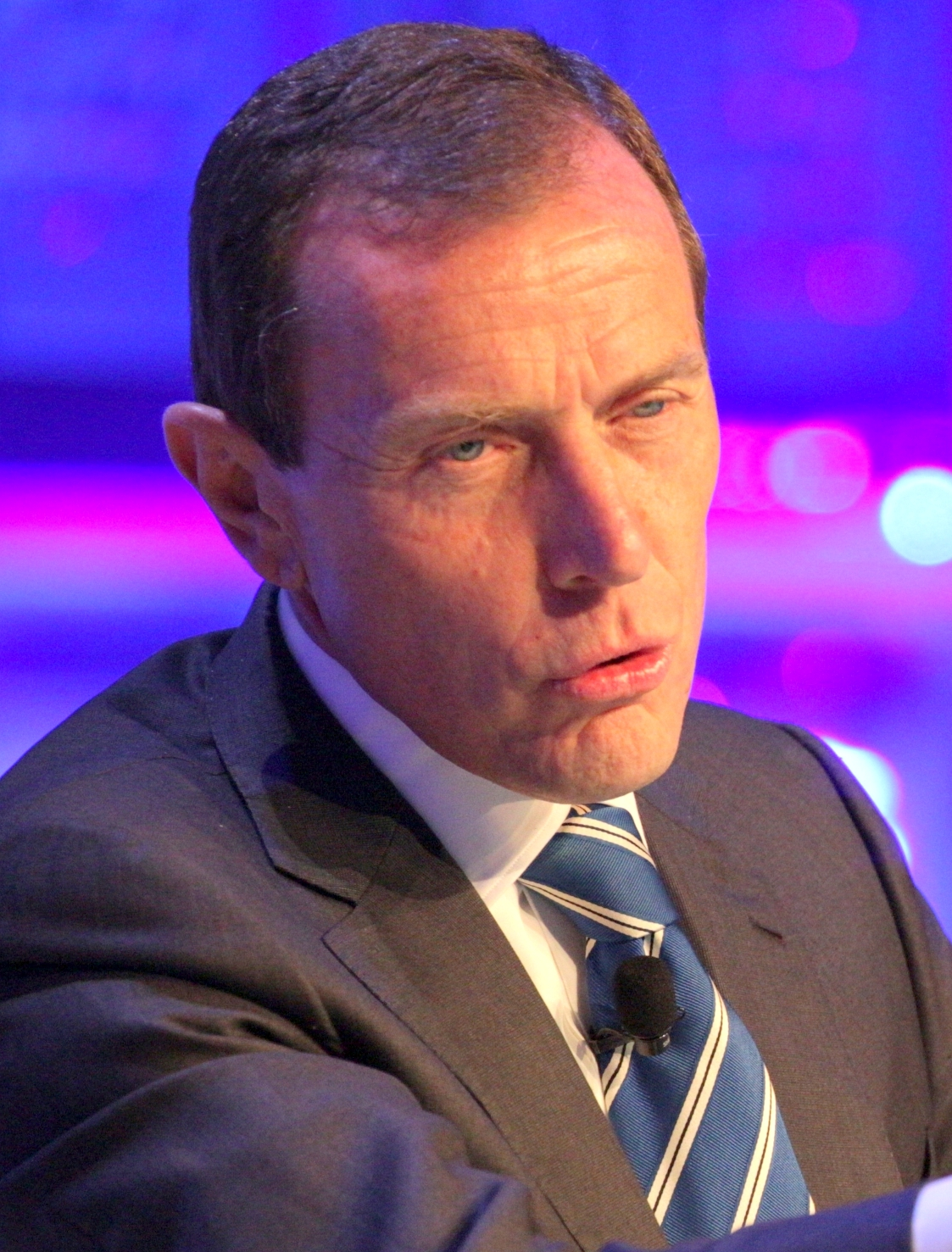
Emilio Butragueño, líder generacional de la «Quinta de El Buitre».

El Madrid remontó la eliminatoria tras vencer por 3-0 a los italianos para acceder a la final. En la siguiente edición, acontecieron otras dos grandes remontadas. La primera ante el Borussia Mönchengladbach alemán ante el que remontaron un 5-1 de la ida, para vencer por cuatro tantos a cero en Madrid merced al valor doble del gol en campo rival. En semifinales se cruzó de nuevo con el F. C. Internazionale Milano. En el partido de ida, el equipo blanco perdió por 3-1 y los italianos celebraron la victoria como si de la final se tratase. Sin embargo, nuevamente el equipo remontó el resultado catorce días después, cuando vencieron por un 5-1 accediendo así a la final tras una prórroga.
Además de los otros cuatro integrantes de «La Quinta», (Míchel González, Manolo Sanchís, Rafael Martín Vázquez, y Miguel Pardeza, que no llegó a afianzarse en el primer equipo), formó parte de esta generación el goleador mexicano Hugo Sánchez, procedente del Atlético de Madrid: fue uno de los mejores goleadores de la historia del club, y junto a Rafael Gordillo, Paco Buyo, Juanito, Fernando Hierro, y Bernd Schuster crearon un equipo casi imbatible denominado como «La Quinta de los Machos» que consiguió además el récord histórico de anotación en un campeonato de liga con 107 tantos, que se mantuvo insuperable hasta la temporada 2011-12. El mandatario Luis de Carlos se retiró de la presidencia antes de concluir su segundo mandato por causa de su avanzada edad en 1985 y fue sucedido por Ramón Mendoza. Pese a contar con una gran generación de futbolistas referentes en España durante esa década, Mendoza no pudo tampoco conseguir tampoco una nueva séptima Copa de Europa, ansiada por el club, quedando en 1988 y pese a ser considerado favorito a conseguirlo a solo un paso de disputar la final tras caer eliminado en semifinales por el Philips Sport Vereniging, futuro campeón de aquella edición, en la llamada «Noche negra de Eindhoven». El máximo título continental se le resistía al club desde hacía ya veinte años.
La entidad cerró una nueva etapa dorada y dejó paso a la etapa reciente, donde su dominio enflaqueció, para acontecer los años de mayor disputa deportiva vividos en España desde los primeros años del siglo XX, a la vez que el fútbol en particular se sumergía y evolucionaba cada vez más en una espiral de mercadotecnia y patrocinios. Dicha circunstancia, en la que los aspectos económicos y capitalistas comenzaron a adquirir una notoria relevancia en detrimento de lo puramente deportivo, fue calificada como un «fútbol moderno» en el que se estudiaba y perfeccionaba en profundidad cada aspecto que involucra al juego para tener mayor competencia y repercusión a efectos retroactivos económicos.

#### Máxima competencia y contiendas a nivel nacional

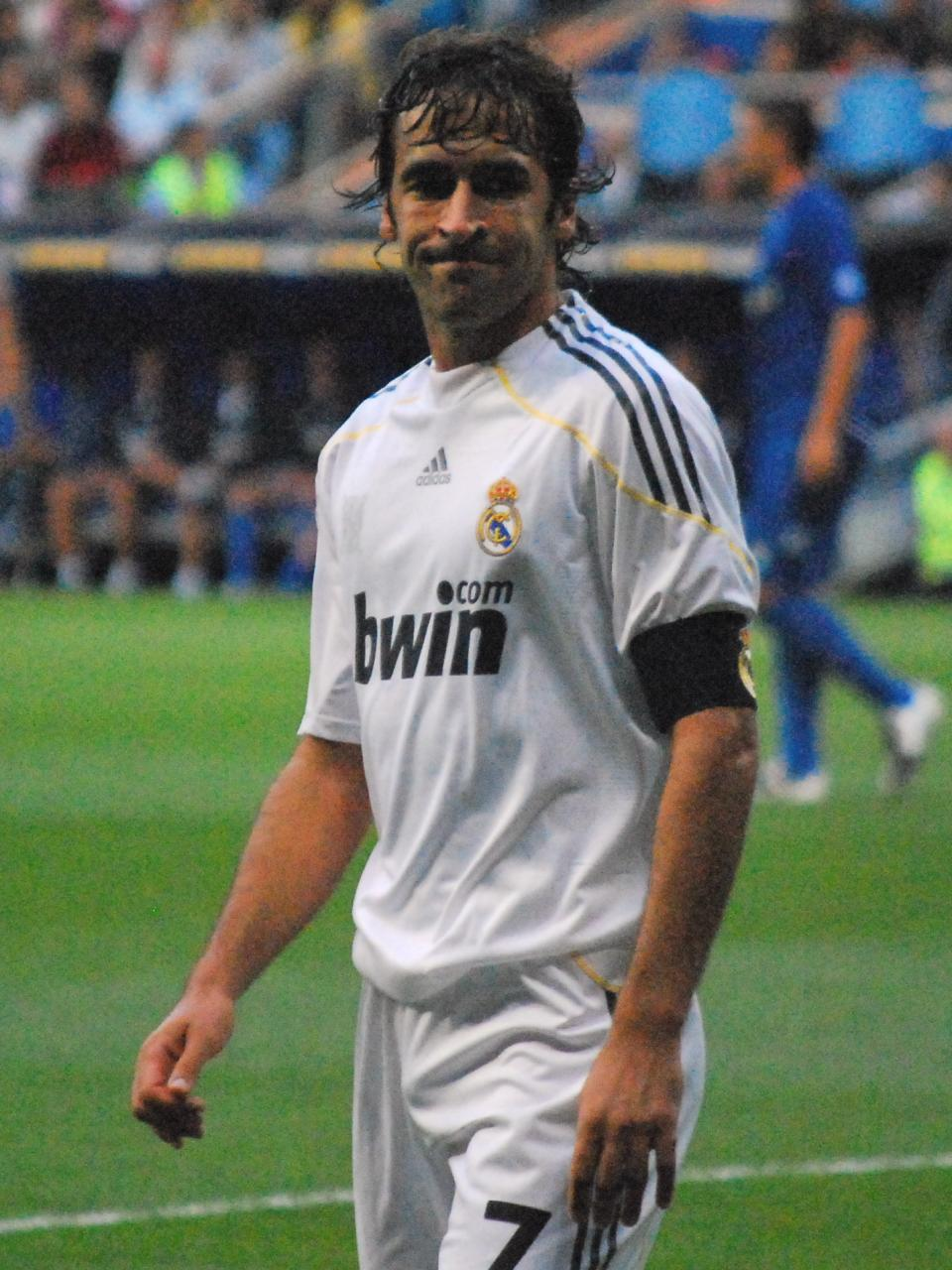
Raúl fue el relevo generacional y futbolístico de Butragueño, ambos representantes de dos de las mejores generaciones de canteranos que ha formado el club.

Con la nueva década el polémico y carismático exfutbolista del club Juan Gómez Juanito, símbolo del equipo durante más de diez años, falleció en otro accidente de tráfico el 2 de abril de 1992 de regreso a Mérida tras presenciar un partido del Real Madrid frente al Torino Football Club de la Copa UEFA. Su casta en el terreno de juego fue recordada desde entonces en el estadio madridista con cánticos alusivos a su persona cada minuto siete de partido, número de su dorsal.
El equipo, afectado por el hecho, vio mermado el dominio que le hizo dominar en España en detrimento del buen momento que atravesaba su rival deportivo, el F. C. Barcelona de Johan Cruyff. Perdió dos campeonatos de liga consecutivos en el último partido de ambas temporadas frente al mismo club: el Club Deportivo Tenerife, en las que fueron bautizadas como «las Ligas de Tenerife» (1992 y 1993). Consiguió pese a ello vencer una Copa del Rey en la edición 1992-93, que fue la que inició una larga sequía de títulos en dos décadas en esta competición.
La marcha de Butragueño, Martín Vázquez, Hugo Sánchez y Míchel dio paso a una nueva generación, en la que surgió otro jugador de la cantera que posteriormente fue uno de los mejores del club: Raúl González. Sus altos registros goleadores le hicieron ascender rápidamente por las categorías inferiores hasta ser el jugador más joven en debutar en liga con la camiseta blanca. Tras un recordado debut frente al Real Zaragoza, el madrileño anotó en la siguiente jornada del campeonato su primer gol como profesional frente al máximo rival local: el Atlético de Madrid, su anterior club de formación. Tras él anotó 322 más y se situó al final de su etapa en el club como su máximo goleador histórico tras superar la anterior marca de Di Stéfano. Con él como baluarte junto a Michael Laudrup, Fernando Redondo, o Iván Zamorano, el equipo logró vencer el campeonato de liga 1994-95 y romper así la hegemonía barcelonista en la competición.
En este período se acrecentaron aún más los aspectos económicos, esencialmente relacionados con la mercadotecnia, que asentaron el ya mencionado término de «fútbol moderno», si bien es cierto que en lo deportivo el término provenía de épocas anteriores. Encontró este devenir varios detractores en lo que indicaban era una pérdida de esencia del juego, Entre ellos destacaron la irrupción de grandes empresas para su explotación, decisiones legislativas como la Ley Bosman o la televisión de pago inflacionaron un deporte que comenzó a estar estrechamente ligado con el mundo empresarial. El club se adaptó a los cambios y se produjo una extranjerización en el club en detrimento de los jugadores nacionales, a la vez que creció su deuda económica a cotas históricas. Pese a ello, fue teniendo repercusión en lo deportivo y años más tarde terminó por ser una de las señas identitarias del club y partícipe activo de su crecimiento institucional, y ser incluso objeto de estudio por su reconocida gestión.
Los españoles y canteranos José María Gutiérrez Guti y Álvaro Benito, fueron una excepción a las contrataciones de Davor Šuker, Peđa Mijatović, Roberto Carlos, Clarence Seedorf o Christian Panucci. Los altos gastos y la no clasificación del equipo a competición europea por segunda vez en su historia desde que se instaurasen esos torneos provocaron la dimisión de la presidencia de Ramón Mendoza. Sucedido por Lorenzo Sanz siguió aumentando una deuda que sin embargo fue el preludio de la conquista de la Liga 1996-97. El técnico italiano Fabio Capello, referencia de la Associazione Calcio Milan en los primeros años de la década, fue el primero de una sucesión de destituciones de entrenadores que avocaron en una inestabilidad deportiva años después.

### La presidencia de Florentino Pérez. El mejor club del sigloXX

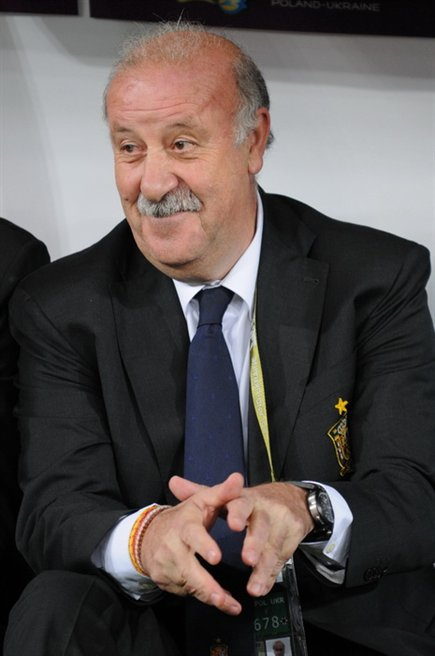
Vicente del Bosque, exjugador y exentrenador del Real Madrid.

Previo a dicho período inestable, el club conquistó la denominada por la afición madridista como «la séptima» Copa de Europa —competición renombrada desde la edición 1992-93 como Liga de Campeones— tras vencer a la Juventus Football Club con un solitario gol de Peđa Mijatović.
Pese al triunfo, obtuvo una mala clasificación en Liga, por lo que el presidente despidió tan solo seis días después a Heynckes, patente de la alta exigencia del club con respecto a los entrenadores. La Copa Intercontinental lograda por Guus Hiddink, su relevo, no fue tampoco suficiente para mantener el cargo y llegó en su lugar el salmantino Vicente del Bosque, exjugador del club y encargado de las categorías inferiores.
Sabedor de la importancia histórica de la cantera en la entidad, dio confianza al joven y prometedor portero Iker Casillas—quien debutó en un partido frente al Athletic Club en «La Catedral» con apenas dieciocho años—, y que con el paso de los años llegó a ser considerado como el mejor portero del mundo, según la FIFA y la IFFHS. Dichos organismos condecoraron al club por su trayectoria como el Mejor Club del siglo XX, y como el Mejor Club Europeo y Mundial del siglo XX por la Federación Internacional de Historia y Estadística de Fútbol (IFFHS).
Del Bosque dirigió la conquista de «la octava» Copa de Europa tras derrotar por 3-0 al Valencia C. F. en París, final que por vez primera contó con dos equipos del mismo país. El equipo logró actuaciones notables que estabilizaron momentáneamente el devenir institucional.
En el plano baloncestístico mantuvo la línea de buenos resultados y se alzó con su octava Copa de Europa y con dos nuevas Recopas de Europa (1992 y 1997) para ser en ambas competiciones el equipo más laureado. En 1998 se planteó a la posibilidad de suprimir la sección debido a que los éxitos no fueron tan habituales como años atrás y sobre todo a las grandes pérdidas financieras que ésta generaba acrecentando la deuda del club, algo que finalmente no ocurrió.

#### El Madrid de «los galácticos»

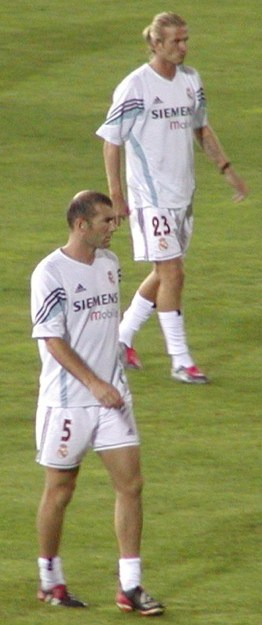
Zinedine Zidane y David Beckham, dos de los máximos exponentes del club en la época.

Tras los triunfos internacionales el 16 de julio del año 2000 el club convocó elecciones presidenciales. Sanz perdió en su reelección ante Florentino Pérez, que a partir de este momento se convirtió en el decimoquinto presidente de la entidad, con las promesas de acabar con la gran deuda económica del club y llevarlo a ser el equipo referencia en el mundo —a semejanza del período de Santiago Bernabéu—, y la de fichar a Luís Figo —emblema y capitán del F. C. Barcelona—. El portugués fue uno de los artífices de la conquista de la Liga 2000-01 junto a Raúl, «pichichi» del campeonato con 24 goles.
Desde entonces el club siguió la política de contratar a los mejores jugadores del mundo para dar mayor proyección e ingresos al club. Esa política siguió con el fichaje del mediapunta francés Zinedine Zidane, el delantero brasileño Ronaldo Nazário y el centrocampista inglés David Beckham —apodados por la prensa como «Los galácticos», sobrenombre que nunca fue del agrado ni de los jugadores ni del club—. Eso ayudó a convertir de nuevo al equipo en uno de los más prestigiosos del mundo junto a una nueva remesa de canteranos. La mezcla de ambas generaciones acuñó el término de «Zidanes y Pavones», pronunciado por el presidente Florentino Pérez quien dijo era una de las esencias históricas del club:

“En el club históricamente siempre han convivido los mejores jugadores del mundo con los jugadores provenientes de la cantera, los "Zidanes" y los "Pavones". [...] Lo único que he hecho es seguir el camino que nos marcó Santiago Bernabéu: grandes jugadores de los mejores del mundo (Di Stéfano), los mejores de España (Amancio) y, con ellos, los que se forman en la cantera (Raúl)”
Florentino Pérez. 9 de junio de 2009. Madrid.

Dos nuevos títulos de Liga y en especial la novena Copa de Europa en 2002 —lograda frente al Bayer Leverkusen Fußball por 2-1 gracias a un histórico gol de volea de Zidane reconocido por la UEFA y France Football como el mejor de las finales de la competición—, sumió al club en el año de su Centenario en un exitoso período deportivo e institucional, además de llevar al club a alcanzar una proyección inimaginable años atrás, llegando a lugares tan remotos como Asia, especialmente en China y los Emiratos Árabes, o en Estados Unidos con una cultura futbolística aún en un período emergente y de poca tradición, pero de un poder económico altísimo. Fue tras el Mundial celebrado allí en 1994 cuando algunas fuentes aseguran que empezó a globalizarse el fútbol.
Encaminado en esa línea el club inició extensas y numerosas giras para proseguir con la expansión de la entidad llegando a sus más altos registros económicos y de popularidad que se vieron reforzados con numerosos acuerdos entre los que destacó la venta de la Ciudad Deportiva del Paseo de la Castellana, merced a la cual el club llevó a cabo años después uno de sus más ambiciosos proyectos: la construcción de la Ciudad Real Madrid.
El buen devenir del centenario dio paso a una etapa de tres años consecutivos sin títulos y malos registros como el de perder cinco partidos consecutivos, la peor racha de la historia liguera del club. Provocados por una mala reconstrucción deportiva y la inestabilidad establecida entre los entrenadores, donde en dieciocho meses llegaron a pasar por el banquillo hasta cuatro entrenadores, afectaron a la entidad. Una temprana eliminación en la Copa del Rey, en la Copa de Europa, y una derrota frente al R. C. D. Mallorca en Liga, propiciaron la dimisión de Florentino y la entrada en la posiblemente peor etapa institucional del club desde la guerra.
Con Ramón Calderón en la presidencia tras unas polémicas elecciones por un presunto amaño en los resultados, la entidad acució una fuerte crisis. Pese a lograr importantes títulos como «La Liga del clavo ardiendo» o la «Liga Cesarini», logradas de manera imprevista por la desventaja con sus rivales y con remontadas en los últimos últimos instantes de cada partido, en la llamada «zona Cesarini», se produjo un hecho inusual en un acto institucional del club —correspondiente a la Asamblea Extraordinaria—: la entrada de presuntos ultras en ella. Este hecho, la controversia de las elecciones ganadas, y otros factores forzaron la dimisión de Calderón en enero de 2009. Fue sucedido por Vicente Boluda, quien organizó la transición hacia el regreso a la presidencia de Florentino Pérez. La demanda popular en el ambiente madridista le vio como el único capaz de redirigir el rumbo del club.

#### Máxima expansión mundial: un club universal

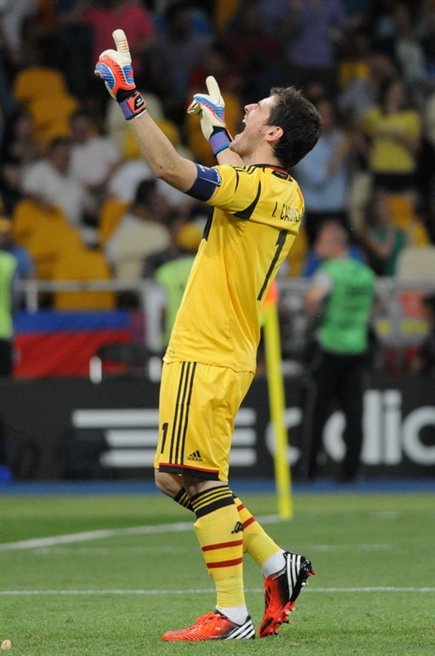
Iker Casillas dejó el club tras 725 partidos y 19 títulos en 16 temporadas en el primer equipo.

Reelegido Florentino Pérez como presidente, centró sus tareas a sanear deportiva y socialmente al club. Las incorporaciones de Cristiano Ronaldo —protagonista del desembolso más grande realizado hasta la fecha por un jugador—, Ricardo dos Santos Kaká, Karim Benzema y Xabi Alonso, además de retornos como Álvaro Arbeloa —previamente formado en la cantera para reforzar la presencia de jugadores nacionales tras una excesiva contratación de extranjeros en la última década—, no consiguieron hacer campeón a un equipo que acusó por sexta vez consecutiva una temprana eliminación en la Liga de Campeones y perdió la condición de «cabeza de serie» de la competición. Abandonan el club dos emblemáticos jugadores: Raúl González y José María Gutiérrez Guti, los dos capitanes y dos de los últimos considerados como mejores jugadores formados de la cantera, que no ofrecían garantías de mejora, al menos a corto plazo, ya que su rival el F. C. Barcelona vivía el mejor momento deportivo de su historia.
La irregularidad reinante provocó una reestructuración de las áreas directivas y se trazó un proyecto firme a largo plazo con la contratación del técnico José Mourinho, vigente campeón de Europa, quien propició algunos de los mayores y más disputados encuentros que se recuerdan en la rivalidad con los barcelonistas, para ser el Real Madrid casi el único club en doblegarles como dominadores del momento. Ambos conjuntos lograron registros nunca vistos en España y se desmarcaron notablemente del resto de equipos del país acuñando el término de «bipartidismo» o de «liga escocesa», al ser solo ellos dos los únicos dominantes de las competiciones locales.
Tras reforzar el equipo con varios fichajes de futuro, conquistó después de dieciocho años la Copa del Rey de 2011. Para consolidar aún más el proyecto se le otorgó al técnico el control de toda la parcela deportiva, hecho sin precedentes en España y en el club, y se reflejó en un acierto al batir tres marcas inéditas en España: el de mayor número de goles en una temporada de Liga y en una temporada completa, con 121 y 174 tantos respectivamente, el trigésimo segundo campeonato de liga con un récord histórico de cien puntos, y el de ser el equipo con más victorias a domicilio con dieciséis. El club consiguió también revertir la tónica en Europa, principal cometido tras el crédito mermado en los últimos años, y llegó a disputar tres semifinales seguidas de la Liga de Campeones por las que recuperó no solo la condición de «cabeza de serie» sino que le llevó a posicionarse como el número uno. Al tiempo, la sección de baloncesto logró el subcampeonato de Europa, parcela en la que el club estableció una similar estructuración con Pablo Laso al frente.
Pese al buen devenir el técnico portugués no continuó en el club. El trasfondo de las discrepancias del técnico con la prensa española y algunos jugadores de la plantilla (como Iker Casillas, quien dejó de ser titular) abocaron a su marcha tras un acuerdo con el presidente en beneficio para ambas partes. Cerrada la etapa con un total de tres títulos en tres años en contraposición a los siete años anteriores donde nueve entrenadores distintos levantaron únicamente cuatro títulos.
La circunstancia del movimiento económico —igualmente acontecida en el fútbol inglés— se rigió bajo las nuevas consignas establecidas por el máximo organismo futbolístico europeo de un «juego limpio financiero», establecido para regular la llegada al fútbol de magnates económicos que inflacionaron aún más el ámbito. El club registró un balance de beneficios en el ejercicio 2012-13 de 36,9 millones tras sumar unos ingresos de 520,9 millones, superando la marca de una entidad deportiva establecido por el propio club el año anterior, y que continuaba con un exponencial crecimiento del ya mencionado «fútbol moderno de empresa».

#### Hegemonía internacional con Cristiano Ronaldo

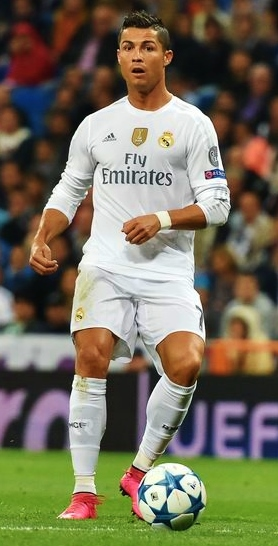
Cristiano Ronaldo se convirtió en siete temporadas en el máximo goleador de la historia del club.

El italiano Carlo Ancelotti y el adjunto Zinedine Zidane —quien regresaba al club— asumieron el control deportivo. Enfocado en un mayor énfasis al futuro que al presente —reseñable por la llegada de futbolistas jóvenes o de cantera— siguió también enfocada a «españolizar» la plantilla, acción iniciada años atrás. Jugadores como Isco Alarcón, Nacho Fernández, Carlos Casemiro o Gareth Bale —todos ellos jóvenes y con proyección— encabezaron una revolución deportiva en la que el club obtuvo la mayor cantidad de ingresos por ventas en toda su historia.
La conquista de un nuevo título de Copa del Rey de nuevo frente al F. C. Barcelona, fue secundada por la décima Copa de Europa tras derrotar al vecino rival, el Atlético de Madrid por 4-1 en la prórroga, a la que se llegó por un tanto de Sergio Ramos en el descuento del tiempo reglamentario. La final fue la primera que enfrentó a dos conjuntos de la misma ciudad e imposibilitó que su máximo rival alzase su primer título de esa competición. En ella anotó también Cristiano Ronaldo —que estableció un nuevo récord en la competición con diecisiete goles marcados en una misma edición por un jugador—. Meses después corroboró el éxito del modelo deportivo con dos nuevos títulos internacionales y tras firmar la mejor racha histórica de victorias consecutivas de cualquier club español con veintidós en todas las competiciones oficiales. La Supercopa de Europa y la Copa Mundial de Clubes, le situaron como el club europeo más laureado a nivel internacional. También la sección de baloncesto alcanzó de nuevo la final de la Euroliga, sin embargo fue perdida por segunda vez consecutiva, privando al club de lograr el doblete europeo en ambas secciones. Pese al resultado, la institución logró situar de nuevo a sus dos secciones en lo alto del panorama internacional.
La nueva normativa UEFA sobre la inclusión en los equipos profesionales de un número mínimo de jugadores nacionales y formados en las categorías inferiores del propio club para participar en competiciones europeas, propició que el club se reforzase en lo sucesivo con la vuelta de canteranos como Lucas Vázquez, Kiko Casilla, Álvaro Morata, o Marcos Llorente, y nacionales como Marco Asensio, Dani Ceballos o Jesús Vallejo para enfrentar esta medida. En cuanto al apartado de bajas, se produjeron las salidas de dos ilustres, la del capitán Iker Casillas tras veinticinco temporadas como madridista y ser uno de los jugadores más laureados y carismáticos de la historia blanca; y la de Álvaro Arbeloa, uno de los jugadores que más profesó su madridismo públicamente llegando a ser considerado como uno de los grandes mitos del club tras doce temporadas y ocho títulos. Ambos fueron dos de los jugadores internacionales del club que consiguieron proclamarse vencedores de las Eurocopas de 2008 y 2012 y de la Copa Mundial de 2010 de selecciones y conseguir el «triplete» con España.
Tras dos temporadas con Ancelotti de entrenador, el club decide rescindir su contrato y fichar a Rafa Benítez como nuevo técnico, quien rápidamente es cesado a mitad de temporada por obtener malos resultados y no controlar el vestuario blanco. Le sustituyó Zinedine Zidane —entrenador del filial hasta ese momento—, quien consiguió voltear la situación futbolística del club conquistando la undécima Copa de Europa tras vencer nuevamente al Atlético de Madrid, esta vez decidida por penaltis (5-3). Tras conquistar nuevamente el triplete internacional: Copa de Europa, Supercopa de Europa y Copa Mundial de Clubes, se situó como el club más laureado a nivel mundial.
La sección de baloncesto consiguió unos registros históricos en su trayectoria tras lograr cuatro títulos en una misma temporada entre los que destacó finalmente la novena Copa de Europa. Ésta, la primera bajo el actual formato de Euroliga y tras disputar su tercera final consecutiva, completó la tercera triple corona de su palmarés y su undécimo doblete nacional. Completó el repóquer de títulos la conquista de la Copa Intercontinental FIBA, su quinto campeonato mundial, para ser el club al mismo tiempo campeón europeo y campeón mundial vigente en ambas disciplinas, siendo la primera vez que un club deportivo lo consigue. Con posterioridad, el que fue una de las mayores figuras de la sección, Pedro Ferrándiz, fue nombrado socio de honor de la entidad, la más alta distinción individual entregada por el club por su labor para con el club durante su trayectoria.
Durante estos años del segundo mandato en el club de Florentino Pérez, se trabajaron y gestionaron diversas iniciativas para consolidar el modelo de club, ya no solo a nivel nacional o europeo, sino universal, línea que se estableció históricamente con la expansión de los años 1950. Así, numerosos patrocinios, firmas, giras, eventos, la Fundación Real Madrid y nuevas áreas de la entidad entre otras medidas sirvieron para incrementar la imagen del club. Secundados por los éxitos deportivos, se marcó una línea de trabajo para reforzarse como una de las entidades más valoradas y reconocidas del mundo además de consolidar la confianza en jóvenes futbolistas de gran proyección con vistas al permanente crecimiento institucional. Durante este período destacaron entre otros asuntos la emisión de la televisión del club en abierto y por internet, así como acuerdos de marca con empresas globales como Microsoft o International Petroleum Investment Company (IPIC), y que entre otros situaron al club como una de las entidades deportivas con mejor valor de mercado e ingresos del mundo y la primera en el ámbito futbolístico.
La dinámica deportiva, reflejo de la buena salud de la entidad en todos los ámbitos, le permitió lograr varios registros a señalar. Entre ellos destacaron el de sumar ocho presencias consecutivas en las semifinales de la Liga de Campeones, récord histórico de la competición, el de cuarenta partidos consecutivos sin conocer la derrota en todas las competiciones, plusmarca en el fútbol español y octava marca europea, englobando quince de la anteriormente citada competición europea que le llevaron a alcanzar su tercera final en cuatro años (2014, 2016 y 2017), para ser después el primer equipo en revalidar el título bajo el nuevo formato con su duodécima Copa de Europa, tras vencer por 1-4 al Juventus Football Club, que hasta entonces solo había encajado tres goles durante la competición en la temporada.

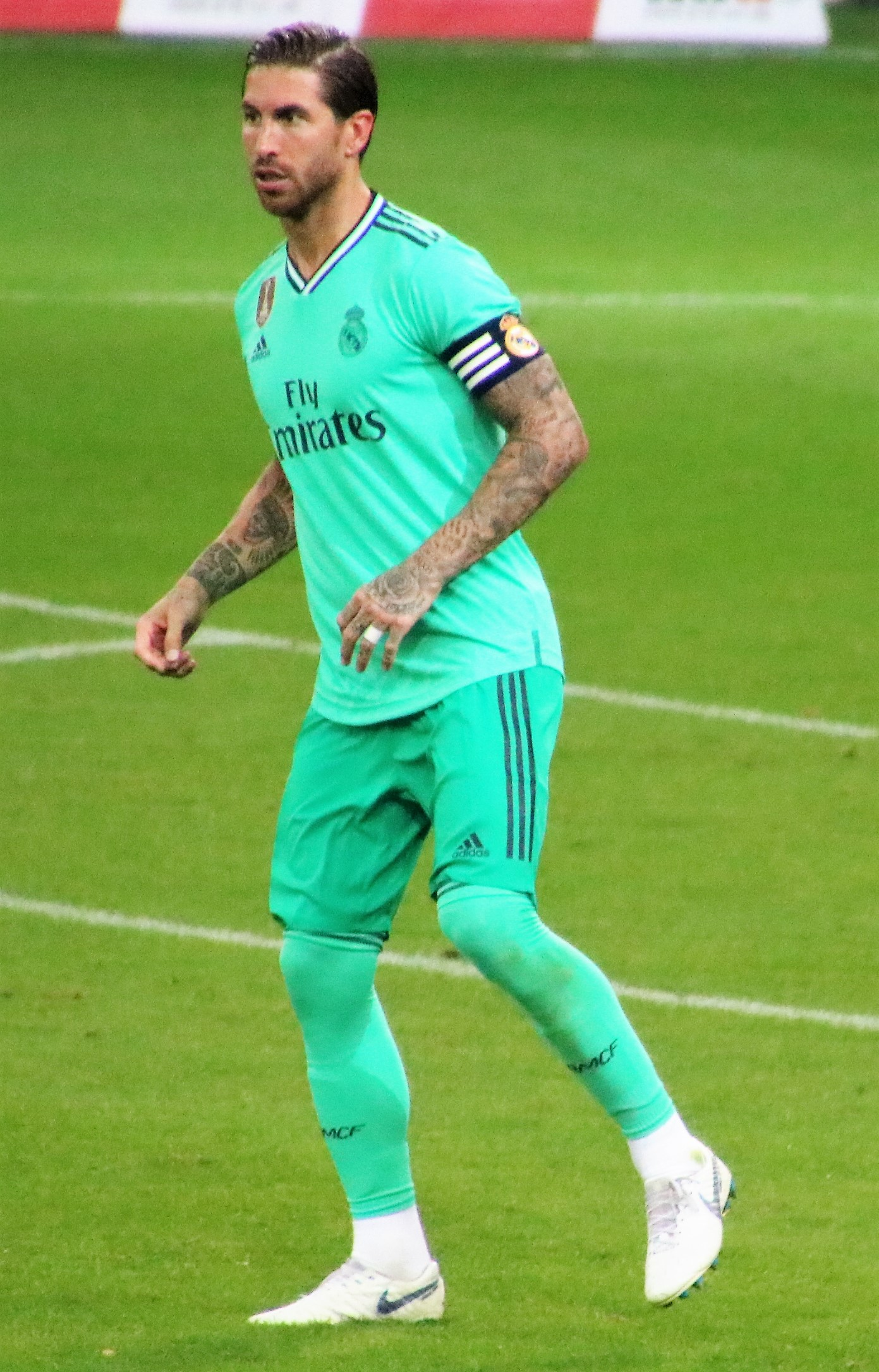
Sergio Ramos, capitán de las tres Champions consecutivas, hazaña no igualada desde Beckenbauer en los años 1970.

Zidane hizo historia al conseguir su segunda Copa de Europa en su segundo año de entrenador del equipo. Además, este trofeo llegó también junto con el del Campeonato de Liga, la número treinta y tres, siendo el tercer doblete de tal índole y el primero desde 1958, para cerrar la temporada con un quintuplete tras alzar también la Supercopa de España, la Supercopa de Europa y la Copa Mundial de Clubes. En la consecución del campeonato doméstico quedó reflejada una de las patentes del equipo blanco: no rendirse hasta el pitido final del encuentro y sumó diecisiete puntos y siete victorias desde el minuto ochenta de partido. Además el club superó la cifra de más de ocho mil en el cómputo de las competiciones nacionales y nueve mil contando las internacionales.
La temporada siguiente, el Real Madrid agrandó su récord al ganar su decimotercera Copa de Europa, siendo el único equipo del mundo en ganarla tres veces consecutivas; y permitiendo a Zidane ser el primer entrenador en conseguir tres Copas de Europa, en tan solo tres años. Derrotó 3-1 al Liverpool Football Club, con dos tantos de Gareth Bale y uno de Benzema. Cristiano Ronaldo se convirtió en el máximo goleador histórico del club al superar la marca de 323 goles establecida por Raúl González en 2010, y ser el primer jugador en la historia del club en alcanzar y rebasar los 400 goles, fijando la nueva marca en 450 goles tras marcharse del club al final de la temporada 2017-18 con una trayectoria histórica en el club. Fue este jugador uno de los máximos referentes de un modelo económico-deportivo criticado en sus inicios, y que llevó a la entidad a vivir su segunda mejor etapa institucional tras la acontecida con Di Stéfano. Tras alzar la decimotercera Copa de Europa, Cristiano Ronaldo decidió abandonar el club y Zinedine Zidane hizo lo mismo, sorprendiendo a presidente y afición. Con ocho títulos desde su llegada como entrenador, en aquel momento se convirtió en el segundo técnico más laureado de la historia del club tras los catorce títulos conquistados por Miguel Muñoz, e igualar los logrados de Luis Molowny.
Dichas salidas provocaron el cierre de la segunda mejor etapa deportiva de la entidad. El club decide fichar al entonces seleccionador español Julen Lopetegui como nuevo técnico para la siguiente temporada del equipo, lo que provoca el enfado de la Federación Española de Fútbol y su cese inmediato como seleccionador dos días antes de empezar el Mundial de Fútbol de 2018. Tras ello, comienza la consecución de varias marcas negativas en la historia del club: perder la primera final internacional tras 18 años —la Supercopa de Europa— y estar el equipo blanco 481 minutos sin anotar un gol y sin ganar un encuentro liguero tras cinco jornadas. Lopetegui es cesado a mitad de temporada y sustituido por Santiago Solari —entrenador del filial y exjugador del equipo—, quien logra el séptimo Mundial de Clubes para el Real Madrid y decide rejuvenecer al equipo dando galones a Marcos Llorente, Sergio Reguilón y Vinícius Júnior, en detrimento de Marcelo Vieira e Isco Alarcón, mientras que Luka Modrić sucedió a Ronaldo como mejor jugador del mundo al recibir el Balón de Oro. A pesar de los buenos resultados conseguidos, antes de cerrar la temporada, el club blanco perdió tres partidos en su feudo en una misma semana y le privó de la lucha de tres títulos aún en liza: la copa, la Liga de Campeones —donde además cosechó su peor derrota como local—, y la liga —finalizada con 18 derrotas—, en la que fue su peor temporada de los últimos veinte años. Tras aquella semana y discrepancias con veteranos jugadores, Solari es cesado y Zinedine Zidane volvió al cargo para reconducir la situación deportiva, tras la petición expresa de Florentino Pérez, y tras no haber pasado ni un año desde que el técnico decidiera dejar el club.

#### Reconstrucción futbolística y económica (Actualidad)
Para esas últimas jornadas, ya con la vuelta de Zidane al equipo, la entidad se enfocó en una profunda reestructuración deportiva de cara a una nueva temporada, para la que incorporó a jugadores como Luka Jović o Eden Hazard, entre otros. La anunciada revolución para el nuevo curso no se produjo, para terminar contando con un equipo prácticamente idéntico al de temporadas pasadas con la misma tónica negativa de resultados. Criticado en medios y afición por no recomponer el equipo titular con nuevos jugadores y no tener una idea clara en su juego, el punto de inflexión que supuso la final de Kiev dejó entrever varios problemas estructurales y de conceptos, más allá del compromiso de unos veteranos jugadores. En competición internacional firmó el peor arranque del equipo en Liga de Campeones, tras no ganar ninguno de los dos primeros partidos disputados por primera vez en su historia. Pese a los malos augurios el equipo se revitalizó partiendo de una gran solidez defensiva —causa de muchas críticas al comienzo de la temporada—, con jugadores clave como Casemiro y Fede Valverde y apoyados de la influencia en ataque de Toni Kroos y Karim Benzema, que llevaron al equipo a clasificarse para la fase eliminatoria en Europa y colocarse colíder en el campeonato español. Disputó la renovada Supercopa de España en Arabia Saudita y tras deshacerse del Valencia C. F. en semifinales en uno de los mejores partidos de la temporada, venció en la final al Atlético de Madrid en la que fue la decimoséptima ocasión en la que un derbi decidía un título entre ambos. En la tanda de penaltis «los blancos» lograron el título, su número once de la competición y sesenta y cinco a cómputo nacional, y días después lograba encadenar veinte partidos consecutivos sin perder que le colocaron líder del campeonato liguero.
A mitad de temporada las competiciones se cancelaron por parte de la UEFA, la RFEF y la La Liga, debido a un brote del coronavirus tipo 2 del síndrome respiratorio agudo grave, una pandemia global vírica que llegó a Europa desde Asia, provocando contagios, fallecimientos y retroceso económico. Tras una mejoría después de meses de confinamiento de la población para frenar los contagios, el gobierno decretó que las competiciones pudieran retomar su actividad sin público en las gradas, por lo que los encuentros se disputaron en el Estadio Alfredo Di Stéfano con el objetivo de avanzar las obras de remodelación en el Estadio Santiago Bernabéu. El club, sumido en una crisis económica, pidió a los jugadores que se redujeran el sueldo el 10% para poder cuadrar las cuentas de la temporada, que se habían visto mermadas al no tener espectadores en las gradas. Desde su reinicio, el equipo venció los diez partidos que quedaban por disputar del campeonato y se proclamó campeón en el Estadio Alfredo Di Stéfano, por primera vez en su historia. Los medios señalaron al belga Thibaut Courtois como uno de los jugadores clave, al ser el guardameta menos goleado del torneo, y junto a los capitanes Sergio Ramos y Karim Benzema como los más destacados del éxito del equipo. Cabe destacar este curso al equipo filial, Real Madrid Castilla, dirigido por Raúl González, el cual se proclamó campeón de la Liga Juvenil de la UEFA por primera vez en su historia. El 29 de junio de 2020 se cumplieron 100 años desde que el club recibiera el título de «Real» por parte de la Casa Real. El excapitán Iker Casillas volvió al club como adjunto al director general de la Fundación Real Madrid, tras retirarse después de cinco años en el Fútbol Club Oporto.
La complicada situación económica del club, debido a la pandemia mundial, no permitió grandes cambios en la plantilla respecto a la temporada anterior, afrontando una etapa austera. En lo que parecía un calco del año anterior con actuaciones impropias del nivel que se supone de sus futbolistas, el equipo perdió puntos descolgándose del campeonato de liga y quedando a expensas del último encuentro de la fase de grupos de la Liga de Campeones para dilucidar su clasificación en competiciones europeas, suscitando serias críticas al equipo y su inmediato futuro. El equipo reaccionó en una semana con tres decisivos encuentros, frente a Sevilla Fútbol Club, Borussia Mönchengladbach y Club Atlético de Madrid, que se saldaron con la clasificación a octavos de final del torneo europeo como primero de grupo —vigesimoquinta ocasión que accedió a la fase de cruces en 25 participaciones—, y situarse colíder del campeonato de liga tras vencer ante sevillistas y rojiblancos, constatando una de las esencias del club de no rendirse nunca, saliendo airoso cuando más se le critica. A final de año fue condecorado como el Mejor Club del siglo XXI por Globe Soccer, reconocimiento que se unía a los ya recibidos del siglo anterior por la FIFA y la IFFHS. A pesar de los buenos resultados, que disiparon las dudas, la ausencia por diversos motivos del necesario cambio generacional de la plantilla, unido a las continuas lesiones durante la temporada, mermaron el rendimiento del equipo, que a pesar de llegar sorpresivamente a semifinales de la Copa de Europa y tener opciones de ganar La Liga hasta la última jornada, el equipo no consiguió alzar ningún título. A pesar de ello, el club decidió apostar por la continuidad de Zidane como entrenador, pero el técnico eligió rescindir su contrato nuevamente y ser sustituido por Carlo Ancelotti otra vez, quien llegó con el preparador físico Antonio Pintus —que ya había estado en la primera etapa de Zidane como técnico—para revertir la gran cantidad de lesiones en el equipo.
El equipo comenzó bien la nueva temporada y logró situarse a la cabeza del campeonato, con un desempeño notable de sus delanteros Karim Benzema y Vinícius Júnior, ambos máximos goleadores del torneo.
En la temporada 2022-23, en la jornada 16, el club juega por primera vez en su historia sin ningún español de inicio. Adicionalmente, ganó su octavo Mundial de Clubes y su vigésima Copa del Rey tras golear al Barcelona 0-4 en semifinales en el Camp Nou; sin embargo, perdió la Supercopa de España por 3-1 frente al F. C. Barcelona en la final, quedó eliminado de la Champions League en semifinales tras perder 4-0 contra el Manchester City de Guardiola y quedó a 10 puntos del líder Barcelona en la Liga. Aun así, no sobra destacar que alcanzando las semifinales, el Madrid ha llegado a 11 de las últimas 13 semifinales de la Champions League.
En la temporada 2023-24, ganó el Clásico de Liga 1-2 en el Camp Nou y clasificó a octavos de final de la Champions League por vigésimo primera temporada consecutiva. El 4 de mayo el Madrid ganó su liga número 36 al derrotar al Cádiz 3-0 en el Santiago Bernabeu. El 1 de junio se gana la decimoquinta Liga de Campeones. El 3 de junio se confirma el fichaje de Kylian Mbappé, después de varios intentos fallidos de contratarlo en los años previos.

#### Éxito en el estreno de la sección femenina (Actualidad)
El club trabajaba desde hacía décadas en ampliar su carácter polideportivo, y en el verano de 2019 anunció la pretensión de fusionar por absorción al Club Deportivo TACON, hecho aprobado en una reunión extraordinaria en septiembre por parte de sus socios, y por la que la entidad pasó a contar con una sección femenina de fútbol. Antes, en su estreno en la Primera División «las taconeras» jugaron sus partidos como local en la Ciudad Real Madrid, en un marco de colaboración transitoria entre ambos clubes hasta el acuerdo definitivo para la temporada 2020-21. Reforzado el equipo con jugadoras internacionales como las suecas Kosse Asllani y Sofia Jakobsson —ambas medalla de bronce en el Mundial de Francia 2019—, a las ya integrantes y consolidadas Malena Ortiz, Patri Carballo o Gema Prieto y promesas como Lorena Navarro, María Portolés o Ariana Arias, por mencionar algunas, lucharon por el objetivo de mantener la categoría y consolidarse en la élite nacional. Desde el inicio la planificación siguió las mismas pautas que el equipo masculino de compaginar futbolistas contrastados/as con los/as de cantera, algo muy cuidado en ambas secciones.

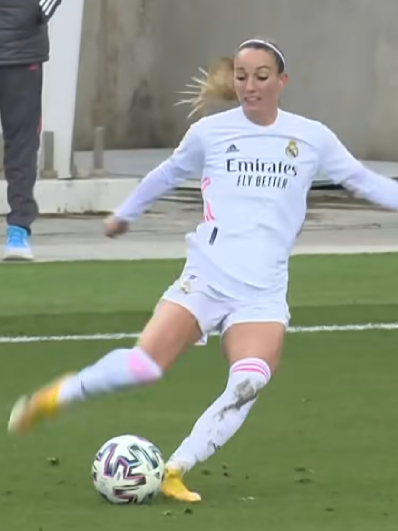
Kosse Asllani, primera goleadora del equipo femenino.

Bajo la presidencia a efecto de Ana Rossell, gran valedora del equipo y principal propulsora del acuerdo de fusión, disputaron la Copa Colombina y el prestigioso trofeo Ramón de Carranza —el cual por primera vez estuvo organizado con partidos exclusivamente femeninos—. En él se enfrentaron al Athletic Club, el club más laureado del campeonato liguero, competición en la que debutaron frente al Fútbol Club Barcelona. El encuentro, disputado el 7 de septiembre en el estadio Johan Cruyff finalizó con una derrota por 9-1, siendo la paraguaya Jessica Martínez —misma que dio el ascenso a las taconeras—, la autora del primer tanto del club en la máxima categoría, tras un pase de Jakobsson. Tras el «sí» de los compromisarios, la citada entidad —integrante de la Primera División de España— pasó así a convertirse en parte de pleno derecho del club en junio de 2020. Antes, instaladas en la Ciudad Real Madrid con un presupuesto estimado de dos millones y medio en su inicio, afrontó su primera temporada en el campeonato liguero con la idea de consolidarse. El club se estrenó como local en la máxima categoría frente al Sporting Club de Huelva en la Ciudad Deportiva de Valdebebas con una victoria por 3-0, la primera en la élite española. La sueca Sofia Jakobsson fue quien anotó el primer tanto del club en su estadio, al aprovechar un mal despeje de la defensa rival. Las otras goleadoras del encuentro fueron la ya mencionada Jessica Martínez y Kosse Asllani, ambas a pase de Jakobsson, quien se situó como máxima asistente del equipo con tres pases de gol en los dos partidos disputados, para participar en todos los tantos del equipo hasta la fecha.
El equipo continuó con la aclimatación a la nueva competición y concentró trabajos en solidez y conjunto. Aún acoplando las últimas incorporaciones y fundamentos de base, encajó dos nuevas derrotas denotando la dificultad y trabajo que definirá la temporada y el objetivo de la permanencia. Pese a ello, también se repuso a la adversidad con cinco jornadas consecutivas invicto que le permitieron afrontar el final de la primera mitad del campeonato con mayores garantías. La figura de Jakobsson —nominada al Balón de Oro junto a su compañera Asllani— se convirtió en clave para el equipo, el cual se situó noveno con 16 puntos, a 4 del descenso.
En febrero el equipo femenino disputó por primera vez en su historia la Copa de la Reina, la competición más antigua del fútbol español de la categoría. En ella se enfrentaron en los octavos de final al Rayo Vallecano de Madrid en Valdebebas, al que vencieron gracias a un solitario gol de Jessica Martínez, y fueron eliminadas en cuartos de final por el Athletic Club por 2-1. A diferencia de las competiciones masculinas, la pandemia provocó la cancelación del campeonato, finalizando en décima posición y manteniendo así la categoría antes de hacerse efectiva el 1 de julio la conversión definitiva en la sección femenina de fútbol de la entidad. A ella se incorporaron numerosas jugadoras de gran proyección en España, con el objetivo de ser cuanto antes uno de los equipos referentes del país. Maite Oroz, Teresa Abelleira, Marta Cardona o Misa Rodríguez, por citar algunas, se unieron a los fichajes del curso anterior como referentes del equipo.
La temporada 2020-21 se inició antes en el apartado femenino. El 13 de julio, apenas días después de la oficialización de la sección, se presentó la que fuera la primera plantilla profesional de su historia. Fue por tanto la primera oportunidad en la que el club tuvo dos secciones profesionales en las respectivas máximas categorías del balompié español.
El 4 de octubre el equipo femenino disputó el primer partido oficial de su historia, correspondiente al campeonato nacional de liga. Su primera alineación estuvo conformada por Misa Rodríguez, Kenti Robles, Ivana Andrés —primera capitana del club—, Babett Peter, Marta Corredera, Tere Abelleira, Aurélie Kaci, Maite Oroz, Marta Cardona, Kosse Asllani y Olga Carmona. Además también debutaron Sofia Jakobsson y Lorena Navarro. El encuentro, disputado frente al Fútbol Club Barcelona en la Ciudad Deportiva de Valdebebas finalizó con un marcador desfavorable de 0-4. Asllani anotó un tanto que hubiera sido el primero de la sección y el momentáneo empate a uno, pero fue anulado por la colegiada por una presunta falta sobre la guardameta rival. Sí se produjo el hecho en la jornada siguiente cuando Asllani cabeceó un centro de Kenti Robles para anotar el 0-1 del encuentro frente al Valencia Club de Fútbol que finalizó con empate a un gol en la Ciudad Deportiva de Paterna. En el derbi del 18 de octubre frente al Rayo Vallecano de Madrid lograron la primera victoria oficial de la sección al imponerse por 3-1 en la Ciudad Deportiva de Valdebebas, y fue la primera de siete victorias en ocho partidos que la auparon a lo alto de la clasificación —al segundo puesto—, dentro de los puestos de acceso a la Liga de Campeones por primera vez en su historia. La sueca Asllani fue la máxima referente al anotar ocho goles con los que se situó como máxima realizadora del campeonato.
El equipo continuó con la buena tónica de resultados, con Asllani y Cardona como referentes, incluida una victoria frente al Atlético de Madrid en el encuentro de la segunda vuelta. Fue la primera victoria frente a «las colchoneras», por 0-1, merced a un tanto de Jakobsson y las destacadas paradas de Misa Rodríguez. En una liga en la que el primer puesto era irremediable para el F. C. Barcelona, las madrileñas lucharon por una de las dos restantes plazas de acceso a la Liga de Campeones. Finalmente, tras arduas jornadas, lograron el subcampeonato de liga y junto al Levante Unión Deportiva y barcelonistas se clasificaron por primera vez en su historia para la disputa de la máxima competición continental.
En el sorteo del 22 de agosto de la Liga de Campeones, de la ronda 2 de la ruta de liga, quedó emparejado frente al Manchester City Football Club, al que se enfrentó en doble eliminatoria. Su primera alineación estuvo conformada por Misa Rodríguez, Kenti Robles, Ivana Andrés, Babett Peter, Lucía Rodríguez, Tere Abelleira, Aurélie Kaci, Olga Carmona, Athenea del Castillo, Esther González y Nahikari García. El partido de ida en el estadio Alfredo Di Stéfano finalizó con un resultado de 1-1, tras lograr la mexicana Kenti Robles el tanto del empate en los instantes finales. El encuentro de vuelta, disputado en el Academy Stadium de Mánchester, finalizó con un resultado de 0-1 merced a un tanto de Claudia Zornoza que clasificó al club para disputar la primera fase de grupos de la competición en su historia.

## Símbolos

### Historia y evolución del escudo

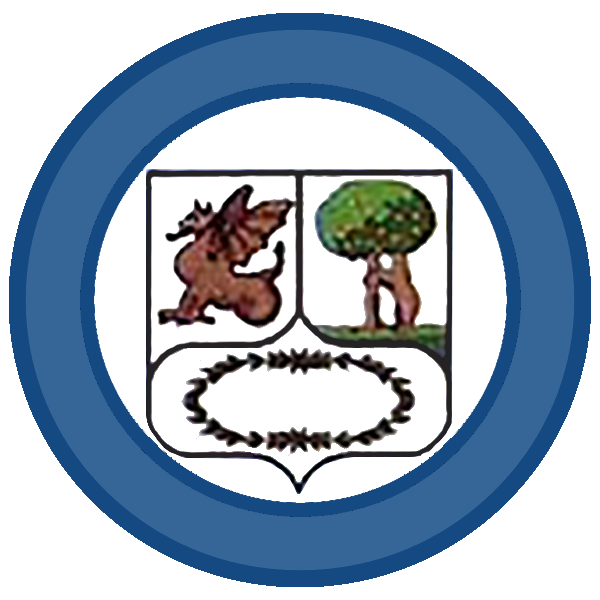
Blasón para representar a Madrid a semejanza del antiguo escudo cívico (1902-1930).

El primer escudo de 1902 ha evolucionado en diferentes versiones hasta el actual, vigente desde 2003. Posee una forma circular bajo la corona real española, y en él se entrelazan las tres iniciales de la entidad —presentes desde el inicial formato—, sobre una franja que atraviesa diagonalmente. Oficialmente según los estatutos:

Artículo 8.- Distintivos

El Real Madrid Club de Fútbol usará como color oficial el blanco, ostentando un escudo consistente en un círculo de trazo grueso, cuyo interior se encuentra atravesado en sentido diagonal, de izquierda a derecha, y de arriba abajo, por una franja, apareciendo en su interior las iniciales MCF entrelazadas y, como complemento, en la parte superior del círculo y fuera de él, figura una corona real. La franja diagonal es de color morado y el círculo y las letras MCF en oro. La bandera será blanca con el escudo del Club en el centro.

Así, las características principales son:
- Las iniciales. En un cuartel circular se entrelazan las iniciales: una «M» en referencia a «Madrid», una «F» en referencia a «football», y una «C» en referencia a «club», resultando en la denominación que acuñó en su fundación, Madrid Foot-ball Club. La grafía se mantuvo desde su incorporación al escudo hasta la actualidad debido a la coincidencia con la posterior castellanización de «Football Club» a «Club de Fútbol».[450] Inscritas desde 1908, conforman el cuerpo del emblema, y son las que representaron el primer símbolo del club en el año 1902, con un marcado carácter caligráfico de la época.

- La corona real. En 1920, el aficionado a este deporte y rey de España, Alfonso XIII de Borbón, le otorgó a la entidad el título de «Real», previa solicitud, al igual que numerosas sociedades del país.[104] Como símbolo de distinción, y en representación de la realeza española, se añadió la corona al escudo, que quedó reflejada también en su denominación anteponiéndose al nombre del club. Fueron años en los que la dedicación de Pedro Parages imprimió una magnitud que terminaría por ser uno de sus sellos insignes.[451][452]

- El bordeado. El escudo se encuentra bordeado en una tonalidad dorada —extensible también a las iniciales—, desde la renovación cromática producida en los años treinta.[n. 50]

- La banda transversal (el color morado). En la mitad diagonal del escudo aparece una banda trasversal de color azul marino,[n. 51] variada a este color desde un morado inicial tras una modificación del escudo en 1998 por motivos de mercadotecnia.[447] Dicho color primigenio ha tenido diversas interpretaciones sobre su origen, e influyó también en las creencias sobre la identidad y/o relación de este tono con el club.[110] Historiadores como Manuel Rosón lo refieren como indicativo de la región histórica de Castilla y su pendón,[8] siendo esta la teoría más aceptada y extendida.[453][n. 52] Pese a ello, dicha relación no encuentra constancia en los escritos oficiales conservados del club en la época,[454] quedando pues abierta a diversas interpretaciones.[110] Sí que se encuentra una primera reseña a la banda transversal, y de color morado, en el año 1902.[455]

El historiador Manuel Rosón data el origen del morado en los primeros estatutos: «La blusa está cruzada por una ancha banda morada, representativa del austero color de Castilla, en la que figura el escudo de Madrid bordado en colores». En la junta constitutiva de marzo de 1902, según informaba el Heraldo de Madrid en su edición del día 15, se acordaron los colores a vestir: «También fue sometido a discusión en la Junta citada del "Madrid Foot-Ball Club" (la de su constitución) el color del uniforme que ha de lucir el "team" que ha de tomar parte en el concurso (Concurso Madrid de Foot-ball Association), y quedó acordado en un principio, sin perjuicio de las modificaciones que se juzguen precisas, que sea pantalón y camisa blancos, medias y gorra azules y banda morada con el escudo de Madrid bordado en colores». Dicho escudo era el utilizado para representar a la Villa de Madrid en el Campeonato de España, denominados como encuentros ordinarios, variación que alternaba con el escudo tradicional. Lució este blasón excepcionalmente por normativa hasta finales de los años veinte aproximadamente.

A la postre, en los estatutos oficiales, aprobados por Gobernancia Civil en el mes abril, se modificaron estos: «El uniforme reglamentario será para los partidos ordinarios pantalón azul oscuro, corto y recto, blusa blanca y medias oscuras, y para los partidos extraordinarios será: pantalón y blusa blanca, medias negras con vuelta y cinturón con los colores nacionales, completando este uniforme un casquete azul oscuro».

En las instantáneas del mencionado concurso, los «madrileñistas» no portaron ninguna banda (como las portadas azules y rojas en sus partidos de entrenamiento), circunstancias que hacen que las escasas fotografías en blanco y negro en las que algún jugador portaba una banda sea imposible aseverar fehacientemente su color morado, quedando pues también abierto a interpretaciones varias. Algunas, llevan el camino del mencionado color hasta el escudo en sus primeros años, pese a que no haya de nuevo imágenes que lo atestigüen, más allá de hipótesis por correlaciones históricas con los relatos de Rosón. El color aceptado históricamente en los primeros escudos, el azul marino, pudiera ser debido a que es el tono del tintado de impresos y sellos de la época, y así llegaron en imágenes y documentos, y por ende, así representados pero sin despejar la duda.

Quizá como una de las cuestiones más relevantes por discernir de la cronología de la entidad, el color morado tiene presencia documentada en su historia: en el estadio de O'Donnell —primero de su propiedad—, ondeaba una enseña (sí constatada esta vez, en instantáneas y escritos, a pesar de la reiterada escasez documental), presentada como un paño blanco con una franja diagonal morada de izquierda a derecha. Esta estaba rematada en el centro con el escudo readaptado para representar a Madrid en sus partidos ordinarios como campeón regional en el Campeonato de España.

(…) Una mañana británica fue precursora de otra tarde que no tenía nada que envidiar a la mañana. Los elementos nos acariciaron con sus nebulosidades y sus fríos, y, sin embargo, despreciando alicientes que convidaban a permanecer en locales confortables y tibios de calefacción, una multitud de jovencitas, arrostrando las inclemencias de la temperatura —beneméritas aficionadas—, invaden el campo de los colores morado y blanco y, traspasando la barandilla del reservado de socios, colócanse en su lugar preferido: delante de la caseta (…).
Extracto de la crónica del Campeonato Regional ante el Racing de Madrid. Revista Madrid-Sport. 7 de diciembre de 1916.

(…) Ruda ha sido la lucha, múltiples los contratiempos, sensibles las bajas; mas fuera ello lo que quiera, el resultado ha sido favorable, y al congratularnos de ello enviamos a los paladines de Castilla un afectuoso apretón de manos, y unido a él, un vehemente deseo que la realidad corone justiciosamente sus esfuerzos otorgándoles el título de campeones de España. Una vez cumplido con el primordial deber que nos movió a coger la pluma, hemos de examinar, aunque sea muy a la ligera, la evolución de la temporada en relación con el «once» representante de la bandera blanca y morada. Comencemos por los de casa… (…).
Extracto de un resumen de la temporada. Revista Madrid-Sport. 3 de mayo de 1917.

La aparición de la franja, la cual se creía fue introducida tras la instauración del régimen republicano en abril de 1931, quedó desmentida con nuevas investigaciones que atestiguan que esta existe desde mediados los años diez en la bandera, y de los años veinte en el escudo. Su versión más antigua data de 1925, desconociéndose la fecha exacta del significativo cambio en el emblema.
- Evolución histórica. Desde las caligráficas iniciales de 1902 hasta la última versión de 2003 los cambios efectuados no han supuesto alteraciones bruscas,[n. 57] centrados en mantener la esencia de esos primeros diseños. En el período de 1900 a la oficialización, no consta ninguna simbología propia del club, con la excepción obvia de la necesaria vestimenta.

El primer emblema tuvo un diseño muy simple consistente en el entrelazado de las tres iniciales del nombre sobre la camiseta blanca. Este era intercalado por normativa de la época con otro redondo en el que estaban inscritas los dos cuarteles y la manteladura del blasón de la Villa de Madrid, que usaba por normativa como campeón regional y representante de la ciudad en los partidos oficiales contra otras sociedades deportivas, es decir, del Campeonato de España. Localizados en el lado izquierdo del pecho, se fueron reemplazando según conviniese hasta 1930, cuando el escudo del club pasó a ser el único que en adelante en aparecer en el uniforme.
Su primera variante se produjo en 1908, cuando las letras entrelazadas adoptaron una forma más estilizada y fueron inscritas en un círculo. Este diseño fue influenciado por el del Moderno Foot-Ball Club, entidad que absorbió en 1904 y por la que fue brevemente conocido como Madrid-Moderno Foot-Ball Club. Ese diseño perduró hasta 1920, fecha de la siguiente actualización a raíz de la misiva del monarca Alfonso XIII por la que le concedía el título real, representado gráficamente con la corona, a la vez que las iniciales se vieron estilizadas otro tanto. A su vez, para los partidos oficiales y con la normativa aún vigente, al escudo adaptado de la ciudad también le fue añadida la corona real y fue rodeado de una corona de laurel.
En torno a 1925, se observa pues la banda morada, previsiblemente en honor a Castilla —teoría expuesta con anterioridad sin poder verificarse su certeza a fecha de 2022—. Esta, erróneamente extendida, pudiera provenir de los cambios realizados por la Segunda República a la enseña nacional (cambiando la franja inferior representativa de Castilla por una morada), que hicieron que se atribuyera dicho color, y que perduró en el tiempo falazmente ya que documentaciones indican que la tonalidad era realmente carmesí. Pese a ello, condujo a que se entendiera la adición de la banda como reflejo de la instauración republicana en abril de 1931, hasta que estudios recientes demostraron que esta tiene presencia en el escudo desde los años veinte. El cambio que sí trajo dicho régimen —además de una novedosa policromía— fue la supresión de todo símbolo alusivo a la realeza, de modo que el club perdió la corona que años antes le fue otorgada.
Una vez terminada la Guerra Civil se produjo un nuevo cambio en 1940 al recuperar la corona, manteniendo la franja morada y la cromía. Resalta en esta un tono predominante más dorado en detrimento del primigenio azul. Fue con este escudo con el cual el club alcanzó sus mayores éxitos deportivos, y se mantuvo hasta finales de los años noventa, fecha de la más controvertida modificación realizada hasta el momento, cuando una de sus más tradicionales señas de identidad, la banda transversal, pasó a ser de un color azul marino. Alegado como más acorde a la época por motivos de mercadotecnia, pese a no quedar resuelto en los estatutos, se mantuvo y se confirmó tras el último rediseño datado en 2003, en su perfil más corporativo.
|                                                                |
| Primer escudo propio con las iniciales entrelazadas (1902-08). |

|                                                                     |
| El escudo del club inscrito en un círculo más estilizado (1908-20). |

|                                                                   |
| Se agrega la corona real otorgada por el rey Alfonso XIII (1920). |

|                                                        |
| Se agrega la banda morada característica (circa 1925). |

|                                                              |
| Prohibición de la corona y readaptación cromática (1931-40). |

|                                                                   |
| Recupera la corona real y mantiene la banda castellana (1940-98). |

|                                                               |
| Estilización de la corona y modernización visual (1998-Act.). |

### Himno
En 1903, el ingeniero agrónomo Luis María de Segovia dedicó un pasodoble al club en lo que pudo considerarse como el primer himno oficioso del club.
El himno oficial del club, cantado por José de Aguilar y que se oye en cada partido en el estadio, tomó forma en un tren que hacía el trayecto Aranjuez-Madrid. En él se encontraban el músico y compositor Marino García y su esposa, Antonio Villena Sánchez y el maestro Indalecio Cisneros, autor de la música original y de la letra con la ayuda de las citadas personalidades relacionadas con el club. En unas servilletas de papel del restaurante La Rana Verde se conformaron las primeras anotaciones y acordes de lo que finalmente fue el himno, estrenado en 1952 coincidiendo con las Bodas de Oro de la entidad.
La grabación se hizo en Discos Columbia con los arreglos y la dirección de Cisneros. Acudió el presidente Santiago Bernabéu en persona a la grabación y en ella intervinieron además de José de Aguilar, treinta y dos primeras figuras de la música de la época, destacando algunos por ser catedráticos de conservatorio o integrantes de la Orquesta Nacional de España. Entre ellos se encontraba el violinista Enrique García, quien fuera el padre del director de orquesta Enrique García Asensio.
Con motivo del centenario del club en el año 2002, José Cano compuso un himno conmemorativo, cantado por el tenor Plácido Domingo junto con un coro de 82 personas. Pese a que estaba previsto que el nuevo himno solo apareciese durante los actos del centenario en el año de celebración y como acompañante del primero, aún sigue escuchándose en el estadio en alternancia con el tradicional.
Con motivo de la consecución de la décima Copa de Europa de fútbol, el cantante Nadir Khayat, más conocido por su nombre artístico RedOne y con letra de Manuel Jabois, compuso un himno conmemorativo titulado «Hala Madrid y nada más». Con motivo de la undécima Copa de Europa se versionó la música, cantada por Plácido Domingo, bajo la dirección de RedOne.

## Indumentaria

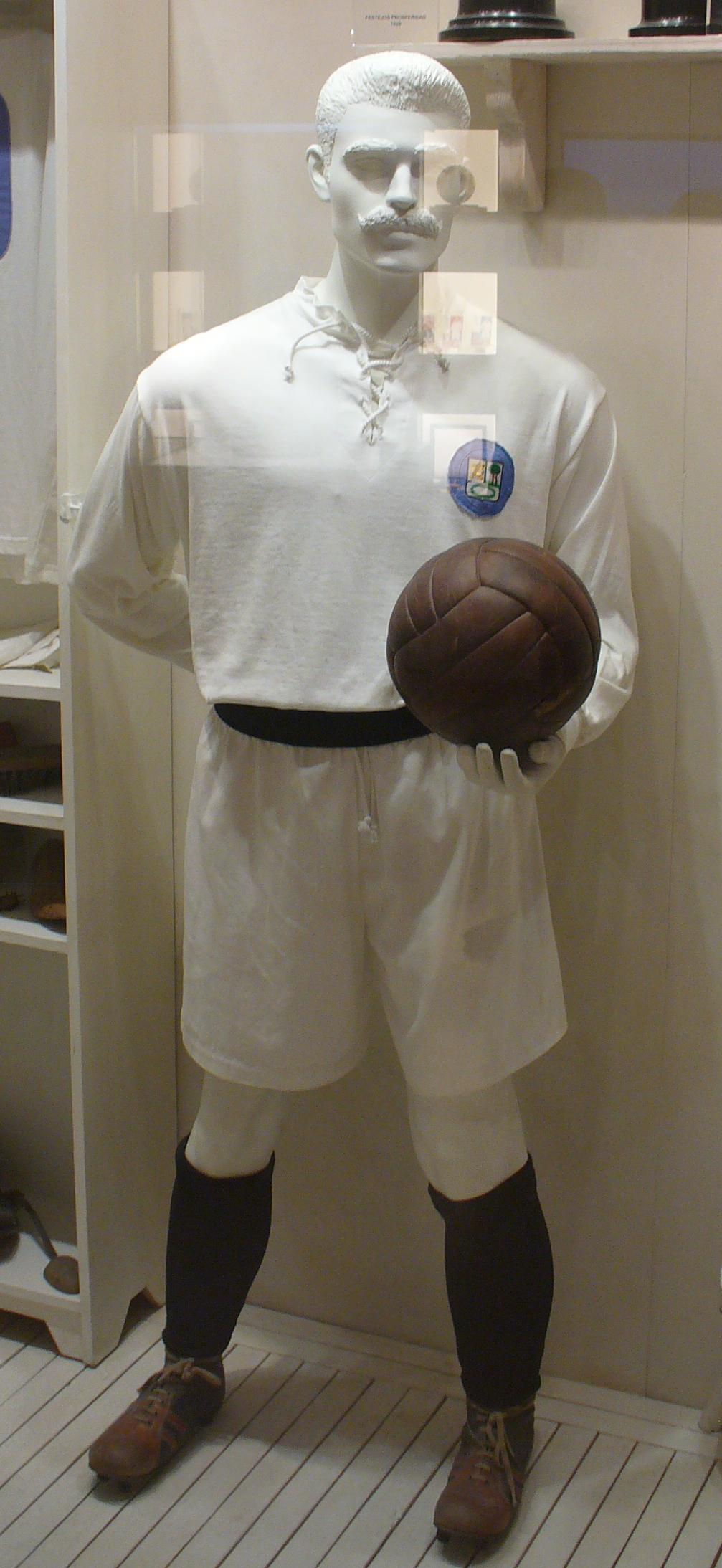
Uniforme en la primera década del siglo XX.

El Real Madrid ha vestido siempre completamente de blanco con la excepción de algún complemento del uniforme durante breves años.
El origen del uniforme madridista surge en consonancia con el origen de la implantación del nuevo deporte, el football. Todos los primitivos equipiers al despojarse su ropa de calle quedaban en ropa interior, camisa y calzón blanco. Para diferenciarse usaban unas bandas de color atravesando el pecho que, lógicamente, se desprendían en el transcurso del juego. Ello llevó a que los distintos clubes a buscar nuevos uniformes, y que el Madrid Foot-Ball Club reivindicase para sí el uso de uno totalmente blanco tal y como figura en sus estatutos fundacionales.
Ya en esas fechas se podía afirmar que el club contaba con un uniforme alternativo, no imperativo en la época, pero sí necesario en la actualidad, consistente en la variación de los calzones, de color azul, y que se utilizaba según del carácter del encuentro a disputar, dato también reflejado en los estatutos.
Salvando la breve variación de color en 1925 a imitación del Corinthian Football Club como cambio más significativo en la historia de la equipación —consistente en camisa blanca de una tonalidad cruda, y calzones y medias negras y que tras una serie de tropiezos deportivos fue señalada por los miembros del club como portadora de mal augurio—, no se dio el cambio más significativo hasta 1955, año en el que las medias también pasaron a ser blancas. De este modo, el uniforme madridista alcanzó su color blanco en toda su indumentaria. Fue precisamente con este uniforme cuando el equipo alcanzó sus mayores éxitos, especialmente en las competiciones internacionales, y se mantuvo inalterado hasta la década de los ochenta; en adelante la publicidad y los patrocinadores comenzaron a asentarse en el mundo futbolístico y a ocupar espacio en las equipaciones.
Desde el acuerdo con Adidas en 1998 se encuentra adornado con las tres bandas características de la firma deportiva, y el patrocinio de Fly Emirates, desde 2013. Las novedades respecto a la temporada anterior son el color complementario al blanco de la equipación, rosa —en honor al nuevo equipo femenino—, situando nuevamente los detalles del patrocinador deportivo en los costados. Cambió también la tipografía de los dorsales, de disposición más vintage y redondeada de tono azul oscuro.
La segunda y tercera equipación variaron según las condiciones de la competición nacional o continental. Una, de camiseta, pantalón y medias de color morado tenue con detalles en azul oscuro, y otra, la que suele ser una apuesta de la multinacional alemana, es de color gris oscuro con un diseño estampado floral en su camiseta en distintos tonos de gris claro con diferente gradación, complementada con los detalles en rosa. La confección de la tercera equipación es en los últimos años la que suscita los mayores y más arriesgados cambios por motivos de mercadotecnia.
Además, las camisetas incluyen los distintivos de las competiciones que se disputan. En la manga derecha porta el logo de LaLiga, el cual es sustituido para los encuentros de competición europea. En estos porta en la manga derecha el logo de la Liga de Campeones de la UEFA junto al número de títulos logrados, que sustituye al antiguo emblema de la manga izquierda con la silueta del trofeo.
| Primero | (Ver evolución) | Actual |

## Infraestructura
|  | Para más detalles, consultar Instalaciones del Real Madrid Club de Fútbol |

### Estadio
Pese a la carencia casi absoluta de campos debidamente acondicionados para la práctica futbolística en España en el momento de la fundación del club, el equipo disputaba sus partidos en terrenos de los distritos más carismáticos del paisaje madrileño como Moncloa, o Salamanca.
Tras la importancia que adquirió el nuevo deporte y los seguidores que empezó a aglomerar en la primera década del siglo XX, varios equipos de foot-ball comenzaron a construir o adquirir campos de mayor aforo para dar cabida a más espectadores y aumentar así popularidad e ingresos. Este es el caso del club madrileño, que tras alquilar unos terrenos inauguró su primer estadio en el año 1912, el Estadio de O'Donnell, en el que colaboraron para su adecuación varios integrantes del club.
En el año 1923 el presidente del club Santiago Bernabéu adquirió unos terrenos en Chamartín de la Rosa, municipio colindante a Madrid, para construir un nuevo estadio que fuese exclusivamente propiedad del club. Inicialmente se barajó el nombre de «Parque de Sports del Real Madrid F. C.» como nombre para el nuevo recinto, finalmente se lo bautizó, oficialmente, como «Campo del Real Madrid Club de Fútbol». Sin embargo, popularmente fue siempre conocido como «Estadio de Chamartín», siendo el primer estadio en propiedad del club, gracias a lo cual el club vio un significativo aumento en sus arcas. Este contaba con una tribuna de 2000 asientos, proveniente y ampliada del antiguo campo de O'Donnell.
Actualmente y desde el año 1947 disputa sus partidos como local en el Estadio Santiago Bernabéu —denominado popularmente en su fundación como Nuevo Estadio de Chamartín y rebautizado en memoria del antiguo presidente del club—, el cual cuenta con una capacidad de 78 297 espectadores, el tercero de mayor capacidad en Europa y que llegó a contar con una capacidad de 120 000 espectadores antes de verse sometido a las regulaciones de la UEFA sobre aforo, momento en el que era superado únicamente por el antiguo Estadio de Wembley.
Fue inaugurado el 14 de diciembre de 1947 con un partido frente al Clube de Futebol Os Belenenses portugués. El recinto contaba entonces con una capacidad de 75 000 espectadores, llegando años más tarde hasta los 120 000 tras las numerosas remodelaciones a las que fue sometido y siendo oficialmente su nombre el de Estadio Real Madrid Club de Fútbol.
El estadio, uno de los mayores de Europa, vio drásticamente reducido su aforo hasta los 78 297 espectadores, debido a las normativas UEFA de seguridad, ya que todos los asistentes deben tener un asiento propio, eliminando así las gradas de pie, que se ubicaban en el tercer anfiteatro, comúnmente denominado «gallinero», y en las gradas inferiores.
El Santiago Bernabéu ha tenido una gran remodelación reciente, que comenzó en 2019 y ha sido una de las más importantes que ha tenido en toda su historia. El objetivo no era solo modernizar el estadio, sino transformarlo en un recinto multifuncional que funcione todo el año. Entre las principales mejoras están: un techo retráctil que se abre y cierra en 15 minutos, un césped retráctil que se guarda bajo tierra para organizar conciertos o eventos sin dañar el campo, y una pantalla 360° que rodea todo el interior y mejora la experiencia visual.
Además, se rediseñó la fachada con acero iluminado para proyectar imágenes, se amplió la capacidad a unos 85.000 asientos, y se añadieron zonas de restauración, tiendas, un museo interactivo, espacios para videojuegos y eventos tecnológicos. Gracias a todo esto, el Bernabéu es un gran centro de entretenimiento para Madrid y una fuente de ingresos constante para el club.

Vista panorámica del Estadio, durante su remodelación (2023)

### Instalaciones deportivas
La oficialmente denominada Ciudad Real Madrid es un complejo deportivo donde se encuentran las residencias de jugadores y los campos de entrenamiento de las distintas categorías de fútbol, además de las sedes de la radio y la televisión del club. Se encuentra situada en el Parque de Valdebebas, en el norte de Madrid, muy cercana al aeropuerto de Madrid-Barajas. Fue inaugurada en el año 2005 en sustitución de la antigua ciudad deportiva del paseo de la Castellana, tras una recalificación de los terrenos en propiedad del club en una operación junto con el Ayuntamiento de Madrid.
Tiene una superficie de 1 200 000 m², de los que hasta el momento se han desarrollado unos 300 000. El complejo incluye las instalaciones médicas y de entrenamiento para los primeros equipos, tanto masculino como femenino, y las secciones inferiores de fútbol, así como residencias y doce campos de juego, incluyendo el Estadio Alfredo Di Stéfano donde disputan sus partidos tanto el primer equipo filial, el Real Madrid Castilla Club de Fútbol, como el equipo femenino. El resto de filiales, masculinos y femeninos, disputan sus encuentros en los campos anexos del complejo, así como las sesiones de entrenamiento de cada uno de ellos.
También cuenta con un pabellón e instalaciones para la sección de baloncesto.

## Datos del club
Para los detalles estadísticos del club véase Estadísticas del Real Madrid Club de Fútbol

### Denominaciones
Durante su historia, la entidad ha visto cómo su denominación variaba por diversas circunstancias hasta la actual de Real Madrid Club de Fútbol, vigente desde 1941. La entidad se fundó con el nombre de Nueva Sociedad de Fútbol hasta que se regularizó un año después como (Sociedad) Madrid Foot-ball Club, y fue oficializado formalmente en 1902.
A continuación se listan las distintas denominaciones de las que ha dispuesto el club durante su historia:
- Nueva Sociedad de Foot-ball: (1900-01) Referido como tal previo a su regularización.
- (Sociedad) Madrid Foot-ball Club: (1901-04) Regularización del club.
- Madrid-Moderno Foot-ball Club: (1904-04) Fusión con el Moderno Foot-Ball Club.
- Madrid Foot-ball Club: (1904-20) Cae en desuso la calificación de «Moderno» volviendo a su nombre original.
- Real Madrid Football Club: (1920-31) Se le añade el título de «Real» otorgado por el monarca Alfonso XIII de España.
- Madrid Football Club: (1931-40) Se proclama la Segunda República Española por lo que todo símbolo o alusión monárquica es eliminada.
- Real Madrid Football Club: (1940-41) Tras la instauración del Estado Español son restauradas las alusiones monárquicas.
- Real Madrid Club de Fútbol: (1941-Act.) Del mismo modo se produjo una castellanización de los anglicismos adoptándolo el club un año después.

### Acuerdos de asociación
A lo largo de su historia el club ha mantenido diversos acuerdos con otros clubes para favorecer el crecimiento institucional. El más significativo es el mantenido con la Agrupación Deportiva Plus Ultra bajo la premisa de club filial. De igual modo, varios clubes de formación o amateurs de la Comunidad de Madrid y de España mantienen similares acuerdos de colaboración o convenios, donde hay unas ayudas deportivas y económicas recíprocas.
En la actualidad reciente los madrileños firmaron también acuerdos con clubes extranjeros como el Royal Standard de Liège, en 2008 para la formación conjunta de futbolistas, o el Tottenham Hotspur Football Club, en el año 2012, que favoreció las relaciones deportivas y comerciales entre ambas entidades. Del mismo modo, en 2021, firmó un convenio con la S. P. A. L. en vistas a ayudar al crecimiento del club italiano, realizar visitas a las instalaciones madrileñas y tener acceso a jóvenes promesas.

## Palmarés
|  | Para más detalles, consultar Palmarés del Real Madrid Club de Fútbol |

El Real Madrid C. F. acumula en sus ciento veintiún años de historia numerosos trofeos tanto nacionales como internacionales. Entre ellos destacan por importancia, quince Copas de Europa, dos Copas de la UEFA, seis Supercopas de Europa, dos Copas Latinas, dos Pequeñas Copas del Mundo, una Copa Iberoamericana, tres Copas Intercontinentales, una Copa Intercontinental de la FIFA y cinco Copas Mundiales de Clubes en el plano internacional; y treinta y seis Ligas, veinte Copas de España, trece Supercopa de España, una Copa de la Liga, una Copa Eva Duarte, cinco Trofeos Mancomunados, dieciocho Campeonatos Regionales y cuatro Copas Regionales en los campeonatos nacionales.
Considerado por la FIFA como el mejor club del siglo XX, es además uno de los cinco clubes que posee la Copa de Europa en propiedad —y el único en poseer el primer trofeo original en propiedad, otorgado por la UEFA por ser el más laureado en el momento de la remodelación del trofeo— lo que le otorga el derecho a llevar en la manga izquierda de su uniforme la insignia de campeón múltiple de la competición. En ella se ha enfrentado a ciento trece rivales distintos en las cincuenta y cinco ediciones disputadas en la considerada como la máxima competición europea a nivel de clubes, donde es el más laureado y su líder histórico.

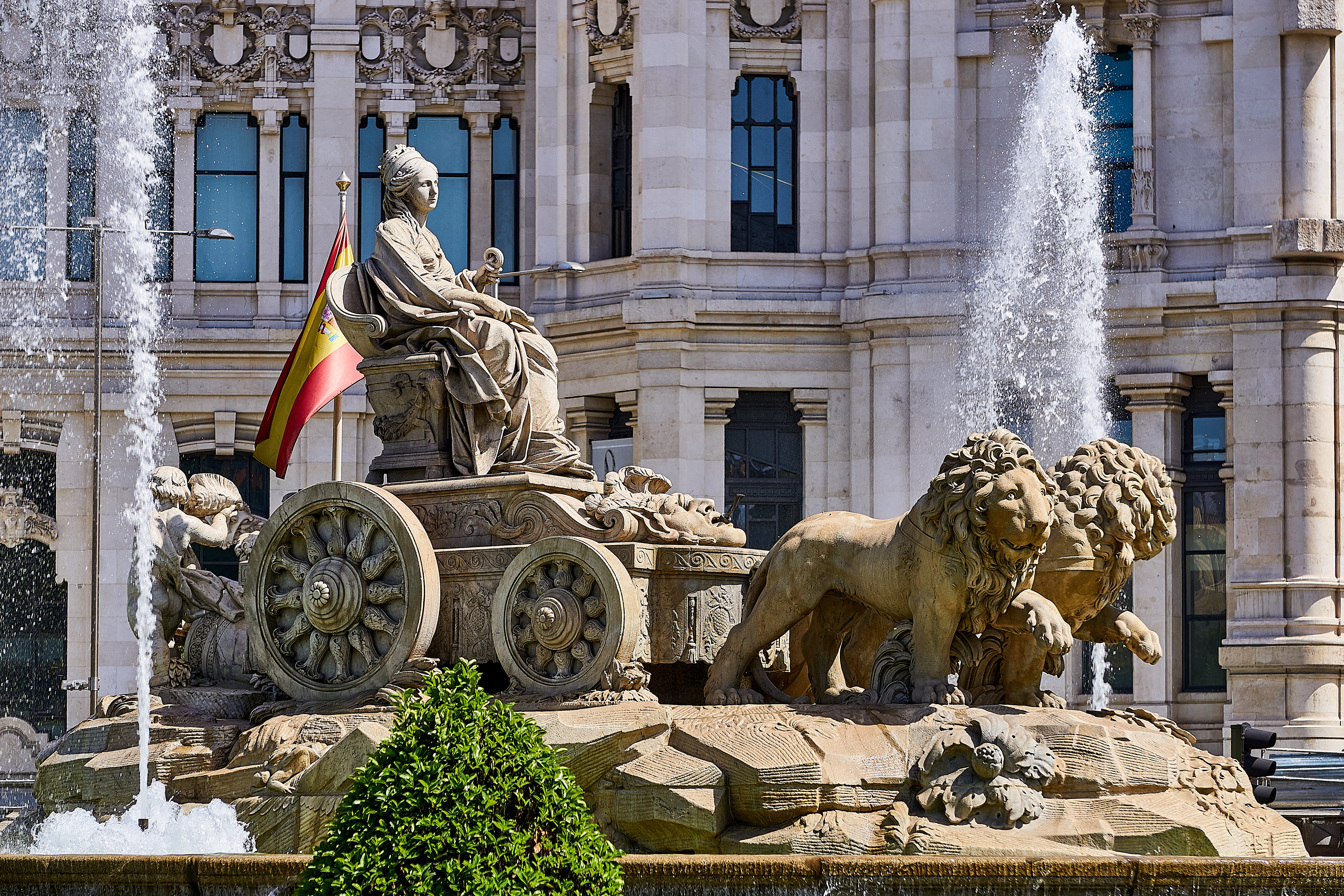
La Fuente de Cibeles, lugar popular de celebración de los títulos madridistas desde el año 1988.

En su país posee cinco trofeos de la Primera División de España en propiedad por haber ganado la competición tres veces consecutivas o bien por cinco alternas, y dos trofeos de Copa del Rey en propiedad, el primero por el mismo motivo y el segundo por el cambio de nombre de la competición. Los madrileños han disputado de forma ininterrumpida desde que se crease en 1929 la Primera División, sin haber descendido nunca, mérito que comparte con al Athletic Club y el Fútbol Club Barcelona.
Fue considerado por la Federación Internacional de Historia y Estadística de Fútbol (IFFHS) como el mejor club del mundo en los años 2000, 2002, 2014 y 2017, además de ser el primer club incluido por la International Football Hall of Champions (IFHOC) —institución colaboradora oficial de la FIFA— en el salón de la fama del fútbol, merced sobre todo a los citados éxitos continentales.
En cuanto a partidos sin perder, el club ostenta las mejores rachas del fútbol español. Entre los años 2016 y 2017 el club consiguió una secuencia de cuarenta partidos consecutivos invicto en todas las competiciones, lo que significa el mejor registro en la historia de su país, cuarto mejor en toda Europa, y quinto mundial, y se queda a cinco partidos del registro del Građanski Nogometni Klub Dinamo Zagreb establecido en 2015 —el Bayer Leverkusen superó en la temporada 2023/24 el registro del G. N. K. Dinamo Zagreb—. Respecto a victorias consecutivas, es con veintidós la decimosegunda mejor marca establecida por un club en el mundo, mientras que refiriéndose a partidos en el campeonato de liga en su propio estadio, estuvo entre 1957 y 1965 —un período de ocho años— imbatido para sumar un total de 121 partidos sin perder. Así mismo el club detenta el récord español convirtiendo goles en partidos oficiales de forma consecutiva ubicándose tercero a nivel mundial junto al Santos Futebol Clube con 73 partidos consecutivos, 12 menos que el Fútbol Club Bayern de Múnich y 23 menos que la marca mundial que ostenta el Club Atlético River Plate.
Nota: en negrita competiciones vigentes en la actualidad. Indicado el récord del torneo  y el compartido 

### Torneos nacionales
| Competiciones nacionales           | Títulos | Subcampeonatos |
| ---------------------------------- | --- | --- |
| Primera División de España (36/26) | 1932, 1933, 1954, 1955, 1957, 1958, 1961, 1962, 1963, 1964, 1965, 1967, 1968, 1969, 1972, 1975, 1976, 1978, 1979, 1980, 1986, 1987, 1988, 1989, 1990, 1995, 1997, 2001, 2003, 2007, 2008, 2012, 2017, 2020, 2022, 2024. | 1929, 1934, 1935, 1936, 1942, 1945, 1959, 1960, 1966, 1981, 1983, 1984, 1992, 1993, 1999, 2005, 2006, 2009, 2010, 2011, 2013, 2015, 2016, 2021, 2023, 2025. |
| Copa del Rey (20/21)               | 1905, 1906, 1907, 1908, 1917, 1934, 1936, 1946, 1947, 1962, 1970, 1974, 1975, 1980, 1982, 1989, 1993, 2011, 2014, 2023.                                                                                                 | 1903, 1916, 1918, 1924, 1929, 1930, 1933, 1940, 1943, 1957-58, 1959-60, 1960-61, 1967-68, 1979, 1983, 1990, 1992, 2002, 2004, 2013, 2025.                   |
| Supercopa de España (13/7)         | 1988, 1989, 1990, 1993, 1997, 2001, 2003, 2008, 2012, 2017, 2020, 2022, 2024. | 1982, 1995, 2007, 2011, 2014, 2023, 2025. |
| Copa de la Liga (1/1)              | 1985. | 1983. |
| Copa Eva Duarte (1/0)              | 1947. | |

### Torneos internacionales
| Competiciones internacionales          | Títulos                                                                                   | Subcampeonatos    |
| -------------------------------------- | ----------------------------------------------------------------------------------------- | ----------------- |
| Copa Mundial de Clubes (5/0)           | 2014, 2016, 2017, 2018, 2022.                                                             |                   |
| Copa Intercontinental de la FIFA (1/0) | 2024.                                                                                     |                   |
| Copa Intercontinental (3/2)            | 1960, 1998, 2002.                                                                         | 1966, 2000.       |
| Liga de Campeones (15/3)               | 1956, 1957, 1958, 1959, 1960, 1966, 1998, 2000, 2002, 2014, 2016, 2017, 2018, 2022, 2024. | 1962, 1964, 1981. |
| Supercopa de Europa (6/3)              | 2002, 2014, 2016, 2017, 2022, 2024.                                                       | 1998, 2000, 2018. |
| Liga Europa (2/0)                      | 1985, 1986.                                                                               |                   |
| Recopa de Europa (0/2)                 |                                                                                           | 1971, 1983.       |

### Otros torneos internacionales
| Competiciones internacionales | Títulos     | Subcampeonatos |
| ----------------------------- | ----------- | -------------- |
| Copa Latina (2/0)             | 1955, 1957. |                |
| Copa Iberoamericana (1/0)     | 1994.       |                |
|                               |             |                |
| Pequeña Copa del Mundo* (2/1) | 1952, 1956. | 1963.          |
| Copa Ibérica* (0/1)           |             | 2000.          |

(*) Algunos clubes la contabilizan en su propio palmarés personal; no obstante, sin ser oficial por ningún estamento continental ni mundial.

### Torneos regionales
| Competiciones regionales             | Títulos | Subcampeonatos                 |
| ------------------------------------ | --- | ------------------------------ |
| Campeonato de Madrid / Centro (18/5) | 1903*, 1905, 1906, 1907*, 1908, 1913, 1916, 1917, 1918, 1920, 1922, 1923, 1924, 1926, 1927, 1929, 1930, 1931. | 1903*, 1911, 1919, 1925, 1928. |
| Trofeo Mancomunado (5/1)             | 1932, 1933, 1934, 1935, 1936.                                                                                 | 1940.                          |
| Copa Federación Centro (4/1)         | 1923, 1928, 1943, 1945.                                                                                       | 1941.                          |

(*) El Campeonato de Madrid de 1903 se incluye en el palmarés de Real Madrid C. F. aunque fue ganado por el Moderno Football Club pues fue absorbido por el primero. Mientras que el torneo de 1907 está contabilizado aunque fue anulado por la Federación de Madrid por incumplimiento de las normas del campo de juego.
Por otra parte, el Trofeo Madrid 2012 (contabilizado en torneos amistosos) fue una competición futbolística de carácter amistoso, para dar impulso a la candidatura de la ciudad de Madrid para la concesión de los Juegos Olímpicos del año 2012. Impulsada por iniciativa del Ayuntamiento de Madrid, con el apoyo de las instancias deportivas de la ciudad y de la Federación Madrileña de Fútbol, y considerada la competición sucesora de las competiciones regionales entre clubes madrileños, a pesar de contar solamente con dos ediciones. Fue conquistada por el Real Madrid en la edición de 2002, y quedó subcampeón en la edición de 2003.

### Reconocimientos internacionales
| Distinción                                      | Año                           |
| ----------------------------------------------- | ----------------------------- |
| Mejor Club de Fútbol del Siglo XX de Kicker (1) | 1998.                         |
| Club del Siglo XX FIFA (1)                      | 2000.                         |
| Orden del Mérito de la FIFA (1)                 | 2004.                         |
| Club del Siglo XX de Europa IFFHS (1)           | 2009.                         |
| 1er Club Legendario del Mundo (1)               | 2014.                         |
| Club del Siglo XXI de Globe Soccer (1)          | 2020.                         |
| Club del año IFFHS (5)                          | 2000, 2002, 2014, 2017, 2024. |
| Premio Laureus a Mejor equipo del año (1)       | 2025.                         |

### Trayectoria
|  | Para más detalles, consultar Trayectoria del Real Madrid Club de Fútbol y Estadísticas del Real Madrid Club de Fútbol |

El equipo es uno de los tres únicos que ha disputado siempre la Primera División —máxima competición de clubes en España— desde su fundación en la temporada 1928-29 sumando un total de noventa y cuatro apariciones. Ocupa el primer puesto en la clasificación entre los sesenta y tres participantes históricos además de ser el más laureado con treinta y seis títulos. Su peor actuación se registró en la temporada 1947-48 cuando finalizó en undécimo puesto.
En cuanto al panorama internacional, el club fue uno de los clubes que participaron en la primera edición de la Copa de Europa —actual Liga de Campeones (en. Champions League) y más prestigiosa competición de clubes en Europa—, habiéndola disputado desde entonces un total de cincuenta y cinco temporadas con ausencia en quince ediciones; es, por tanto, el club con más presencias. En ellas sumó un total de quince títulos que le sitúan como el mejor equipo de la competición entre sus 536 participantes históricos.
En el resto de competiciones oficiales nacionales suma un total de ciento treinta y ocho apariciones —destacando ciento doce presencias en la Copa del Rey, segunda competición por importancia en España, sobre ciento veintiuna posibles— para treinta y seis ausencias en alguna de ellas; y treinta y ocho apariciones en el resto de competiciones oficiales internacionales para dos ausencias en temporada de competiciones UEFA. Entre ellas destacan nueve en la Copa UEFA / Liga Europa y cuatro en la extinta Recopa de Europa.
Nota: En negrita competiciones activas.
| \| Competición \| P.J. \| P.G. \| P.E. \| P.P. \| G.F. \| G.C. \| Mejor resultado \| \| ----------------------------------------------------------------------- \| ---- \| ---- \| ---- \| ---- \| ---- \| ---- \| --------------- \| \| Campeonato de Liga de Primera División \| 3066 \| 1846 \| 613 \| 607 \| 6561 \| 3414 \| Campeón \| \| Campeonato de España de Copa \| 632 \| 367 \| 105 \| 160 \| 1417 \| 747 \| Campeón \| \| Copa Eva Duarte / Supercopa de España \| 40 \| 19 \| 6 \| 15 \| 78 \| 62 \| Campeón \| \| Copa de la Liga de España \| 16 \| 4 \| 6 \| 6 \| 29 \| 32 \| Campeón \| \| \| \| \| \| \| \| \| \| \| Copa de Europa / Liga de Campeones de la UEFA \| 503 \| 302 \| 85 \| 116 \| 1104 \| 558 \| Campeón \| \| Copa Intercontinental / Intercontinental de la FIFA / Mundial de Clubes \| 28 \| 20 \| 4 \| 4 \| 64 \| 31 \| Campeón \| \| Copa de la UEFA / Liga Europa de la UEFA \| 64 \| 33 \| 10 \| 21 \| 111 \| 75 \| Campeón \| \| Supercopa de la UEFA \| 9 \| 6 \| 0 \| 3 \| 17 \| 11 \| Campeón \| \| Recopa de Europa de la UEFA \| 31 \| 16 \| 9 \| 6 \| 57 \| 24 \| Subcampeón \| \| Copa Latina \| 4 \| 4 \| 0 \| 0 \| 10 \| 1 \| Campeón \| \| Copa Iberoamericana Conmebol \| 2 \| 1 \| 0 \| 1 \| 4 \| 3 \| Campeón \| \| \| \| \| \| \| \| \| \| \| Total \| 4395 \| 2618 \| 838 \| 939 \| 9452 \| 4958 \| 106 títulos \| \| Ver estadísticas completas \| \| \| \| \| \| \| \| Estadísticas actualizadas hasta el último partido jugado el 9 de julio de 2025. Fuentes: Liga de Fútbol Profesional (LFP) - UEFA - FIFA Archivado el 16 de junio de 2018 en Wayback Machine. - CIHEFE - BDFutbol - leballonrond.fr |      |      |      |      |      |      |                 |
| Competición | P.J. | P.G. | P.E. | P.P. | G.F. | G.C. | Mejor resultado |
| Campeonato de Liga de Primera División | 3066 | 1846 | 613  | 607  | 6561 | 3414 | Campeón         |
| Campeonato de España de Copa | 632  | 367  | 105  | 160  | 1417 | 747  | Campeón         |
| Copa Eva Duarte / Supercopa de España | 40   | 19   | 6    | 15   | 78   | 62   | Campeón         |
| Copa de la Liga de España | 16   | 4    | 6    | 6    | 29   | 32   | Campeón         |
| |      |      |      |      |      |      |                 |
| Copa de Europa / Liga de Campeones de la UEFA | 503  | 302  | 85   | 116  | 1104 | 558  | Campeón         |
| Copa Intercontinental / Intercontinental de la FIFA / Mundial de Clubes | 28   | 20   | 4    | 4    | 64   | 31   | Campeón         |
| Copa de la UEFA / Liga Europa de la UEFA | 64   | 33   | 10   | 21   | 111  | 75   | Campeón         |
| Supercopa de la UEFA | 9    | 6    | 0    | 3    | 17   | 11   | Campeón         |
| Recopa de Europa de la UEFA | 31   | 16   | 9    | 6    | 57   | 24   | Subcampeón      |
| Copa Latina | 4    | 4    | 0    | 0    | 10   | 1    | Campeón         |
| Copa Iberoamericana Conmebol | 2    | 1    | 0    | 1    | 4    | 3    | Campeón         |
| |      |      |      |      |      |      |                 |
| Total | 4395 | 2618 | 838  | 939  | 9452 | 4958 | 106 títulos     |
| Ver estadísticas completas |      |      |      |      |      |      |                 |

Evolución
Nota: las temporadas 1936-37, 1937-38 y 1938-39 no fueron disputadas debido a la Guerra Civil.

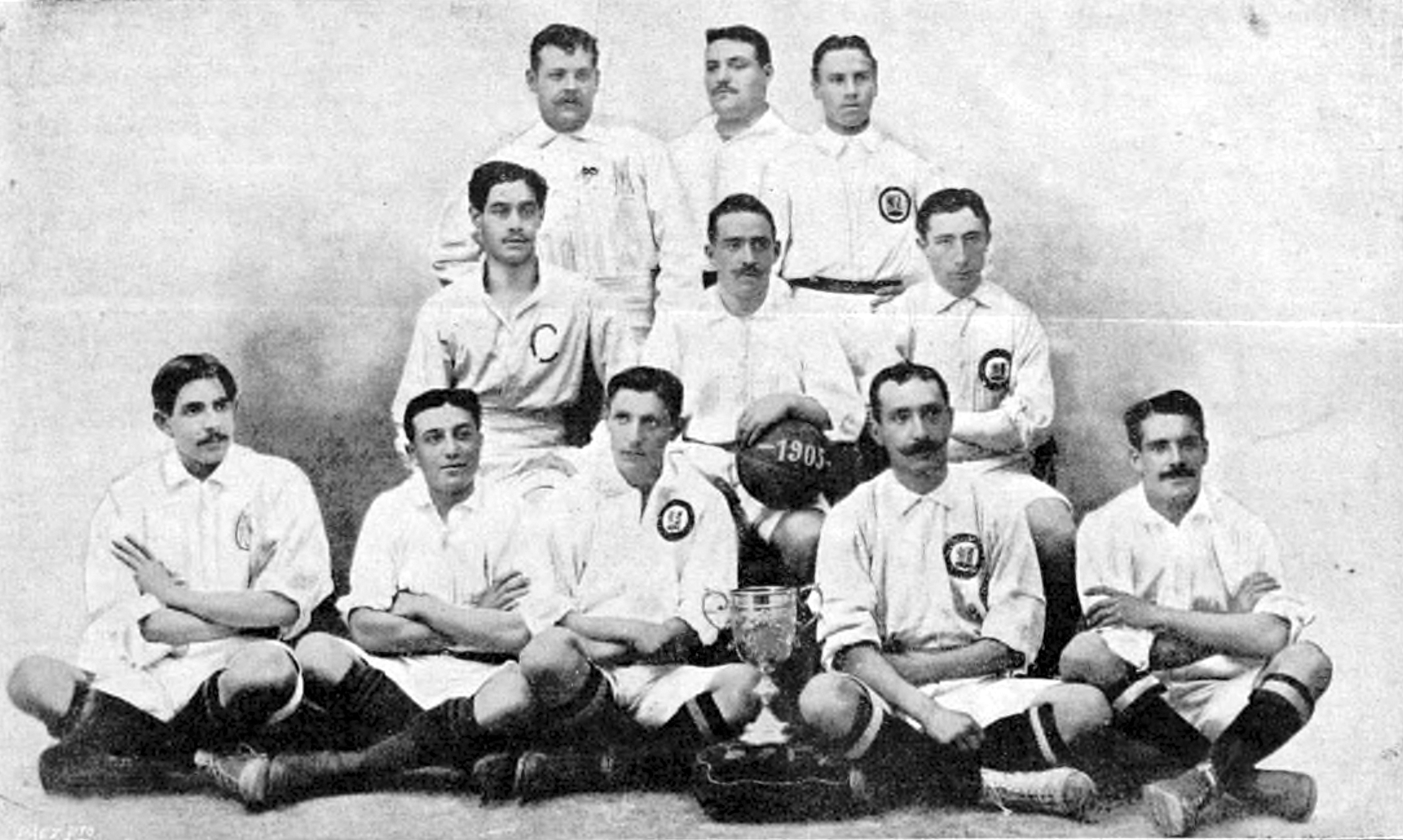
El equipo posa junto a su primer título nacional oficial, la Copa del Rey de 1905.

■ 1.ª División

## Organigrama deportivo
Para un completo detalle de la temporada en curso, véase Temporada 2025-26 del Real Madrid Club de Fútbol

### Jugadores
Durante los más de ciento veinte años de la entidad han vestido la camiseta del club más de mil doscientos futbolistas. Entre ellos han jugado algunos de los considerados como los mejores jugadores de su época y de la historia del fútbol. Reconocidos por su amplio palmarés tanto a nivel de club como a nivel internacional de selecciones, los jugadores de nacionalidad argentina son los más representados —a excepción de los españoles— con un total de veintinueve futbolistas. En total, más de doscientos cuarenta jugadores extranjeros han defendido la camiseta blanca desde que Arthur Johnson lo hiciera en el primer partido oficial del club contra otra sociedad.
El hispanoargentino Alfredo Di Stéfano y el hispanohúngaro Ferenc Puskás fueron incluidos por la IFHOC en el salón de la fama del fútbol en su primera gala —donde también fue incluido el club por su especial relevancia—, y fueron los dos primeros jugadores en formar parte del selecto historial, y al que posteriormente se añadió el brasileño Waldir Pereira Didí antes de que el proyecto se IFHOC-FIFA se interrumpiese. El proyecto, dedicado a preservar la memoria de relevantes personajes de la historia del balompié, se reanudó en 2011 en México con la aprobación de la FIFA bajo el nombre de Salón de la Fama del Fútbol Internacional. En él fueron incluidos nuevamente Alfredo Di Stéfano y Ferenc Puskás, y a los que se unieron Zinedine Zidane, Hugo Sánchez, Ricardo Zamora, Emilio Butragueño, Santiago Bernabéu, Paco Gento, Raymond Kopa y Didí —como «decanos» o de especial trascendencia—, Vicente del Bosque, Luís Figo, Ronaldo Nazário, Jorge Valdano, Raúl González, Fabio Cannavaro y Roberto Carlos como los diecisiete exintegrantes del club en ser incluidos, siendo la entidad más representada.
Además destacan en la historia madridista los jugadores que más años estuvieron bajo disciplina del equipo, el cántabro Paco Gento y el gallego Miguel Ángel González con un total de dieciocho temporadas cada uno en el primer equipo y Gento fue además el jugador que más títulos oficiales logró como jugador del club con un total de veintitrés, hito que fue igualado, y posteriormente superado, por Marcelo Vieira en 2022. Honor destacable es el logrado por el murciano Miguel Porlán Chendo y el madrileño Manolo Sanchís al ser los únicos futbolistas en la historia madridista en desarrollar la totalidad de su carrera profesional en el club, formando así parte del denominado One Club Man.
En cuanto al número de partidos y goles, el madrileño Raúl González encabeza la lista con un balance de 741 partidos —dieciséis por encima de Iker Casillas— y encabezaba la lista de goleadores históricos con 323 —quince por delante de Di Stéfano, jugador que cambió la historia del club—, antes de verse superado por Cristiano Ronaldo en la temporada 2015-16. Cabe destacar a Roberto Carlos, quien fuera el extranjero con más partidos disputados con la camiseta blanca con 527, hasta ser superado por Karim Benzema en 2020.
| Máximos goleadores | Máximos goleadores       | Máximos goleadores | Más partidos disputados | Más partidos disputados | Más partidos disputados | Más temporadas disputadas | Más temporadas disputadas                                                                                  | Más temporadas disputadas |
| ------------------ | ------------------------ | ------------------ | ----------------------- | ----------------------- | ----------------------- | ------------------------- | --- | ------------------------- |
| 1.                 | Cristiano Ronaldo        | 450 goles          | 1.                      | Raúl González           | 741 partidos            | 1.                        | Paco Gento / Miguel Ángel                                                                                  | 18 años                   |
| 2.                 | Karim Benzema            | 354 goles          | 2.                      | Iker Casillas           | 725 partidos            | 2.                        | Carlos Alonso Santillana / Manolo Sanchís                                                                  | 17 años                   |
| 3.                 | Raúl González            | 323 goles          | 3.                      | Manolo Sanchís          | 710 partidos            | 3.                        | José Martínez Pirri / José Antonio Camacho / Raúl González / Iker Casillas / Sergio Ramos / Marcelo Vieira | 16 años                   |
| 4.                 | Alfredo Di Stéfano       | 308 goles          | 4.                      | Sergio Ramos            | 671 partidos            | 4.                        | Mariano García Remón / Miguel Porlán Chendo / José María Gutiérrez Guti                                    | 15 años                   |
| 5.                 | Carlos Alonso Santillana | 290 goles          | 5.                      | Karim Benzema           | 648 partidos            | 5.                        | Félix Quesada / Amancio Amaro / Fernando Hierro / Karim Benzema                                            | 14 años                   |
| Ver lista completa | Ver lista completa       | Ver lista completa | Ver lista completa      | Ver lista completa      | Ver lista completa      | Ver lista completa        | Ver lista completa                                                                                         | Ver lista completa        |

Nota: En negrita los jugadores activos en el club. Temporadas contabilizadas con ficha del primer equipo.

### Plantilla
Merecen ser destacadas algunas generaciones de futbolistas del equipo como el «Madrid de Di Stéfano» —equipo que consiguió conquistar cinco Copas de Europa consecutivas, conociéndosele también por el seudónimo del «Madrid de las cinco Copas de Europa», y por el que el simpatizante es conocido con el apelativo de «vikingo»—; el «Madrid de los yeyé» —equipo formado exclusivamente por jugadores españoles que consiguió la sexta Copa de Europa del club—, el «Madrid de los García» —plantilla subcampeona de la Copa de Europa que consiguió alcanzar la final del máximo torneo continental tras quince años de ausencia— el «Madrid de la Quinta del Buitre» —equipo que conquistó cinco Ligas consecutivas y dos Copas de la UEFA—, el denominado «Madrid de los Galacticos» —equipo que ganó cinco títulos, entre ellos una Copa de Europa, una Supercopa de Europa y una Copa Intercontinental— o más recientemente las dos etapas del «Madrid de Zidane», que ganó once títulos en cinco años, en específico, tres Copas de Europa consecutivas, dos Supercopas de Europa y dos Mundiales de Clubes, dos Liga Española y dos Supercopa de España. En lo individual, siete fueron los jugadores que jugando bajo disciplina del club fueron designados como el mejor jugador del mundo.
Todos los futbolistas de la actual plantilla han sido internacionales al menos una vez en alguna categoría a lo largo de su carrera deportiva. Entre ellos, los más representados a fecha de las últimas convocatorias corresponden a la selección española absoluta con cuatro representantes, sumando entre todas las categorías españolas un total de siete futbolistas entre los once españoles habitualmente convocados. Entre ellos, destaca el ya mencionado Sergio Ramos como el jugador de campo que más veces ha vestido la camiseta de la selección absoluta española en su historia con 180, superando en 2019 en el global al guardameta Iker Casillas (167), exjugador del club durante dieciséis temporadas.
Asimismo sobresale también Cristiano Ronaldo al ser el máximo goleador en la historia de las selecciones nacionales, y como integrante del Century Club por haber disputado cien o más partidos con su selección, la misma circunstancia que también lograron Sergio Ramos, Raúl González, Iker Casillas y Xabi Alonso con la selección española, el rumano Gică Hagi, el danés Michael Laudrup, los brasileños Roberto Carlos y Robinho de Souza, los también portugueses Luís Figo y Képler Lima Pepe, el inglés David Beckham, el francés Zinedine Zidane, el italiano Fabio Cannavaro, los cameruneses Geremi Njitap y Samuel Eto'o, los neerlandeses Wesley Sneijder y Rafael van der Vaart, el mexicano Javier Hernández Chicharito, el argentino Ángel di María, el croata Luka Modrić y el belga Eden Hazard.
La procedencia de los jugadores indica el anterior club que poseía los derechos del jugador, pese a que este proceda de otro club cedido, en caso de ya pertenecer al Real Madrid.
- Los jugadores con dorsales superiores al 25 son, a todos los efectos, jugadores de los equipos formativos del club y como tales, podrán compaginar partidos con ambos equipos. Como exigen las normas de la LaLiga, los jugadores de la primera plantilla deberán llevar los dorsales del 1 al 25. Del 26 en adelante serán jugadores de los equipos filiales.
- Según normativa UEFA, cada club solo puede tener en plantilla un máximo de tres jugadores extracomunitarios, que ocupen plaza de extranjero, mientras que un canterano debe permanecer al menos tres años en edad formativa en el club (15-21 años) para ser considerado como tal.[523][524][525][526]

### Cuerpo técnico

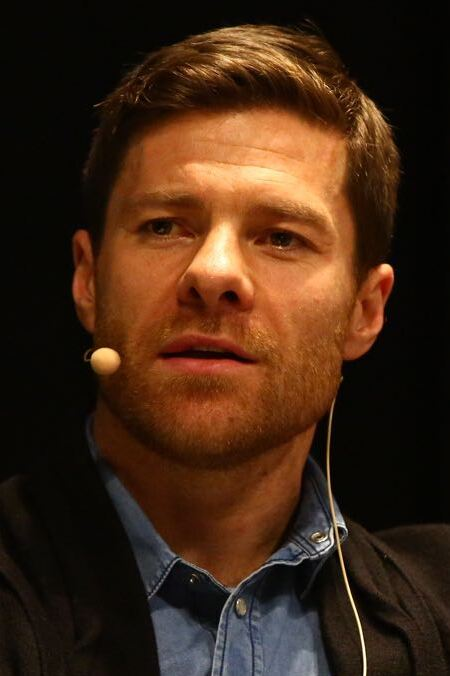
Xabi Alonso, entrenador desde junio de 2025.

Tras la remodelación en el organigrama deportivo del club llevada a cabo en el año 2012 se vio afectada la parcela del «staff» técnico de la primera plantilla. En ella la figura de entrenador pasó a ser denominada como mánager deportivo, variando sus funciones y encargándose de toda la sección deportiva de la sección futbolística, desde la planificación y desarrollo de los futbolistas hasta el trabajo de campo, conocido como entrenador o preparador.
Tras los periodos como preparadores del primer equipo del francés Zinedine Zidane, y del italiano Carlo Ancelotti, dos de los entrenadores más laureados de la historia madridista, asumió el cargo el tolosarra Xabi Alonso, quien estuvo como futbolista bajo las órdenes de Zidane y Ancelotti durante una de las etapas más laureadas del club. En sus apenas cinco temporadas disputadas contabilizó un total de 236 encuentros en los que conquistó un campeonato de Liga, dos Copas, una Supercopa, una Liga de Campeones y una Supercopa de Europa.
El Real Madrid Club de Fútbol ha tenido un total de cuarenta y ocho entrenadores durante su historia, en la que, debido a su repercusión internacional, ha llegado a contar con el servicio de múltiples entrenadores de distintas nacionalidades, y son los de nacionalidad española los más numerosos con un total de veintiséis. El primer entrenador-jugador que desempeñó labores de enseñanza fue el inglés Arthur Johnson, en 1910, años después de los orígenes del club en 1900, puesto que hasta entonces todas las decisiones eran tomadas por el presidente y la junta directiva, pero con el paso del tiempo, el fútbol fue adquiriendo cada vez más detalles técnicos y tácticos, se hizo indispensable la creación de una figura encargada de tales cometidos. Ha sido tal la evolución de la táctica y la exigencia de este deporte, que actualmente se ha llegado a popularizar el uso de la figura de un segundo entrenador que complementa el trabajo del «mánager» principal. El primer entrenador, oficial a todos los efectos, fue el malagueño Juanito Cárcer, el primero en el país.
Entre todos los entrenadores que ha tenido el primer equipo, destaca sobremanera el español Miguel Muñoz, quien estuvo al frente durante un total de quince temporadas en los que contabilizó 605 partidos y en los que conquistó catorce títulos oficiales para el club —252 partidos más que el italiano Carlo Ancelotti, quien es el más laureado de la historia madridista con quince títulos, uno más que Muñoz—. En cuanto a rendimiento, fue el portugués José Mourinho el que acumuló mejores números, con un 71.91 % de victorias en 178 encuentros, superando el 70,57 % obtenido por el mencionado Ancelotti.
En la actualidad, el cargo de segundo entrenador o adjunto se encuentra desempeñado por el argentino Sebastián Parrilla.

### Directiva

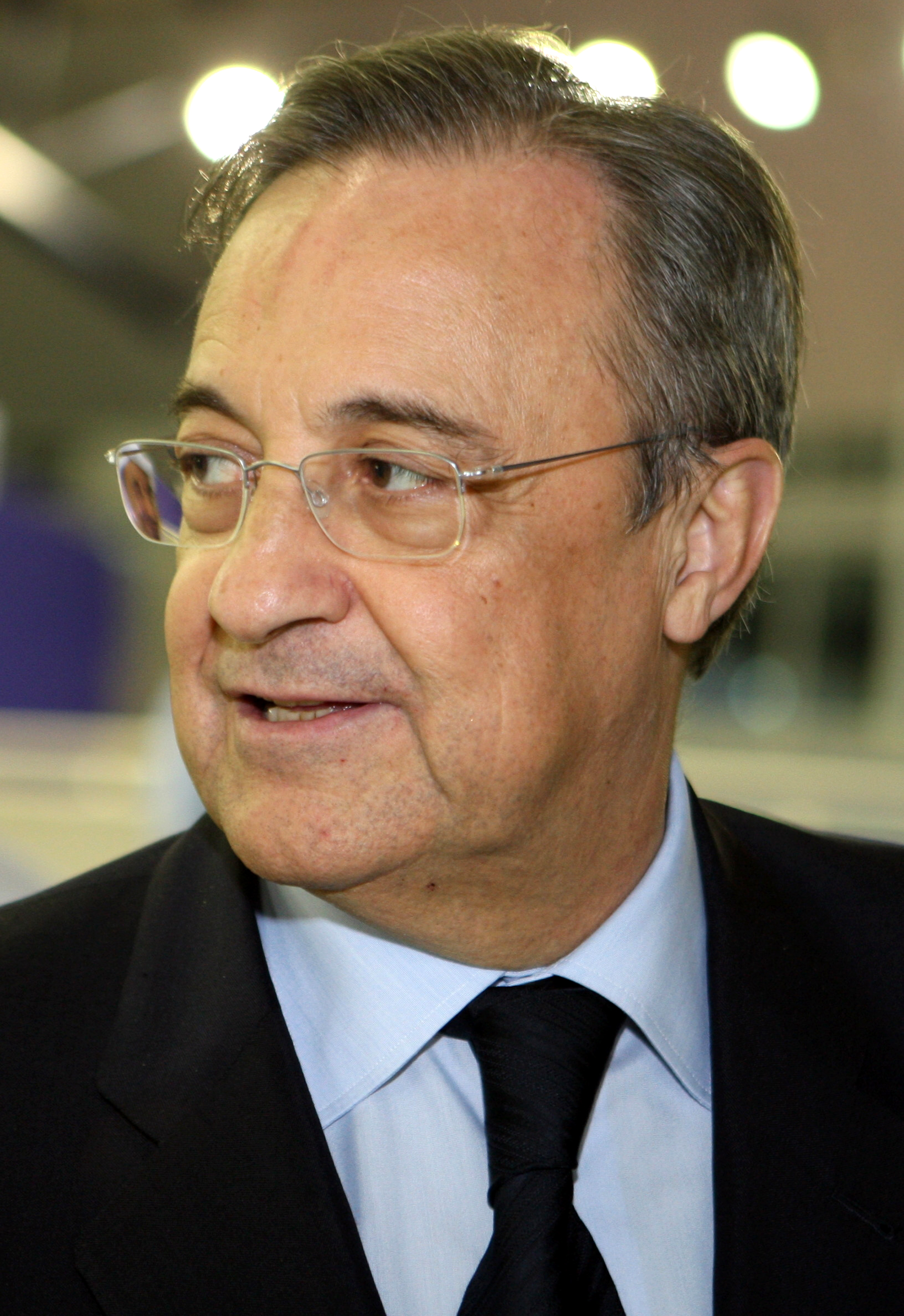
Florentino Pérez, presidente del club desde 2009, año en el que inició su segundo mandato.

Desde el primer presidente oficial del club Juan Padrós, en 1902, han pasado por el máximo cargo de la entidad un total de dieciocho presidentes, incluyendo los segundos mandatos de Adolfo Meléndez y Florentino Pérez, y la presidencia de Julián Palacios, que figura en los estatutos como primer presidente en la historia del club entre los años 1900-02, cuando se crea la entidad sin ser legalizado aún tras la escisión acontecida en la (Sociedad) Sky Foot-ball, club predecesor de la (Sociedad) Madrid Foot-ball Club.
Entre ellos, destacó la presidencia de Santiago Bernabéu, undécimo presidente del club, que se mantuvo en el cargo treinta y cinco años. Fue sin duda el más importante en la historia del club debido a su carisma, logros deportivos —tanto como futbolista como de directivo—, y se erigió como el máximo responsable del crecimiento de la sociedad tanto a nivel institucional como deportivo.
Bajo su mandato no solo impulsó al propio club, sino al fútbol en España y en Europa en su conjunto, y fue uno de los responsables e impulsores de la creación de diversas competiciones de este y otros deportes con las que favoreció así a sus desarrollos.
Tras las últimas elecciones a la presidencia y la junta directiva, en las que hubo una sola candidatura, los distintos cargos del club para la temporada 2017-18 fueron ocupados por los mismos responsables que durante los dos mandatos anteriores con el madrileño Florentino Pérez al frente, y recayeron las direcciones deportivas de fútbol en el entrenador Zinedine Zidane y Ramón Martínez de manera provisoria, y de baloncesto en Juan Carlos Sánchez y Alberto Herreros.
Florentino vive su quinta etapa al frente del club, en el que es su tercer mandato al ser reelegido en la temporada 2017-18, continuando con el sólido proyecto a nivel deportivo y social en la que el club vivió una de sus épocas más laureadas.
Bajo su amparo el club conquistó siete campeonatos de Liga, tres Copas del Rey, siete Supercopas de España, siete Copas de Europa, seis Supercopas de Europa, una Copa Intercontinental, cinco Mundiales de Clubes y una Copa Intercontinental de la FIFA para un total de treinta y siete títulos en veinte años —superando los logrados bajo el mandato de Santiago Bernabéu en cuatro títulos—, además de tres Euroligas, una Copa Intercontinental, ocho Ligas, siete Copas del Rey y nueve Supercopas de España en baloncesto, lo que arroja un total de sesenta y cinco títulos para la entidad. Pero sin duda, donde más repercusión tuvieron sus presidencias fue en el aspecto económico. Bajo su gestión el club se situó como el club deportivo más rico del mundo llegando a obtener unos beneficios anuales de más de 600 millones de euros, lo que permitió al club acabar con la histórica deuda que arrastraba desde la primera mitad del siglo pasado, además de expandir cualitativamente la imagen del club.

## Categorías inferiores
|  | Para más detalles, consultar Fútbol base del Real Madrid Club de Fútbol |

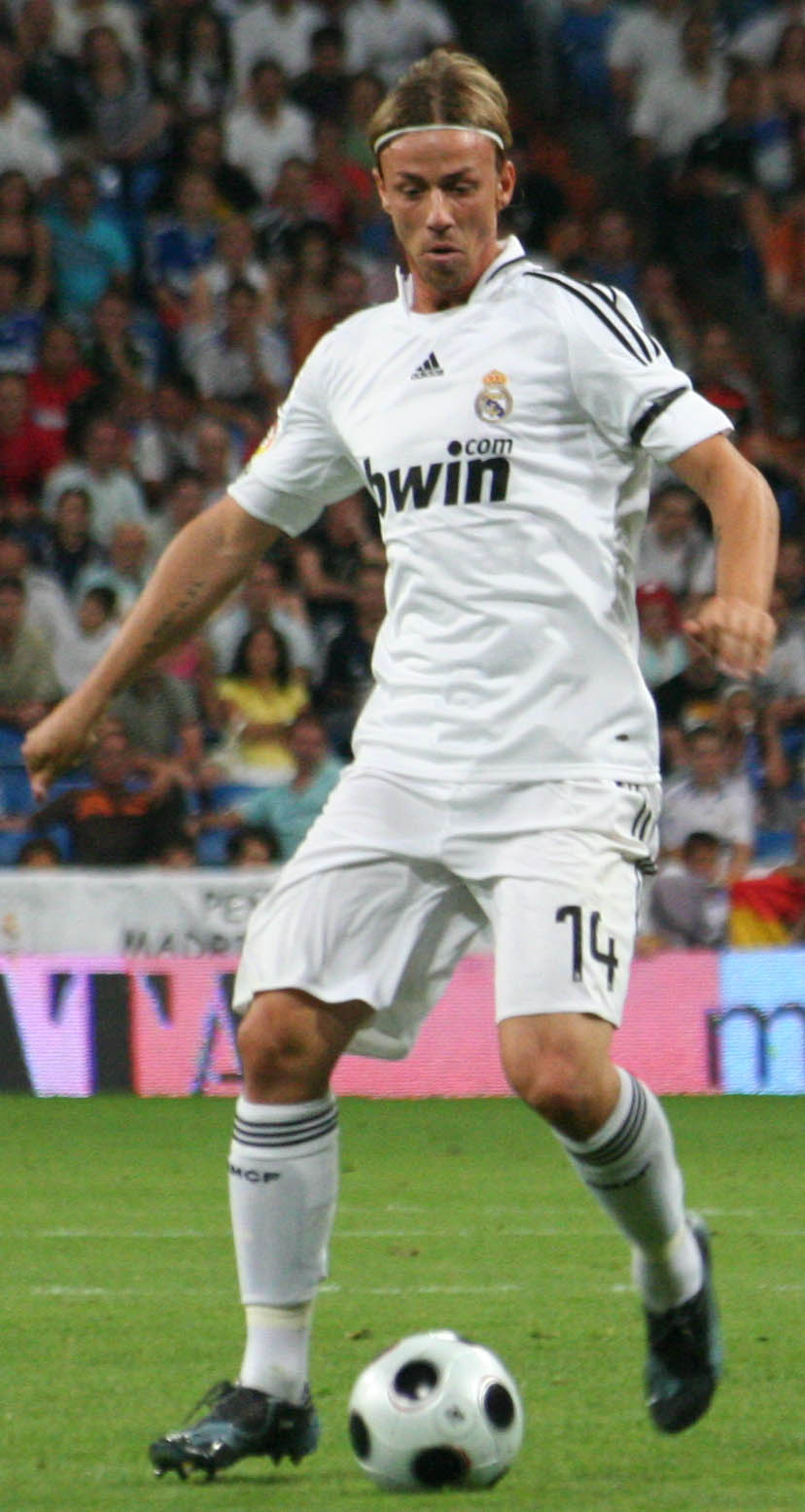
José María Gutiérrez “Guti”, uno de los canteranos más exitosos.

La cantera del club, conocida desde principios del siglo XXI como «La Fábrica», ha sido siempre una de las más fructíferas de España, y es de las más importantes y que mayores éxitos acumulan, y ha sido considerada en múltiples ocasiones como la mejor cantera de futbolistas de Europa. Su objetivo es el de abastecer —desde su reestructuración en 1950— de balompedistas con futuro prometedor a la primera plantilla, si bien ya existían equipos de formación desde los inicios de la entidad. Abarca secciones desde la edad de benjamines hasta la de juveniles antes de acceder a los equipos filiales del club, el Real Madrid Castilla C. F., y el Real Madrid C. F. «C» —refundado este en 2022—. La citada escuadra juvenil se unió en 2020 a la sección masculina, y la de baloncesto, como las secciones vigentes del club en ser campeonas de Europa.
Por ella han pasado jugadores tan prestigiosos y reconocidos como Santiago Bernabéu, Juan Monjardín, Perico Escobal, Enrique Mateos, Luis Aragonés, Manuel Velázquez, Goyo Benito, Ramón Grosso, Míchel González, Emilio Butragueño, Miguel Porlán Chendo, Manolo Sanchís, Rafael Martín Vázquez, Chucho Solana, Raúl González, José María Gutiérrez Guti, Iker Casillas, Álvaro Arbeloa o Juan Mata entre muchos otros. Tal es la magnitud, que muchos equipos de la Primera y Segunda División de España han sido reforzados con numerosos futbolistas formados en el club madridista. Su filial es además, por resultados, el mejor de los conjuntos filiales del país, mientras que en un estudio realizado de las últimas dos décadas (2005-2025) por el Centro internacional de esudios deportivos CIES, es el club mundial que más futbolistas formados en su cantera posee en las grandes ligas de Europa con 166, De ellos, 59 fueron jugadores regulares del primer equipo.
En 2022 su centro de formación fue el segundo más rentable del mundo en términos económicos tras la academia del Sport Lisboa e Benfica. Desde 2015, los traspasos de sus canteranos han reportado al club un total de 330 millones de euros. La sede de dichas instalaciones del fútbol base se encuentra en la Ciudad Deportiva de Valdebebas, inaugurada en 2005, llamada Ciudad Real Madrid.

### Equipos filiales
El Real Madrid Castilla Club de Fútbol, más conocido simplemente como Castilla, es el primer filial del club a efectos legales dependientes desde el año 1972, fecha en la que adquiere los derechos federativos de la Agrupación Deportiva Plus Ultra, y que desde principios de los años 1940 hacía las funciones de club filial mediante distintos acuerdos. Con anterioridad, dichos acuerdos eran mantenidos con otros clubes de la capital, además de tener el propio club secciones inferiores o un club amateur para formar a los jugadores antes de su ascenso al primer equipo —posteriormente denominado Real Madrid Club de Fútbol «C» como su segundo filial—. Este desapareció en 2015, pero tras la reestructuración de las categorías nacionales llevada a cabo por la Real Federación Española de Fútbol, el club lo recuperó en 2022.
El Castilla, como último de los clubes formativos de la cantera blanca antes del primer equipo, milita en la Primera Federación —nueva categoría en sustitución de la antigua Segunda División «B»—, y siguiente en el escalafón a la categoría de plata de la Segunda División, en la cual militó por última vez en la temporada 2013-14. De ella se ha proclamado campeón en una ocasión en las treinta y tres temporadas en las que ha participado, lo que le convierte en el mejor equipo filial de los clubes españoles en cuanto a títulos, rendimiento y temporadas disputadas. Ha conquistado además otros once campeonatos de liga en divisiones inferiores.
Es además el único filial que posee el honor de haber disputado una competición europea de máximo nivel, al clasificarse para la Recopa de Europa de 1980-81 debido a la final de la Copa del Rey disputada el año anterior en la que se enfrentó a su equipo matriz, el Real Madrid C. F., ya clasificado para la Copa de Europa. La hazaña no ha podido ni podrá ser igualada por ningún otro filial español al cambiar la reglamentación de la Real Federación Española de Fútbol y la UEFA sobre las normas de competición referentes a los equipos filiales.
En referencia a estas, cabe resaltar que en contraposición a otras ligas europeas, los filiales de España disputan el mismo sistema divisional que cualquier otro club, esto es, sin importar su dependencia de un club matriz, circunstancia que también se da en Alemania y Francia. En Inglaterra o Italia, por citar dos ejemplos, los equipos formativos disputan sus propias ligas exclusivas. Esta cuestión suscita debate y desde hace años se estudia una posible integración en una liga independiente.

## Otras secciones deportivas
|  | Para más detalles, consultar Secciones deportivas del Real Madrid Club de Fútbol |

El Real Madrid fue fundado como un club de fútbol, pero pronto pasó a tener una marcada vocación de club polideportivo. Desde entonces y durante los más de ciento veinte años de historia del club, llegó a contar con numerosas secciones entre las que figuraron el ajedrez, atletismo masculino y femenino, baloncesto femenino, balonmano masculino y femenino, béisbol, bolo palma, boxeo, ciclismo, esgrima, fútbol sala, gimnasia artística y deportiva masculinas y femeninas, halterofilia, hockey hielo, hierba, patines y sala, lucha grecorromana, patinaje artístico sobre hielo masculino y femenino, pelota pala y cesta punta, petanca, remo, tenis de mesa o ping-pong masculino y femenino, tiro con arco o arquería y voleibol masculino y femenino. Sus secciones consiguieron diversos logros durante su existencia, llegando a tener una gran acogida y repercusión dentro del club.
Algunas de ellas se practicaban en los anexos del «estadio de Chamartín», y para permitir la práctica de otras, se llegó a construir un complejo multideportivo conocido con el nombre de Ciudad Deportiva del Real Madrid Club de Fútbol a comienzos de los años sesenta. Entre ellas, destaca especialmente la sección de voleibol al ser una de las más longevas y que mayores éxitos obtuvo, y se mantuvo durante treinta años, aún tras su desaparición, como el equipo más laureado del voleibol español con 19 títulos entre ligas y copas, reflejando su dominio en la década de los setenta del voleibol español.
Sin embargo, debido a las exigencias económicas para mantener las secciones, el club tuvo que ir paulatinamente dándoles de baja para dedicar más esfuerzos al fútbol y el baloncesto masculino, disciplinas más prolíficas en cuanto a títulos y ganancias, sumando esporádicamente un equipo de fútbol indoor a través del equipo de veteranos. Además, la Fundación Real Madrid ofrece a jóvenes adolescentes mujeres la práctica del baloncesto y una escuela adaptada y en silla de ruedas.
En las primeras décadas del siglo XXI se intentó recuperar alguna de las mencionadas secciones siendo la de balonmano, la de rugby o la de fútbol sala las que más cerca estuvieron de volver a existir; así como el crear un equipo femenino de fútbol, proyecto en el que el club manifestó en 2017 que trabajaba desde hacía años. Finalmente en 2019 se presentó una propuesta de fusión por absorción del Club Deportivo TACON a materializarse en 2020, que fue aprobada en septiembre por los socios del club.
Posteriormente, en el año 2015 el que fuera el segundo equipo filial, el Real Madrid Club de Fútbol «C» se unió a la lista de desaparecidos. Este estaba caracterizado por ser el equipo que servía de plataforma de ascenso entre las categorías inferiores y los equipos profesionales del Real Madrid.
Iniciado como un club amateur, bajo el nombre de Real Madrid Aficionados en los años cincuenta, disputaba la Tercera División hasta el momento de su disolución, siendo esta la cuarta categoría de fútbol en España. Como condición de segundo filial, la máxima categoría que podía disputar el equipo era la Segunda División «B» habiendo participado en ella un total de cinco temporadas, cosechando su mejor actuación en la temporada 2012-13 en la que finalizó en la quinta posición.
A diferencia del carácter con el que fue iniciado, desde los años 1990 estuvo integrado principalmente por futbolistas de edades juveniles de la cantera madridista. Entre sus mayores logros estuvo el de alcanzar los octavos de final de la Copa del Rey en la temporada 1986-87 en los que fueron eliminados por el Atlético de Madrid —posterior subcampeón de la edición—. Adicionalmente, es el equipo que más trofeos posee del Campeonatos de España de Aficionados con un total de ocho.
Diversas noticias informaron en 2022 que el club estaría evaluando la posibilidad de refundar el equipo para la formación de los juveniles, previo paso al equipo filial, militante en la Primera Federación. Finalmente obtuvo plaza en la Tercera Federación tras un acuerdo de filialidad con el RSC Internacional Fútbol Club, lo que amortiguó el brusco cambio generacional entre categorías tras la reestructuración de las mismas por parte de la RFEF en 2021.

### Sección de baloncesto masculino
El club madrileño cuenta con una sección de baloncesto denominada Real Madrid Baloncesto. Esta fue creada en 1931 por Ángel Cabrera bajo la presidencia de Rafael Sánchez-Guerra. Es el club más laureado de la historia del baloncesto FIBA, y el único junto al Club Joventut Badalona que siempre ha militado en la máxima categoría del baloncesto español. Es, a su vez, el más laureado de Europa y de las competiciones internacionales de carácter mundial.
El crecimiento y los éxitos de la sección vienen en gran parte gracias a la gestión llevada a cabo por Raimundo Saporta, gran impulsor de este deporte en España y Europa que trabajó para el club mientras compaginaba su cargo en la Federación Española de Baloncesto. Fue la mano derecha del expresidente Santiago Bernabéu, bajo cuya gestión se vivieron los mejores años de la entidad tanto a nivel deportivo como institucional de la historia reciente de la entidad. Bajo las decisiones de ambos mandatarios la sección cosechó un total de 53 títulos.

### Sección femenina de fútbol
Tras numerosas especulaciones con la creación de un equipo femenino por parte de los medios de comunicación, finalmente el club informó en 2017 que el club trabaja por crear una sección femenina de fútbol desde el ciclo formativo hasta la categoría territorial de Primera de Aficionadas, que correspondería como punto de partida del futuro primer equipo. La información, de boca del presidente, confirmó dichas suposiciones así como la opción de una posible compra de licencia federativa que diera con la fundación del equipo femenino madridista, puntualizado en clubes como el Club Deportivo TACON o el Madrid Club de Fútbol Femenino.
Al final de la temporada 2018-19 el club confirmó la fusión por absorción del C. D. TACON de la Primera División de España, con efecto 1 de julio de 2020, y fue ratificado por los socios apenas unos meses después. En su primera temporada, la 2020-21, finalizó como subcampeón del Campeonato de Liga, lo que le permitió disputar apenas un año después de su fundación la Liga de Campeones, máxima competición a nivel europeo y en la que alcanzó los cuartos de final.

### Equipo de veteranos
La Asociación de exjugadores del Real Madrid Club de Fútbol, nació como sección de veteranos del Real Madrid Club de Fútbol, jugando una serie de partidos amistosos y torneos de fútbol a-11, modalidad que sigue manteniéndose en la actualidad bajo su nombre de Real Madrid Leyendas, conquistando diversos trofeos (junto con el fútbol a-7 y el fútbol sala en diversos partidos amistosos y eventos benéficos promovidos por la Fundación Real Madrid). Desde 2010 organiza el Corazón Classic Match, donde juega cada año de manera benéfica junto a otros combinados históricos de clubes europeos para recaudar fondos destinados a las labores de la fundación.
Previamente se formalizó una sección de fútbol indoor en el año 2008 para junto con los otros ocho equipos que hasta entonces habían conquistado Primera División de España de fútbol en alguna ocasión, crear el Campeonato Nacional de Liga de Fútbol Indoor, desaparecido tras diversas ediciones.

## Área social y dimensión sociocultural
Un 46 % de los aficionados al fútbol encuestados a fecha de 2018 en España por el portal de estadísticas de mercado y opinión Statista lo señalan como el club más popular, mientras que a nivel internacional es también una de las entidades más reconocidas del mundo con más de 600 millones de seguidores estimados en 2025. Es el equipo de fútbol que más interés suscita en los medios digitales a nivel mundial, entre los que es además la institución deportiva con mayor número de seguidores con un total de 344 millones. Entre ellas destaca su web principal, que desde 2016 es la página de fútbol más vista del mundo, y está disponible en ocho idiomas. Es además el club con más búsquedas mensuales en Google, con una media de casi 20 millones de visitas.
En busca de un mayor desarrollo y consolidación a nivel digital, en 2020 creó Real Madrid Next, marca bajo la que se desarrollarán los proyectos de innovación del club, con la colaboración de startups y empresas que buscan mejorar desempeño, prestaciones y solidez económico-deportiva de la entidad, así como potenciar el patrimonio de sus socios. Enfocada en seis áreas de trabajo: e-health, performance, fan engagement, generación de contenido audiovisual, ciberseguridad e infraestructuras tecnológicas y sociales, es un paso más en el cada vez más creciente mundo digital, área en la que en los últimos años destacan los deportes electrónicos o esports.
A fecha del cierre del ejercicio 2020-21 la masa social estaba compuesta por 91 701 socios, y 2452 peñas presentes en 92 países.

### Afición

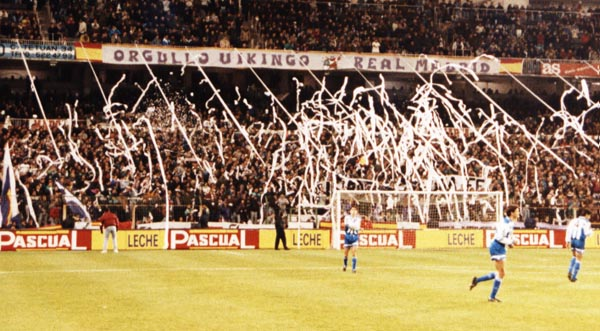
Foto de los aficionados durante un partido en los años noventa.

Desde su fundación, la propiedad de la entidad recae en sus socios, siendo uno de los cuatro clubes profesionales de España cuya entidad jurídica no es la de sociedad anónima deportiva (SAD). A fecha de 2021 la masa social del club está compuesta por un total de 93 920 socios. Entre estos, aproximadamente dos mil tienen la condición de ser socios compromisarios, quienes son elegidos entre los propios abonados del club como representantes del resto en las asambleas generales y tienen por tanto derechos de toma de decisiones en las citadas reuniones. Su función es la de emitir juicios o votos sobre el devenir de la entidad además de aprobar las cuentas económicas. En la década de los años 2000 la inscripción para convertirse en socio, que requería de un estudiado proceso de admisión, se paralizó debido al alto número de solicitudes, imposibilitando al club atender todas ellas y principalmente por la capacidad insuficiente del estadio para asignarles un asiento propio. En su lugar creó el carné madridista de simpatizante, que si bien no otorga los derechos de socio en asamblea, otorga ciertos privilegios y liga a sus poseedores al club. El número de carnés a finales de 2018 es de más de 1 000 000 según la web madridista.
Los socios compromisarios, cuya condición necesita del aval de otros tres socios, se eligen cada cuatro años. Si el número de socios compromisarios presentados no cubren las plazas, se realiza un sorteo entre todos los socios hasta completarlo, de igual manera que si el número presentado es superior a las plazas se eligen por sorteo de entre los presentados.
La masa social de la entidad creció en consonancia con el crecimiento institucional. Así, a los diez años de su fundación, el club contaba ya con aproximadamente 450 socios que llenaban la grada de la tribuna del antiguo Estadio de O'Donnell, y entre los que se encontraban también los directivos, que como dictan los estatutos institucionales del club deben cumplir con el requisito de ser socios.

### Educación, sanidad e implicación con el desarrollo
El Real Madrid C. F. ofrece una formación académica a través de su Escuela de Estudios Universitarios Real Madrid-Universidad Europea de Madrid, así como de la Institución Educativa SEK. La primera de ellas oferta estudios universitarios y de postgrado, y la segunda actúa centro de enseñanza para los canteranos del club, siendo ambas de carácter privado y de acceso abierto a cualquiera que lo solicite según los requisitos de los centros.
La Escuela de Estudios Universitarios Real Madrid se encuentra presente en once países, y está prevista una mayor expansión por Europa y Asia. En ella además se imparte la Cátedra Real Madrid para desarrollar la cooperación entre el mundo de la educación y el deporte a través de actividades y estudios de investigación y docencia; y un Departamento de Carreras Profesionales.
El club cuenta también con una alianza con la compañía de asistencia médica Sanitas, encargada de gestionar los servicios médicos del club para todas sus secciones deportivas.
La Fundación Real Madrid es el instrumento a través del cual la entidad hace efectiva su responsabilidad social corporativa y desarrolla sus fines de carácter humanitario, social y formativo. Con carácter anual, el club procede a efectuar una donación a la Fundación para el desarrollo de sus actividades, cuyo objeto fundacional es fomentar los valores inherentes a la práctica deportiva y la promoción de esta como instrumento educativo susceptible de contribuir al desarrollo integral de la personalidad de quienes lo practican. Desarrolla sus programas de actividades en torno a cinco grandes áreas, como son el fomento del deporte, formación deportiva para el desarrollo de valores, proyectos sociales, cooperación internacional y actividades institucionales, además del centro de documentación.
Sus más de 200 escuelas sociodeportivas en más de sesenta países reciben la labor social en más de 60 000 beneficiarios desfavorecidos en áreas como hospitales, centros de acogida, centros penitenciarios, centros para la tercera edad, o campus deportivos entre otros. Desde el año 2012, la fundación cuenta con la ayuda de la Oficina del Voluntario Madridista, con más de 250 voluntarios que ayudan de manera altruista a la obra social.
La Fundación Real Madrid gestiona entre otras actividades el Centro de Documentación del Club, así como el Corazón Classic Match, un encuentro anual entre equipos mundiales de veteranos —que ha contado con la presencia de los veteranos de la A. C. Milan, el F. C. Bayern de Múnich o el Manchester United F. C. entre otros— cuyos beneficios se destinan al Proyecto África de la fundación. Este contribuye al respeto a los Derechos Humanos, la paz y la construcción de ciudadanía en este continente así como a la lucha contra la pobreza y la exclusión social de la juventud en África. Senegal, Mozambique, Burundi, Malaui, Tanzania, Kenia, Etiopía y Uganda entre otros ya se benefician de este proyecto. Desde su creación, ha recibido numerosos reconocimientos y premios por su labor social, cultural y humanitaria en favor del desarrollo.
La Fundación ofrece una revista denominada ReALMAdrid de carácter trimestral donde se reflejan e informan las distintas actividades y proyectos que realiza, además de un soporte más visual a través de la Memoria Anual.

### En los medios de comunicación
El club es uno de los equipos que mayor cobertura tiene en los medios de comunicación españoles, con especial hincapié en sus partidos frente a rivales directos, como por ejemplo en «el Clásico» frente al F. C. Barcelona. El evento llega a reunir a periodistas y medios de decenas de países, y centenares de corresponsales.
Cubre la información diaria del club su propio canal de televisión, Real Madrid TV HD, de ámbito internacional. Se ocupa de las retransmisiones de sus actos institucionales, asambleas, ruedas de prensa, informativos de actualidad y tertulias, así como emitir partidos de sus equipos deportivos en directo o diferido, a través de su página web y desde el 28 de abril de 2016 en abierto a nivel nacional en la Televisión digital terrestre de España. Completa su parrilla de programación con documentales sociales y deportivos, además de emisiones de entretenimiento o largometrajes. Previo a su instauración era la revista Hala Madrid, distribuida entre todos los socios y titulares del carné madridista desde su inauguración en el mes de septiembre del año 1950, la encargada de dicha función. Vigente a fecha de 2020 es el principal medio de comunicación entre el club y los socios, y cuenta con una edición infante dedicada a los niños llamada Hala Madrid Júnior.
A través de las nuevas tecnologías, cada vez más presentes en el tanto en la cultura popular como en el ámbito deportivo, el club dispone de una página web, ampliada informativamente con plataformas en las redes sociales como Facebook o Twitter, principales herramientas de comunicación e interactividad al margen de la habitual prensa escrita o digital. En ellas es la institución deportiva a nivel mundial con mayor número de seguidores con un total de 344 millones.

### En la cultura popular
La historia del club ha sido reflejada varias veces en el mundo del cine a través de distintos puntos de vista. Películas como Saeta rubia, La batalla del domingo, Real, la película o Goal II: Living the Dream narran desde una historia cinematográfica el alcance, repercusión y proyección del club en el mundo. Para las ediciones de las películas se contó con la colaboración del club, e incluso algunos de sus integrantes.
Se hace también referencia al club en el anime Captain Tsubasa: Road to 2002, adaptación de 2001 del manga japonés Captain Tsubasa (キャプテン翼 Kyaputen Tsubasa?), como el club antagonista de la trama escrita por Yōichi Takahashi. Referido como Bernabéu Club de Fútbol (por temas legales los clubes no aparecen con sus verdaderas identidades) aparecen jugadores de la época como el capitán Blueno conocido como «el anulador de cracks» (Fernando Hierro), Robecaro (Roberto Carlos), Callusias (Iker Casillas), Raíl (Raúl González), Luís Fago (Luís Figo) o Gati (Guti) por citar algunos, a los que se unen otros ficticios de la propia serie como Natureza de quien se especula es el «Rey del fútbol», estrella de la selección brasileña, y el eterno rival de Tsubasa Ōzora, quien protagoniza la serie. Del mismo modo también se muestra al club en las siguientes líneas argumentales de 2005, Captain Tsubasa Golden-23.
El citado manga fue llevado a los videojuegos, y el club tuvo presencia en el Captain Tsubasa: Dream Team al lanzar el Transfer World Football Legends: Los Galácticos, un evento específico dentro del propio juego en el que podías adquirir a algunos de los jugadores del conjunto madrileño. Del mismo modo, en otras sagas o juegos de fútbol, abanderados por FIFA de EA Sports - Electronic Arts o Pro Evolution Soccer de Konami, el club está presente, y la mencionada EA Sports llegó incluso a firmar como partner oficial del club, desde 2016 hasta el año 2025.

## Rivalidades
|  | Para más detalles, consultar Rivalidades del Real Madrid Club de Fútbol |

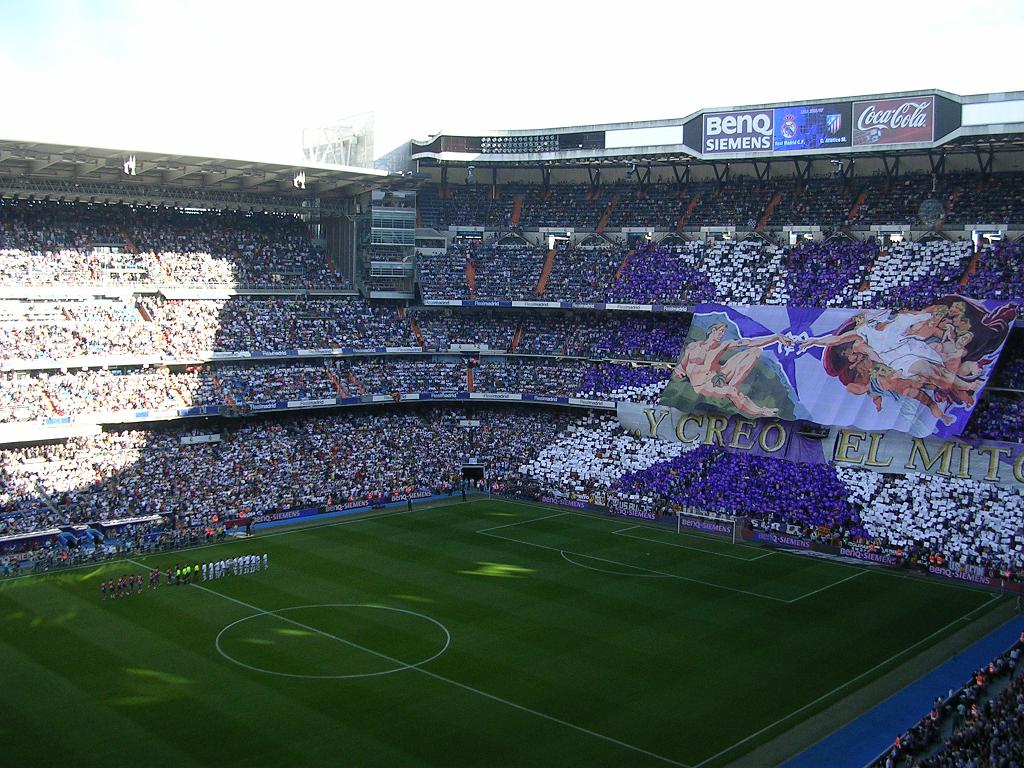
Afición local en un «derbi madrileño» en el Santiago Bernabéu (2006).

En el plano deportivo el equipo madrileño mantiene una rivalidad con varios de sus homólogos. En España se da con el Athletic Club, con quien mantuvo intensos duelos en los primeros años del fútbol español por ser en aquel entonces dos de los mejores equipos que existían y con quien disputó varias finales de Copa; con el Fútbol Club Barcelona, rivalidad con trascendencia a nivel mundial en los partidos conocidos como «el clásico», y que se remonta a 1916. Frente al Atlético de Madrid disputa el «derbi madrileño», siendo esta su mayor rivalidad histórica, que ha vuelto a posicionarse como tal en tiempos recientes y cuyo primer duelo fue en 1906.
En cuanto a Europa, su máxima rivalidad se da con el Bayern de Múnich de Alemania desde los años setenta debido a sus polémicos enfrentamientos en la Liga de Campeones, o con la Associazione Calcio Milan de Italia con el que mantiene la disputa deportiva por ser el equipo más laureado a nivel internacional del continente, si bien esta rivalidad con el equipo italiano se ha disminuido casi por completo, debido a la no clasificación del equipo rossonero a competiciones europeas en los últimos años.
Otros conatos de menor repercusión fueron puntualmente contra el Real Sporting de Gijón, con el Club Atlético Osasuna, o con el Valencia Club de Fútbol. Sin embargo, ninguna de ellas obtuvo mayor repercusión en el panorama nacional como las que mantiene con los ya citados bilbaínos, barcelonistas y atléticos y con los bávaros y milanistas en el internacional siendo estos cinco clubes los de enfrentamientos deportivos más reseñables contra el conjunto madrileño.

## Análisis económico-financiero

### Club más valioso del mundo
A la llegada de Florentino Pérez a la presidencia en el año 2000, la entidad estaba cerca de la bancarrota. Se estructuró así, bajo las premisas de necesidad y control, una planificación para mejorar las cuentas del club sin desatender los éxitos deportivos. Reflejado en la época de «los galácticos», una revolución en el fútbol utilizando los principios empresariales para sacar de la crisis económica al club por medio de la contratación de los mejores jugadores del momento y aprovechar la mercadotecnia que estos generaban, obtuvo unos rápidos resultados que sin embargo terminaron por colapsar en el ámbito deportivo, no sin grandes éxitos. Los cuatro insignes jugadores contratados —Luís Figo, Zinedine Zidane, Ronaldo Nazário y David Beckham— costaron cerca de 200 millones de euros, pero rápidamente estos gastos se transformaron en enormes beneficios monetarios que llevaron a la institución a recibir cerca de 400 millones de euros por año al final del primer mandato de Florentino Pérez en 2006. La gestión no solo llevó a la entidad a posicionarse como el club de fútbol más rico y prestigioso del mundo, sino a salvarlo económicamente. Casi dos décadas después se supo que el propio Florentino Pérez avaló personalmente la acuciante deuda con 147 millones de euros que permitieron junto a la gestión realizada sanear las cuentas de la entidad, hecho que principalmente permitió que a día de hoy el club siga siendo de sus socios. Fue una medida similar a las adoptadas en el pasado por Pedro Parages, Adolfo Meléndez o Santiago Bernabéu, cuando en momentos de igual delicadeza de la entidad avalaron personalmente o realizaron profundas gestiones para su resurgir. Pese a ello, las posteriores directivas llevaron otra vez al club a una acuciante crisis financiera que hubo de ser revertida nuevamente, con la segunda elección presidencial de Florentino Pérez en 2009.
La buena salud económica del club desde entonces queda reflejada en un endeudamiento neto negativo desde 2016, tras ir reduciéndose paulatinamente año a año desde los 327 millones de euros que constaban a fecha de la llegada del mandatario madrileño. De igual modo, su ratio EBIDITA se sitúa en un valor de 0,0 desde 2016, lo que denota su inmejorable solvencia y valor de máxima calidad crediticia para las entidades financieras. Todo esto implica, no una deuda sino una posición de liquidez neta, o que cualquier otro tipo de deuda del club (bruta) es asumible en parámetros de solvencia gracias a su patrimonio y tesorería. Dicho patrimonio es de 598 millones de euros aproximadamente —tras aplicar unos ingresos de 1185 millones en su último ejercicio—, y permite al club hacer frente holgadamente a todos sus compromisos de pago así como disponer de flexibilidad para la toma de decisiones sobre eventuales nuevas inversiones. Desde el ejercicio 2019-20 la pandemia vírica del covid-19 provocó una caída en los ingresos de aproximadamente 300 millones, mientras que se contrajo deuda por primera vez en cinco años debido a la negativa repercusión económica que produjo. Un crudo reflejo de la delicada situación actual del fútbol, ante la cual el club supo sobreponerse con una cuidada estrategia, mientras las principales entidades del mundo acumularon pérdidas. Este déficit, pese a ser asumible por los recursos del club con un ratio deuda/patrimonio de 0.1 puntos por debajo de la máxima solvencia y autonomía financiera que marca el valor cero, hubo de paliarse con nuevos ajustes salariales y nuevas medidas de austeridad hasta la recuperación económica. Dicha línea será esencial en ejercicios futuros pese a haberla contenido gracias al cuidado plan.
| \| Gráfica de evolución "Deuda Neta de Real Madrid Club de Fútbol entre 2001 y 2021" \| \| \| \| Deuda Neta : Deuda Bancaria + Acreedores/Deudores adquisición/traspaso activos – Tesorería. Deuda Neta actual (Año Fiscal 2020-21).[629] \| |
| Gráfica de evolución "Deuda Neta de Real Madrid Club de Fútbol entre 2001 y 2021" |
| |
| Deuda Neta : Deuda Bancaria + Acreedores/Deudores adquisición/traspaso activos – Tesorería. Deuda Neta actual (Año Fiscal 2020-21). |

Esta gestión fue debida a la pandemia de covid-19, cuyos efectos en la ciudadanía repercutieron en las economías, por lo que la entidad aplicó una etapa de austeridad con medidas extraordinarias para evitar tener pérdidas. Se puede observar como en los últimos ejercicios fiscales, el covid-19 repercutió en un freno de ingresos, en torno a 300 millones, que el club supo contrarrestar tras reducir gastos para presentar ambos años un balance positivo, gozando aún de una buena tesorería (que disminuyó por primas y pandemia).
Los gastos se obtienen de restar los ingresos (antes de enajenación de inmovilizado) del resultado de explotación antes de amortizaciones o EBITIDA (antes de impuestos).

El futuro económico del club, debido también a los altos gastos que conlleva, sigue dependiendo lógicamente de aportar mayores ingresos. Estos, en boca del presidente del club, son difíciles de aumentar en el contexto actual. Los ingresos ordinarios crecieron al ritmo más bajo de la última década, con un alza interanual de apenas el 0,9 % con trazas de no dar mucho más de sí (si bien hay que contemplar la crisis provocada por la pandemia que situó el presupuesto para 2021 en valores de hace cinco años y cuyos efectos reales están aún por verse). La dirección asume que hay dos partidas importantes en las que poco puede incidir: los derechos de televisión de LaLiga y el market pool de la UEFA, dos de las principales fuentes de ingresos, y es por ello por lo que la entidad haya apostado por una gran remodelación del estadio Santiago Bernabéu que dote al club de unos 150 millones de euros adicionales cada año. Otra de las medidas fue reestructurar el departamento comercial, quien debería haber repercutido significativamente con los últimos éxitos deportivos —en especial las tres Ligas de Campeones consecutivas—, y en donde sin embargo los ingresos por patrocinio y licencias apenas subieron un 0,4 %.
Refiriéndonos al espacio de maniobra, la mayoría de equipos de Primera División presentan un nivel de endeudamiento elevado debido al peso que tiene la financiación ajena en su estructura financiera. El Club Atlético de Madrid es el equipo que presenta, con diferencia, un mayor nivel de endeudamiento seguido del Fútbol Club Barcelona y del Valencia Club de Fútbol, y deben procurar en los próximos ejercicios no incrementar su deuda. En el lado opuesto, los únicos equipos que muestran un nivel de capitalización adecuado son el Real Madrid, el Sevilla Fútbol Club y el Villarreal Club de Fútbol, puesto que sus fondos propios suponen cerca del 40 % de la estructura financiera por lo que en los próximos ejercicios podrían plantearse incrementar su nivel de endeudamiento para intentar favorecer su rentabilidad financiera, como la remodelación del estadio en el caso de los madridistas. Dicha operación se encuentra dentro de la viabilidad económica pese a los efectos de la pandemia al planificarse unas condiciones favorables de carencia en tres años, es decir, sin acometer ningún pago hasta 2023, fecha en la que ya estará inaugurado y sus ingresos no solo permitirán sufragar esos gastos sino que reportarán altos beneficios. Es por ello que la operación en conjunto no afecta per se al resto de operaciones de balance del día a día del club.

## Influencia con otros clubes

### Corinthian Football Club

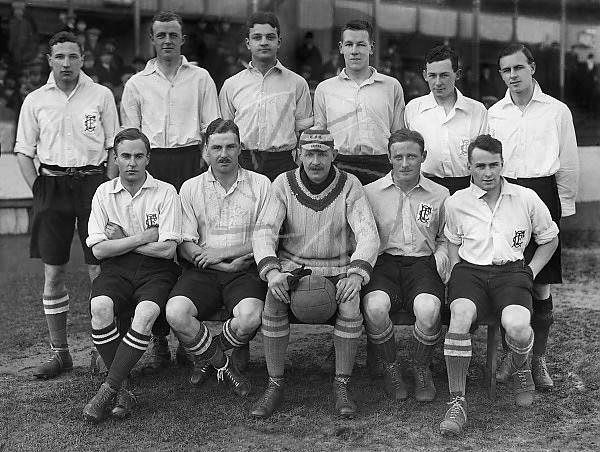
Instantánea del Corinthian F. C. del que se tomaron brevemente los colores.

Durante la temporada 1925-26 se produjo el primer y único gran cambio en la vestimenta del equipo. Patricio Escobal y Félix Quesada —integrantes del primer equipo— decidieron tras un viaje a Inglaterra proponer un cambio en los colores del uniforme del club por uno a semejanza del usado por el célebre Corinthian Football Club. Este conjunto londinense amateur gozaba de una gran fama mundial por su juego elegante y deportivo y su rechazo total del profesionalismo, además del gran potencial que pese a ello mostraban. No en vano, fueron capaces de derrotar a grandes equipos profesionales sin que ninguno pudiera equipararse a ellos. Su uniforme estaba compuesto por una camisa abotonada de seda cruda y un pantalón negro.
Los futbolistas pretendieron que aquellos fueran los nuevos colores del equipo madrileño en admiración y reconocimiento a los ingleses —a quien sus hazañas llevaron también a la creación del Sport Club Corinthians Paulista brasileño—, y así fue durante una temporada pese al disgusto del presidente Pedro Parages. Sin embargo, un suceso llevó a la sustitución de la novedosa indumentaria. El equipo fue goleado por el Football Club Barcelona por 1-5 en el Estadio de Chamartín en un partido de Copa. En el encuentro de vuelta volvieron a perder, por 3-0, por lo que envalentonado por el rotundo fracaso Parages entró en el vestuario de Les Corts echando la culpa de la derrota al mal fario de los uniformes «corinthianos» y mandó al encargado del material que se deshiciese de ellos. El Madrid Football Club recuperó así su tradicional vestimenta blanca y se olvidaba del pantalón negro.

### Leeds United Association Football Club
Al igual que por admiración a otro club los madrileños cambiaron durante un año su vestimenta en favor de la habitual del Corinthian Football Club inglés, en Inglaterra ocurrió algo similar con la vestimenta del club madridista. El Leeds United Association Football Club cambió el color habitual de su uniforme en los años 1960 por el habitual de los españoles después de que el conocido como el «Madrid de Di Stéfano» venciera la Copa de Europa 1959-60 ganando por 7-3 al Eintracht Frankfurt Fußball.
Aquel partido de Hampden Park, Glasgow, fue presenciado en las gradas por Don Revie, mánager del conjunto inglés. Fue tal el impacto del juego madridista que decidió que el equipo de Elland Road dejara su uniforme con camiseta azul y amarilla por uno blanco total para darle un nuevo rumbo ganador a su equipo, como así manifestó.

"Llevamos una vida vistiendo de azul y amarillo. ¿Qué hemos ganado desde entonces? Nada. A partir de ahora, este equipo deja de ser un perdedor, porque lo entreno yo. Y yo no soy un perdedor. ¿Saben qué equipo ha ganado más títulos en el mundo? Pues el Real Madrid. ¿Saben de qué color viste el Real Madrid? De blanco. Bueno, desde este mismo momento, este equipo jugará de blanco. Será una señal inequívoca de que este Leeds es, desde este momento, un ganador".
Don Revie. Marzo de 1961. Leeds.

Como curiosidad destacar que desde entonces el Leeds se convirtió en uno de los mejores equipos de Inglaterra ganando numerosos títulos hasta la década de 1980 cambiando la historia de los leodensians.

### Real Salt Lake
El Real Salt Lake, equipo de la Major League Soccer estadounidense, fue creado en 2004 por Dave Checketts en Salt Lake City y como declarado seguidor del equipo madrileño le antepuso la palabra «Real» antes del nombre de la ciudad tras recibir su consentimiento. Fruto de ello ambas entidades cerraron un acuerdo de colaboración por un período de diez años en la creación de escuelas, la difusión de los contenidos televisivos o enfrentamientos en amistosos como el disputado el verano de 2006. Para los colores del uniforme sin embargo, estipularon utilizar los mismos que los de la selección española, aunque sí adoptaron el blanco para su uniforme alternativo.
Del mismo modo y al pertenecer a la misma entidad, la Utah Soccer Holdings, el Utah Royals Football Club femenino y el Real Monarchs de la USL Championship adoptaron también a su denominación la palabra «Real» en su traducción inglesa. Sus segundos uniformes son del mismo modo blancos como el del equipo español.

### Club Real Potosí
En este caso, fue el Club Real Potosí de la Primera División de Bolivia el que adoptó no solo colores sino emblemas y denominaciones del club madridista para formar el suyo propio. En el caso, tomando el color morado como principal, y el blanco como secundario, a la inversa que los madrileños.
En 1994, el club Academia de Fútbol Real Potosí se fusionó con el antiguo club del Banco Minero (BAMIN) por lo que pasó a llamarse Bamin Real Potosí desapareciendo a partir de 1994 la denominación de Bamin debido a que su presidente era presumiblemente un fanático del club español, para que quedase a mayor semejanza. El club disputa la Liga del Fútbol Profesional Boliviano.

### Real Aurelio Football Academy
De igual modo, el Real Aurelio Football Academy de Roma tomó el escudo y denominación del club para idear los suyos propios en su nacimiento en el verano de 2015. La escuela formativa, ligada a la Associazione Calcistica Perugia Calcio, tomó de ella el color rojo para su equipación, siendo una de las principales escuelas de su área en el ámbito formativo.

### Club Deportivo TACON y Madrid Club de Fútbol Femenino
El Club Deportivo TACON fue un club de fútbol femenino de Madrid, fundado por Ana Rossell, que en 2020 se convirtió en la sección femenina del club madridista. Debido a que hasta la fecha la entidad no contaba con un equipo femenino, Rossell lo fundó en Madrid como alternativa para aquellas futbolistas madrileñas que querían jugar en la capital, y con la esperanza de un día poder formalizar la sección en el club del que era aficionada. Así, tomó como referencia el color blanco para la equipación a semejanza del Real Madrid. Fue el mismo motivo que propició la fundación del Madrid Club de Fútbol Femenino por Alfredo Ulloa, quien además en su caso su escudo se diseñó también a semejanza del club blanco.

## Anexos
| Entidades relacionadas | Datos estadísticos y trayectoria | Personalidades e historia | Infraestructuras |
| --- | --- | --- | --- |
| - Real Madrid Baloncesto - Real Madrid Castilla Club de Fútbol - Real Madrid Club de Fútbol Juvenil - Fútbol base del Real Madrid Club de Fútbol - Real Madrid Club de Fútbol Femenino - New Football Club (Sky Football) - Internacional Football Club - Association Sportive Amicale - Moncloa Football Club - Moderno Football Club | - Estadísticas del Real Madrid C. F. - Trayectoria del Real Madrid C. F. - Palmarés del Real Madrid C. F. - Giras mundiales del Real Madrid C. F. - Real Madrid C. F. en competición nacional - Partidos nacionales del Real Madrid C. F. - Real Madrid C. F. en competición internacional - Partidos internacionales del Real Madrid C. F. - Finales internacionales del Real Madrid C. F. | - Historia del Real Madrid Club de Fútbol - Secciones deportivas del Real Madrid C. F. - Real Madrid Club de Fútbol "C" - Jugadores del Real Madrid C. F. - Entrenadores del Real Madrid C. F. - Presidentes del Real Madrid C. F. - Socios del Real Madrid C. F. - Fundación Real Madrid - Historia del uniforme del Real Madrid C. F. | - Instalaciones del Real Madrid C. F. - Ciudad Deportiva de la Castellana - Ciudad Deportiva de Valdebebas - Estadio Santiago Bernabéu - Estadio de Chamartín - Hipódromo de la Castellana - Estadio de O'Donnell - Velódromo de Ciudad Lineal - Estadio Alfredo Di Stéfano |